# Geschiedenis van Woerden

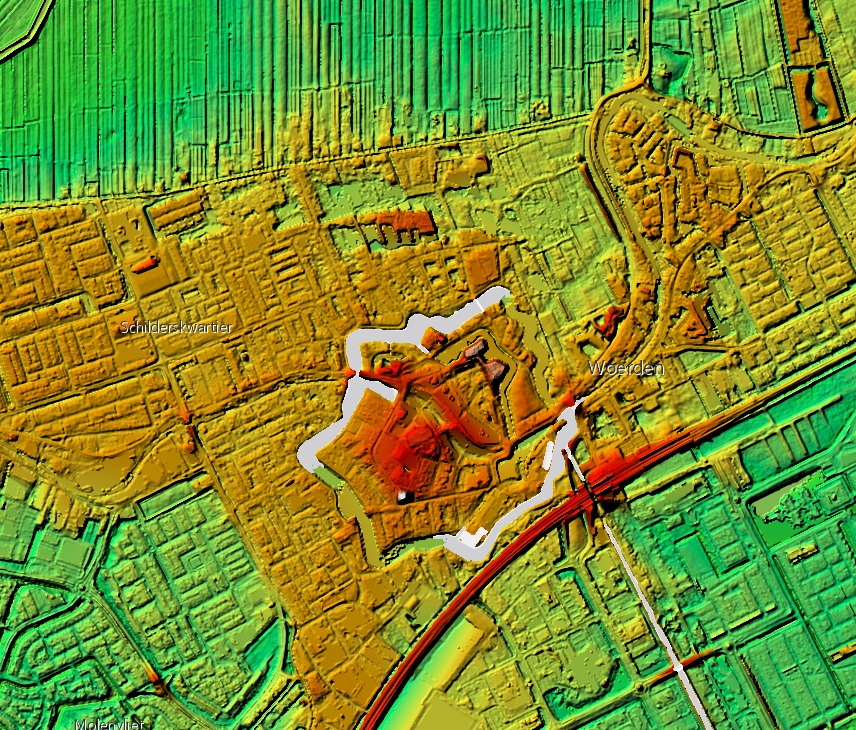
Woerden is ontstaan op een hoge plaats langs de Rijn. In deze figuur is de hoogteligging van het maaiveld van Woerden weergegeven. De hoogte van de gebouwen is weggelaten. Het centrum van Woerden is herkenbaar als een duidelijke verhoging in het landschap. De spoorlijn die als een diagonaal zichtbaar is, is een relatief recente verhoging in het landschap.

De geschiedenis van Woerden is grotendeels bepaald door de strategische ligging van deze stad langs de Rijn. In de Romeinse tijd (49–260) lag hier een castellum. Over de periode daarna is weinig bekend, totdat in 1160 het eerste middeleeuwse kasteel wordt gebouwd.
Rondom het dorp is men 150 jaar eerder al begonnen met de ontginning van het veen, onder regie van het Sticht Utrecht. In 1280 komt Woerden echter in handen van Holland. Vanwege de inklinking van het veen ontstaan blijvende problemen en in 1322 wordt het Groot Waterschap opgericht zodat de waterproblemen beter kunnen worden aangepakt. In 1372 krijgt Woerden stadsrechten en in 1410 het recht om een jaarmarkt te houden. Tijdens de Tachtigjarige Oorlog (1568–1648) krijgt Woerden te maken met een beleg en een bezetting door de Spanjaarden. Ook in het rampjaar 1672 is er militaire spanning die culmineert in de Slag bij Kruipin. In de Franse tijd (1795–1813) maakten de bezetters zich schuldig aan een grote moordpartij in de stad.
Daarna treedt een periode van relatieve rust in. Belangrijke ontwikkelingen zijn de sloop van de stadspoorten in 1874 en de sloop van de vestingwerken in 1890. In deze tijd komt de emancipatie van de rooms-katholieken op gang met de bouw van een grote kerk en een klooster. In 1855 krijgt Woerden een treinstation en ontwikkelt de stad zich, terwijl plaatsen in de buurt, zoals Montfoort, achterblijven. Woerden komt de Tweede Wereldoorlog relatief ongeschonden uit, hoewel de kleine Joodse bevolking zwaar getroffen werd. Na de oorlog ging de gemeente groeien door woningbouw, maar ook door samenvoeging met de dorpen eromheen. Vanaf 1989 hoort Woerden bij de provincie Utrecht en niet meer bij de provincie Zuid-Holland. Door de instroom van mensen uit andere delen van het land, werd Woerden wel gezien als de meest gemiddelde stad van Nederland, maar dit beeld wordt ook wel betwist.

## Thematische beschrijving
Na de chronologische inleiding hierboven volgt hieronder een thematische beschrijving van de ontwikkeling van Woerden vanaf de eerste nederzettingen en het Romeinse kasteel aan de Rijn tot aan de Nederlandse gemeente in de 21e eeuw. Voor zover relevant komen ook ontwikkelingen in de omliggende dorpen aan de orde, deels binnen, deels buiten de huidige gemeente Woerden. Aan het eind van dit artikel is de chronologie opgenomen.

## Bevolking
| Bevolkingsgroei | Bevolkingsgroei |
| Jaar            | Aantal inwoners |
| --------------- | --------------- |
| 250             | 500-600         |
| 1372            | 500             |
| 1514            | 1.500           |
| 1629            | 4.000           |
| 1670            | 4.500           |
| 1800            | 3.000           |
| 1850            | 3.500           |
| 1880            | 4.200           |
| 1895            | 5.000           |
| 1900            | 5.200           |
| 1915            | 6.000           |
| 1922            | 7.000           |
| 1930            | 6.520           |
| 1932            | 8.000           |
| 1940            | 9.250           |
| 1943            | 10.000          |
| 1964            | 15.000          |
| 1975            | 37.000          |
| 2011            | 50.000          |
| 2015            | 50.575          |
| 2018            | 51.758          |
| 2021            | 52.694          |
| 2024            | 53.724          |

De bevolking van Woerden is hecht verbonden met de Rijn. De kleiruggen langs de Rijn waren hoger dan het omringende moeraslandschap, zodat hier al vroeg mensen gingen wonen. Vanwege dezelfde rivier de Rijn had de plaats Woerden eeuwenlang een strategische ligging. Veel inwoners waren dan ook betrokken bij de militaire activiteiten. De klei langs de Rijn werd in een latere fase afgegraven en veel mensen werkten in de baksteenfabricage. Andere inwoners leefden van de kaasproductie en de kaashandel, waarbij de stad zich ontwikkelde tot een regionaal centrum. In de uitklapbare tabel hiernaast is de bevolkingsgroei door de eeuwen heen te zien, van een kleine nederzetting in de Romeinse tijd tot een stad van meer dan 50.000 inwoners in de 21e eeuw.

### Prehistorie

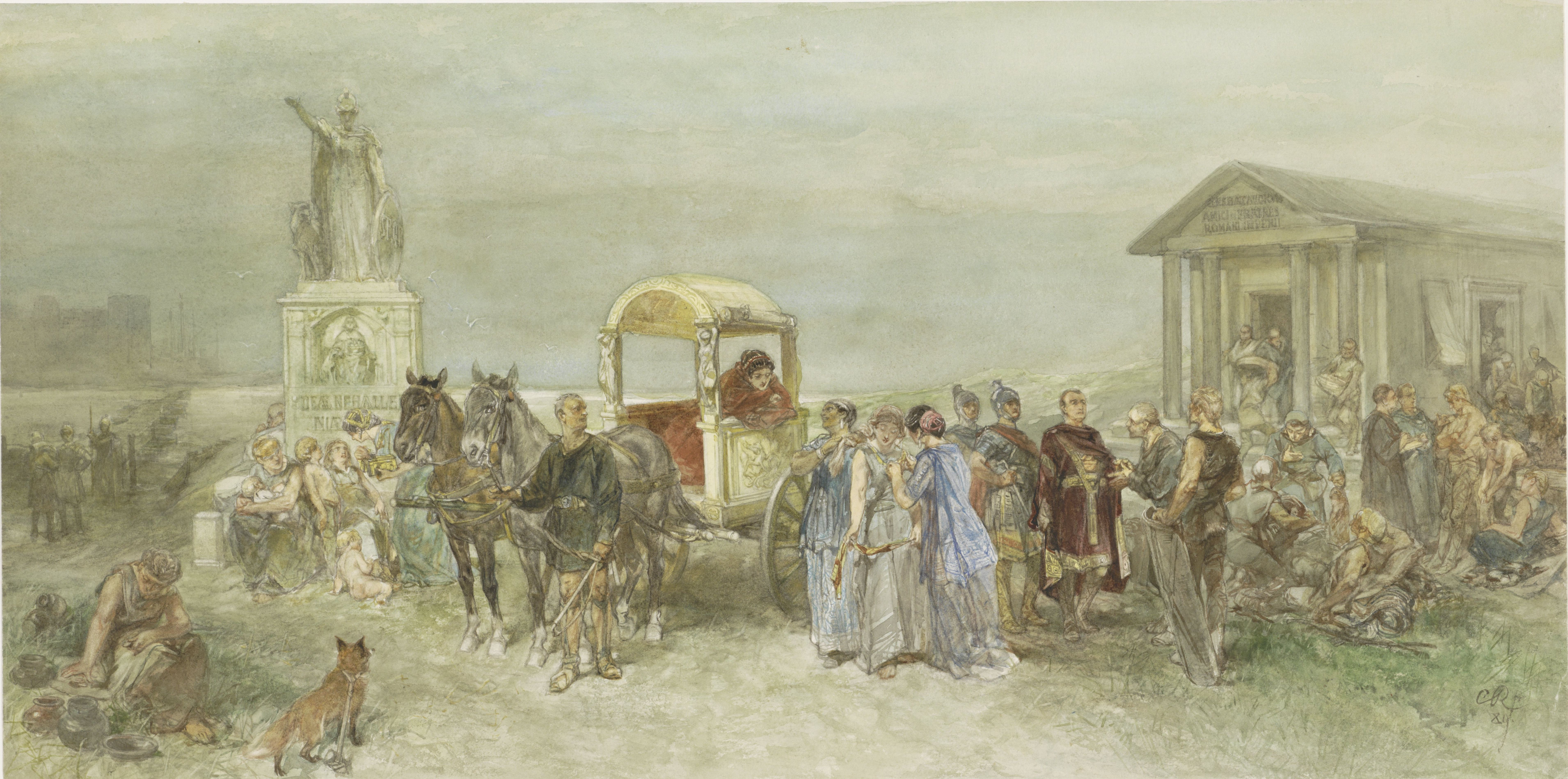
Marktplaats met Romeinen en Batavieren, zoals Charles Rochussen zich dit in de 19e eeuw voorstelde

De eerste bewoners van het gebied dat later Woerden zou gaan heten, vestigden zich op de natuurlijke kleiruggen en oeverwallen langs de Rijn, die na de laatste ijstijd door Nederland meanderde. Achter deze wallen ontstond moeras, dat niet geschikt was voor bewoning. Aan de zuidoostkant van het huidige Woerden zijn vuurstenen mesjes van 375.000 tot 600.000 jaar oud gevonden. Deze zijn gebruikt door voorouders van de huidige mens, Homo heidelbergensis.
Duizenden jaren later, tijdens het Neolithicum, woonden op de oeverwallen van de toen nog ongetemde rivier de Rijn moderne mensen (Homo sapiens). Het waren jagers, vissers en verzamelaars van voedsel. De bewoning concentreerde zich op plaatsen waar andere riviertjes in de Rijn stroomden, zoals het riviertje de Linschoten. De bewoners werden rond het begin van de jaartelling door de Romeinen Cananefaten of Bataven genoemd. De grens tussen deze bevolkingsgroepen lag waarschijnlijk in het gebied van het huidige Groene Hart.

### Romeinse tijd
Tussen 45 en 260 woonden er op de locatie van het huidige Woerden Romeinse militairen in een castellum dat hoogstwaarschijnlijk Laurium heette. Het waren Romeinse burgers die vrijwillig dienst hadden genomen. Rondom het castellum was een nederzetting van burgers (vicus), waar allerlei diensten werden geleverd aan de militairen. Er zijn onder andere bewijzen gevonden dat er een ijzersmederij is geweest. Het is niet bekend of in de nederzetting "autochtone" bewoners woonden. In de bodem van Woerden zijn veel archeologische resten van de Romeinen aangetroffen, zoals scherven aardewerk, restanten van een bronzen beeld en gedeeltes van een altaar. Er is ook een brandlaag gevonden, die dateert uit het jaar van de Bataafse Opstand, 69. Bijna alle forten langs de Limes, de noordgrens van het Romeinse Rijk, werden toen afgebrand, maar daarna weer opgebouwd.

### Middeleeuwen
Na ongeveer 150 jaar Romeinse bezetting braken de "donkere middeleeuwen" aan. Uit deze periode, tussen 250 en 1100 na Chr. is weinig historisch materiaal bekend. Opgravingen uit 2012 hebben aangetoond dat er in de 8e eeuw bewoning was, omdat er een grafveld is aangetroffen vlak naast het hoofdgebouw van het Romeinse castellum. Ook is door archeologische vondsten bekend dat er op de hoger gelegen gronden rond het huidige Woerden mensen woonden. In 1831 werd bijvoorbeeld in Kamerik een uitgeholde stam van een eik gevonden, die als doodskist gediend had, een boomstamdoodskist. Naast een schedel en enkele botten bevatte deze kist een gouden kruisbeeldje, gemaakt tussen de 8e en 11e eeuw. In 1924 werd in Kamerik een soortgelijke kist gevonden. De mensen woonden vermoedelijk in hutten van hout en leem, waarvan geen resten zijn overgebleven.
Op het Kerkplein in Woerden is een potscherf uit de Karolingische tijd (8e–10e eeuw) gevonden. In 2012 is bij een opgraving aan de Hogewoerd een Frankische spatha gevonden – het zwaard van Woerden – op de resten van een skelet. Het zwaard dateert uit de periode 715-740 en is gezien de zilveren versiering waarschijnlijk van een lokale edelman geweest, die loyaal was aan de Frankische koning. In de omgeving van het zwaard waren nog drie andere personen begraven. Er zijn echter niet veel vondsten uit deze periode. Bij eerdere opgravingen op het Kerkplein in 2002 dateerden de vroegste middeleeuwse vondsten uit de 14e eeuw. Deze voorwerpen werden aangetroffen in diverse beerputten.

#### Eerste vermelding van de naam Woerden
De eerste vermelding van een nederzetting die mogelijk verwijst naar het huidige Woerden dateert uit de 8e eeuw. Liudger schreef in 790 in zijn boek Vita Gregorii dat Bonifatius rond 720 te Wyrda zendingswerk deed. In latere geschriften komen namen zoals Uurdin, Worthen, Worthene, Wordene, Wrthen, Wrdan, en Worden voor. Het meest waarschijnlijk is dat de naam Woerden afkomstig is van de term Wurth voor een bewoonde hoogte, dat wil zeggen een hoger liggend gedeelte grond langs een rivier. De binnenstad van Woerden heeft dan ook een straat met de eeuwenoude naam Hogewoerd.
Ondanks de archeologische vondsten en de zending van Bonifatius tussen 719 en 722 meent men dat het vroegmiddeleeuwse nederzetting hier slechts een klein dorp was. In 1160 werd het eerste kasteel gebouwd. De bevolking begon vanaf dat moment langzaam aan te groeien.

### Militairen en oorlogen
Woerden had eeuwenlang een militair strategische betekenis. De lokale bevolking werkte voor de militairen, maar ook in de landbouw, veeteelt, in pannenbakkerijen en later in de handel. Woerden lag tijdens de Tachtigjarige Oorlog, de opstand tegen de Spaanse overheersing van 1568 tot 1648, midden in het strijdgewoel. Er was dan ook vooral een forse groei van de bevolking rond 1600. Na het beleg van Woerden door de Spanjaarden in 1575 kwam de stad tot bloei door groeiende nijverheid en door de uitbreiding van de vestingwerken. De laatste periode van de Tachtigjarige Oorlog doorstond de bevolking van Woerden echter moeizaam. Bij het vertrek van de Spanjaarden in 1637 was de helft van de circa 750 huizen beschadigd. Ook waren alle poldermolens vernield. Veel Woerdenaren verlieten de stad en gingen in het buitengebied wonen.

### Epidemieën

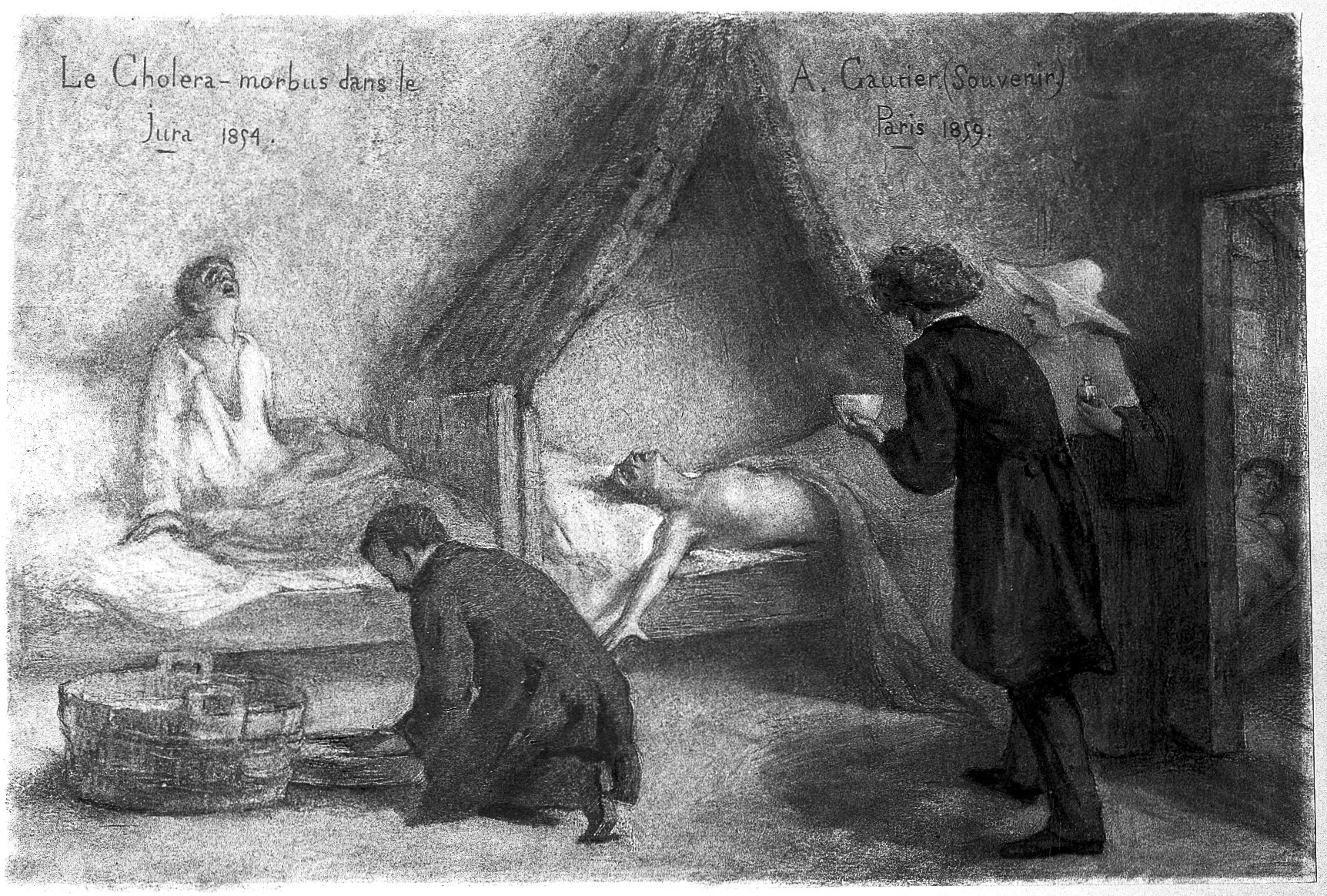
Cholerapatiënten in de Jura, 1854

Niet alleen de diverse oorlogen maar ook grote epidemieën hebben hun tol geëist van de bevolking. Tussen 1530 en 1664 was er elfmaal een epidemie van de pest in Woerden. Met name in 1636 waren er veel sterfgevallen door de pest. Maar de pest was niet de enige ziekte die huishield in Woerden. In 1832 heerste er, net zoals in andere delen van Nederland, een cholera-epidemie. Van de 47 patiënten overleden er 24. Er kwamen nog meer uitbraken van deze ziekte. In 1849 overleden 90 mensen, in 1859 waren er 49 sterfgevallen, en in 1866 ten slotte 95. De cholera epidemie van 1866 begon in het buitengebied, maar maakte de meeste slachtoffers in de gebieden met hoge bevolkingsdichtheid, namelijk in de binnenstad en in de pannenbakkerijen, en daarbinnen vooral bij de werklieden en kinderen. De burgerij bleef volledig buiten schot. Men wist toen nog niet dat cholera door met uitwerpselen besmet water werd overgedragen. De bacterie werd namelijk pas in 1883 door de Duitser Robert Koch ontdekt. De besmetting vond mogelijk plaats via de Oude Rijn die door Woerden stroomde en die in feite een open riool was. In 1864 pleitte een commissie er al voor om de Oude Rijn vanwege gezondheidsredenen te dempen. Onder andere door de betere drinkwatervoorziening begon het voorkomen van cholera af te nemen. Woerden was vrij laat met het invoeren van een waterleiding. Terwijl in 1853 de eerste Nederlandse waterleidingmaatschappij werd opgericht, de Amsterdamse Duinwater Maatschappij, gebeurde dat in Woerden pas 50 jaar later, en voor de dorpen in het buitengebied pas 75 jaar later. Overigens was dat in Nederland het algemene beeld. Pas rond de jaren 1920 waren de meeste stedelijke regio’s aangesloten op een veilige waterleiding en pas in 1960 kreeg de laatste boerderij in Nederland een aansluiting.
Naast pest en cholera waren er nog andere epidemieën. In 1875 was er een pokkenepidemie onder kinderen. Ook dysenterie en malaria kwamen vaak voor. De kindersterfte was ook hoog door onder andere mazelen, roodvonk, tyfus en difterie.

### 17e en 18e eeuw
Tijdens de Gouden Eeuw was de bevolking van Woerden over het algemeen welvarend dankzij de bloei van de handel. De omvang van de bevolking vertoonde periodes van groei en krimp, maar bleef gemiddeld stabiel. De bevolking van de binnenstad was echter sterk gedaald na het rampjaar 1672, omdat er veel woningen in de stad waren vernietigd. Buiten de stad groeide de bevolking wel.

### 19e eeuw

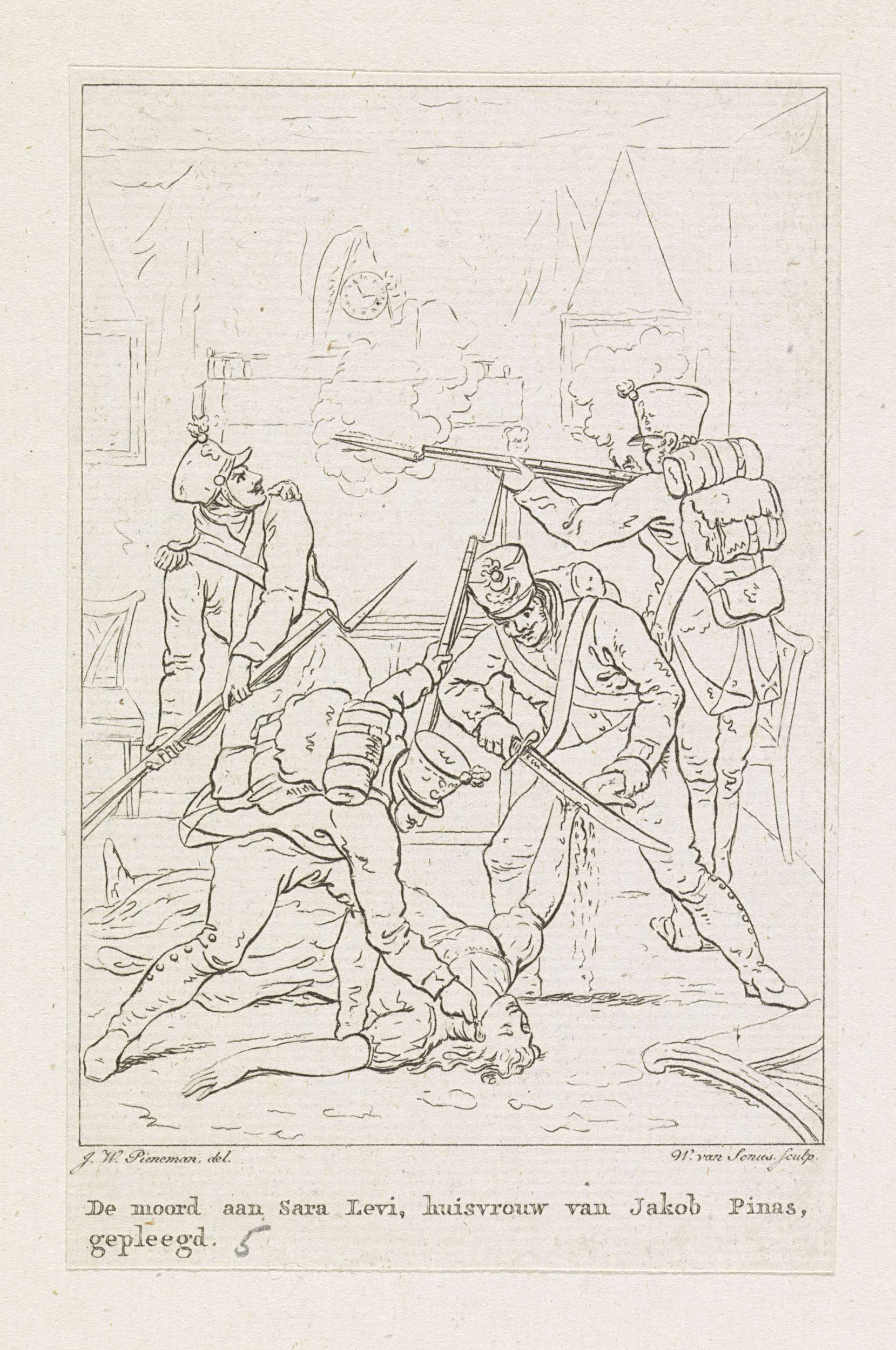
De moord op Sara Levi door Franse soldaten, 1813. Ets van Willem van Senus naar een tekening van Jan Willem Pieneman

Aan het begin van de moderne tijd werd Nederland geannexeerd door Frankrijk (1810–1813). De bewoners van Woerden hadden het in deze periode zeer zwaar. Doordat de internationale handel stil kwam te liggen was er sprake van stagnatie. Woerden werd, zeker vergeleken met omringende steden zoals Gouda en Utrecht, een kleine slapende provincieplaats. Een dieptepunt was de ramp van Woerden in 1813, toen Franse soldaten een slachting onder de bewoners van de stad aanrichtten.
Daarna brak in Nederland een periode van relatieve vrede aan. De bevolking van Woerden groeide weer, zodat eind 19e eeuw ongeveer hetzelfde niveau als in de 17e eeuw bereikt werd op gebied van bevolkingsaantallen. Deze bevolkingsgroei was niet het gevolg van natuurlijke aanwas, waarbij het aantal geboortes hoger is dan het aantal sterfgevallen. De groei werd deels veroorzaakt door immigratie van arbeidskrachten voor de pannenbakkerijen, en deels doordat er gemiddeld twee tot driehonderd militairen en ca. vijfhonderd gevangenen in de stad aanwezig waren. Het sterftecijfer in Woerden was zeer hoog, door de slechte hygiëne en door de erbarmelijke omstandigheden van met name de arbeiders in de pannenbakkerijen. In 1850 was het sterftecijfer in Woerden zelfs tweemaal zo hoog als het landelijk gemiddelde. Er was vooral een grote sterfte onder zuigelingen en kinderen. In het midden van de 19e eeuw was er veel armoede in Woerden. De arbeiders in de pannenbakkerijen hadden 's winters geen werk en waren dan afhankelijk van de gemeentelijke of kerkelijke armenzorg. De werkloosheid was zo omvangrijk dat in de moeilijkste periodes 60% van de bevolking afhankelijk was van de bedeling, vijfmaal zoveel als in de rest van Nederland.

### 20e eeuw
Ondanks allerlei binnenlandse politieke strubbelingen kwam er langzamerhand meer aandacht voor de arbeiders en voor de kleine man. Zo werd gewerkt aan de volkshuisvesting. De woningen in Woerden waren oorspronkelijk eigendom van een kleine groep particulieren, die de huizen verhuurden. Rond 1920 werden in Woerden woningbouwverenigingen opgericht. Eerst de rooms-katholieke Sint Willibrordus, daarna het protestantse Patrimonium. Ook het gemeentebestuur zelf ging woningen voor arbeiders bouwen. In 1946 werd een niet-confessionele woningbouwvereniging opgericht.

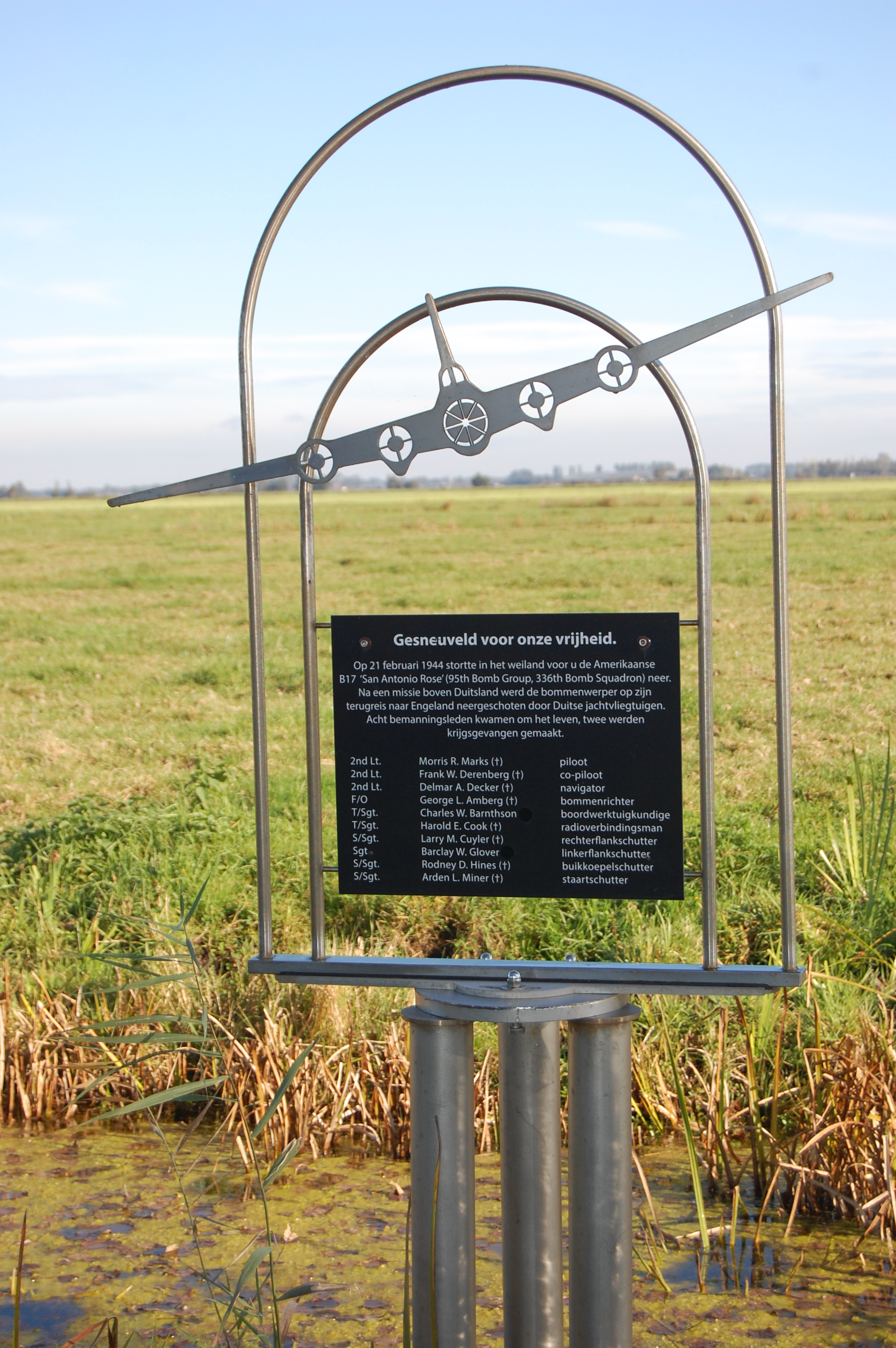
Monument voor neergestorte B-17 bij Zegveld

Tijdens de Tweede Wereldoorlog bleef de bevolking, hoewel er een NSB-burgemeester kwam, veel ellende bespaard. Tijdens de oorlog kwamen enkele Woerdenaren om door bombardementen, tijdens werken in Duitsland of als militair. De meeste Woerdenaren merkten niet veel van de gruwelijkheden van de oorlog. Er was dan ook weinig verzet tegen de Duitse bezetting in Woerden; De verzetsstrijder Cor van Bemmel uit Harmelen was een uitzondering. Tijdens de hongerwinter was er in Woerden een tekort aan voedsel, maar geen extreme nood. In 1944 stortte een B-17 Flying Fortress neer bij Zegveld, waarbij acht bemanningsleden omkwamen en twee krijgsgevangen gemaakt werden door de Duitsers.
De kleine Joodse bevolking van Woerden werd wel zwaar getroffen. Enkele Joodse personen die onderdoken overleefden de oorlog, maar de overige veertien Joden werden vanaf 2 augustus 1942 gedeporteerd naar de concentratiekampen, waar zij allen vermoord werden of stierven aan uitputting of ziekten. Ter nagedachtenis aan hen is het monument Een familiefoto opgericht, en begin oktober 2021 werden bij hun woon- of onderduikplaatsen struikelstenen gelegd.
In 1950 kwamen in Woerden drie kampen voor de opvang van ongeveer zeshonderd Molukkers, die uit Indonesië waren vertrokken vanwege de (burger)oorlog die daar woedde. De kampen lagen deels buiten, deels binnen de stad. Over het algemeen leidde dit niet tot problemen, met uitzondering van het vlagincident. In een van de kampen werd dagelijks zowel de Molukse als de Nederlandse vlag gehesen. Op een kwade dag haalden ambtenaren van het ministerie van Binnenlandse Zaken, die op bezoek kwamen, de Molukse vlag omlaag, omdat het om een niet-erkend land zou gaan. Bovendien sleepten zij de vlag over de grond. Dit leidde tot woede bij de Molukkers. De ambtenaren kregen klappen en moesten vluchten. Een grote groep Molukkers, afkomstig van het eiland Ambon, ging diezelfde avond naar de binnenstad. Rellen dreigden, maar de commissaris van politie slaagde erin de mensen te kalmeren. Verdere incidenten vonden niet plaats. Toen jaren later duidelijk werd dat de Molukkers niet naar Indonesië terug konden, werden de bewoners permanent in Woerden gehuisvest. Dit gebeurde niet in speciale wijken zoals soms elders in Nederland, maar verspreid over de stad. In 1967 werd het laatste kamp ontmanteld.

### Dorpen rond Woerden
De verschillende dorpen rond Woerden waren oorspronkelijk zelfstandig. Sommige hoorden bij Utrecht, andere bij Holland. In 1964 werd de gemeente Woerden uitgebreid met delen van de gemeenten Barwoutswaarder en Rietveld. Vanaf 1989 ging Woerden bij de provincie Utrecht horen. In datzelfde jaar werden Kamerik (inclusief het dorp Kanis) en Zegveld bij Woerden gevoegd, alsmede een stuk van Linschoten, namelijk het gebied dat ten noorden van de A12 ligt. Voor deze gelegenheid werd het Herindelingsmonument Woerden opgericht. In 2001 werd Harmelen toegevoegd aan Woerden.

## Militaire rol, belegeringen en veldslagen
De vesting Woerden heeft zich tussen de komst van de Romeinen en de huidige tijd fors ontwikkeld. Woerden lag aan de noordgrens van het Romeinse rijk. Later lag Woerden op de grens van Holland en Utrecht, die constant met elkaar in conflict waren zodat Woerden versterkt werd, eerst door Utrecht, later door Holland. Aan het eind van de 80-jarige oorlog voegde Woerden zich bij de prinsgezinden en werd de stad belegerd door een Spaans leger. In de Franse tijd hielden Franse soldaten met veel geweld huis in de stad. Zelfs in de 19e eeuw had Woerden nog een militaire functie omdat er magazijnen van het Nederlandse leger waren gevestigd. Dit alles heeft de huidige stad vormgegeven. Aan de plattegrond van Woerden is dan ook nog heel goed te zien dat de stad ooit een vesting is geweest.

In de figuren hieronder wordt geïllustreerd hoe de vesting zich door de eeuwen heen heeft ontwikkeld. 

Ligging castellum Laurium, ingetekend op de stadsplattegrond van 2017. De vindplaatsen van de Romeinse schepen zijn aangegeven met blauwe stippen.
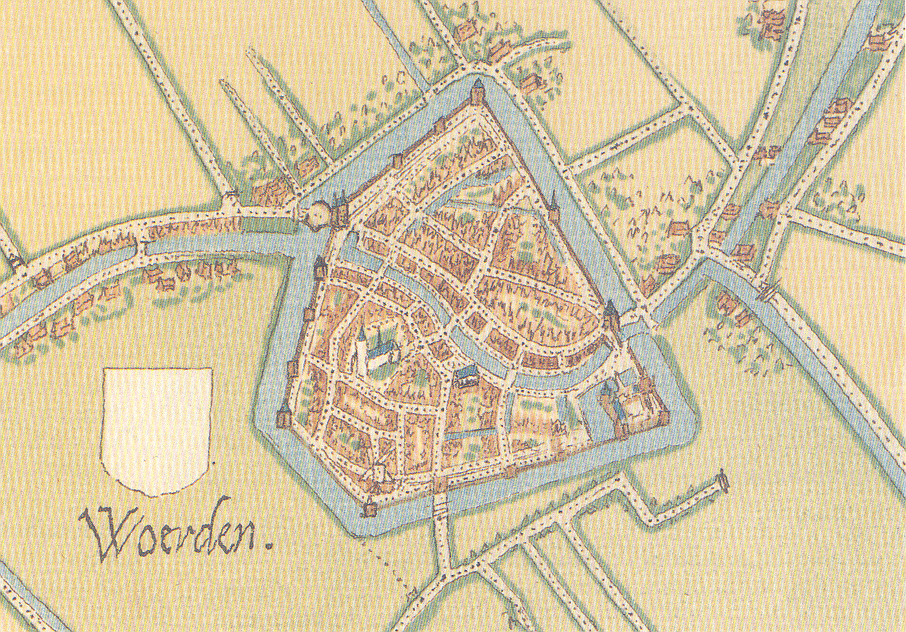
Versterkingen rond 1550. De drie toen aanwezige stadspoorten zijn als kleine getekende gebouwen aangegeven.
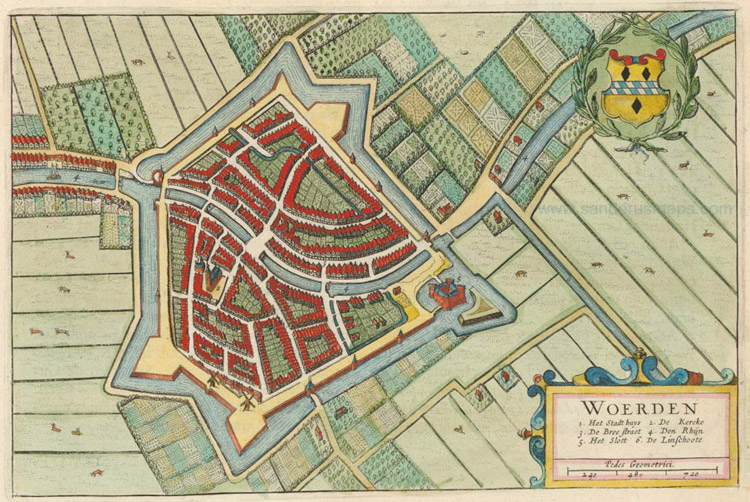
Versterkingen in 1649. De latere binnengracht is nu voorzien van bastions.
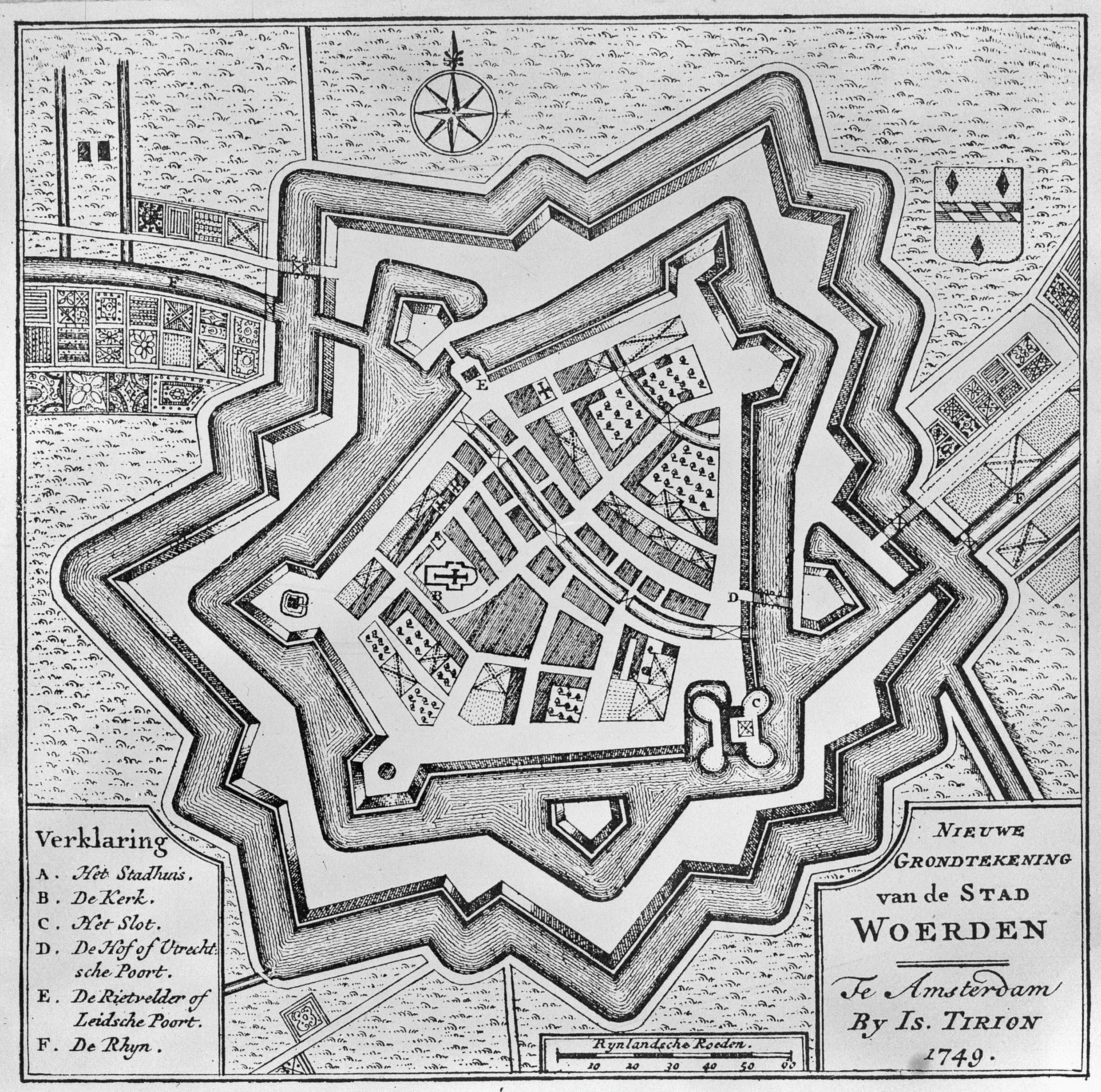
Versterkingen 1749. Er is een tweede gracht rond de stad gegraven. De poort aan de zuidkant is vervallen. De stad heeft nu nog slechts twee toegangen in de vorm van poorten.
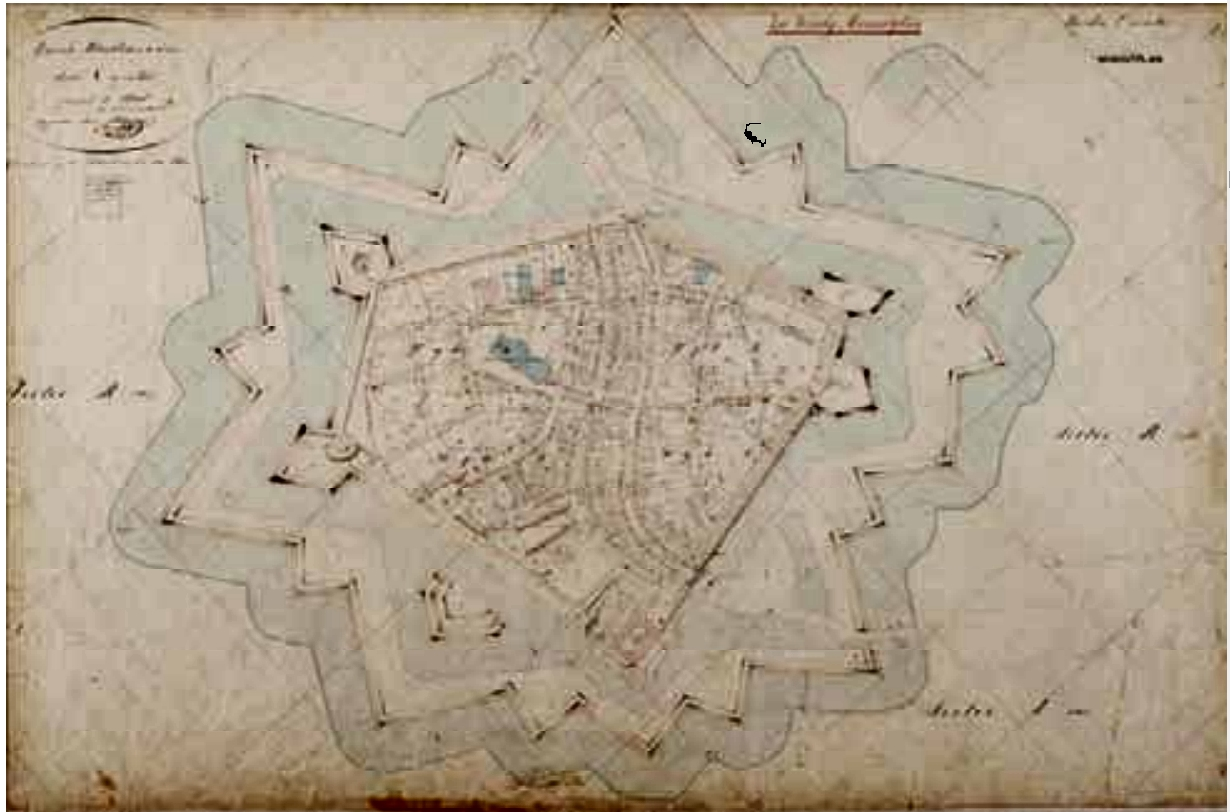
Kadastrale kaart uit 1828 met de binnen- en buitengracht.
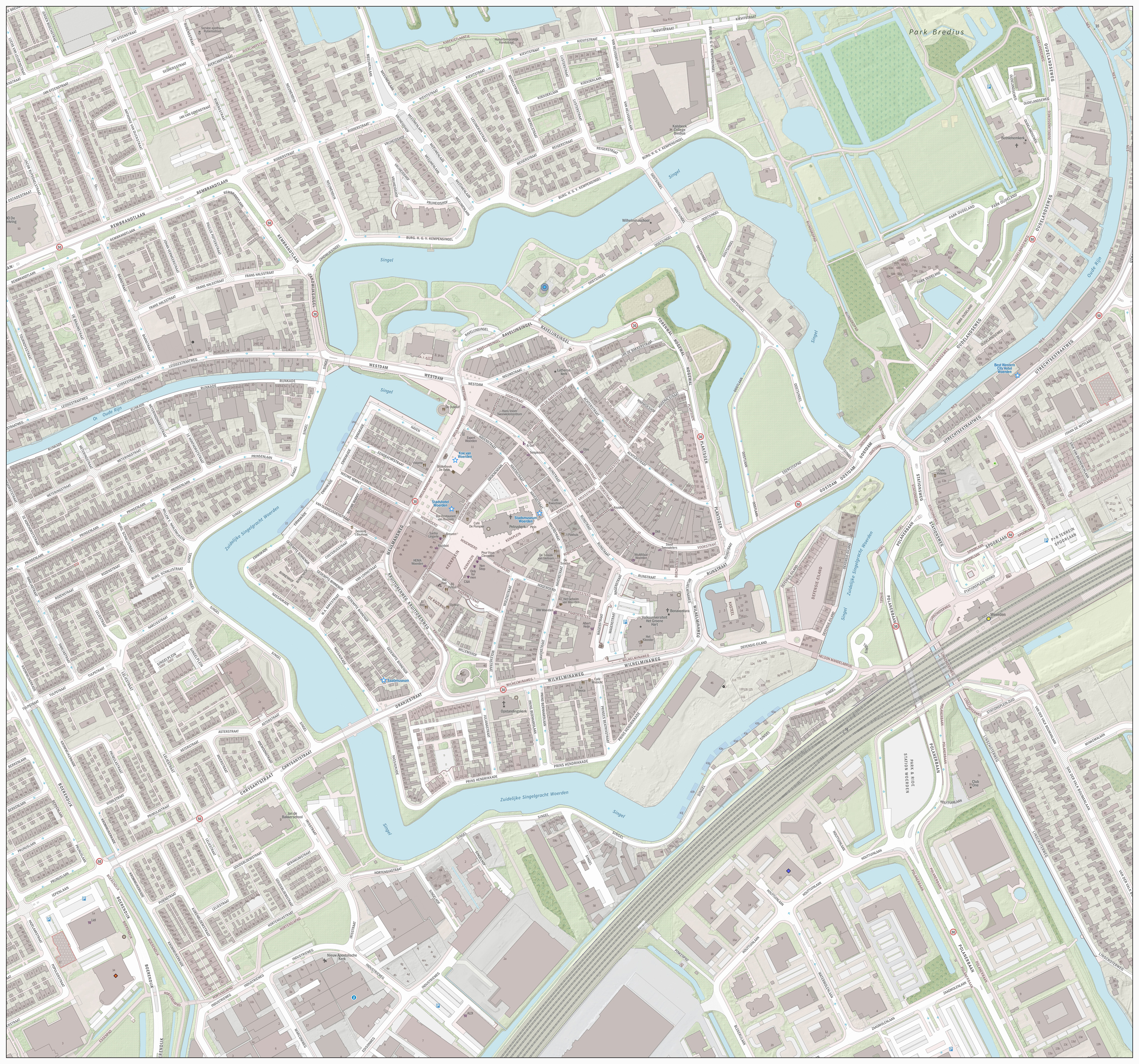
Plattegrond van het centrum in 2016. De binnengracht is grotendeels gedempt, maar de vorm van de oude vesting is nog goed te zien.

### Romeins castellum Laurium

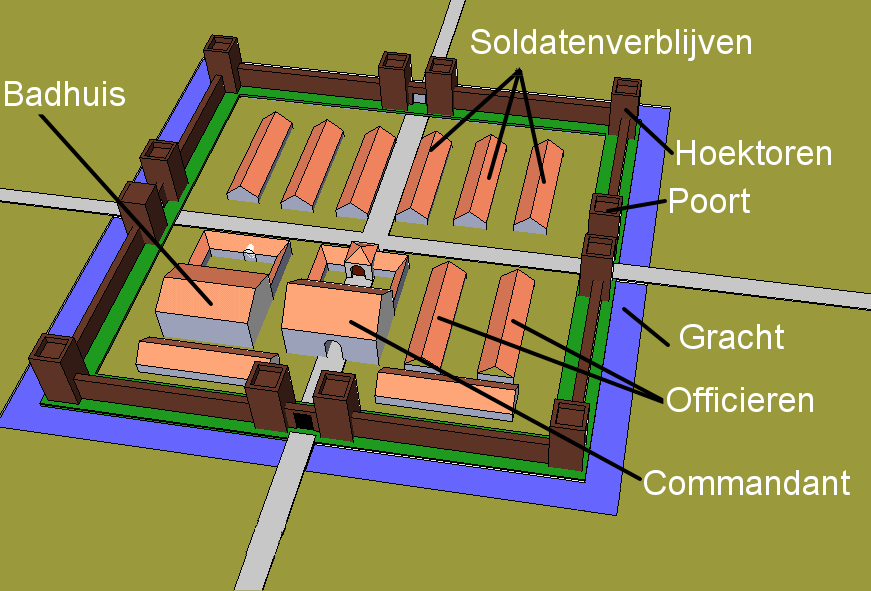
Schematische tekening van een "standaard" Romeins castellum

Laurium, zoals het castellum in Woerden heette, staat evenals andere Romeinse forten vermeld op de Peutingerkaart. De Romeinen bouwden bij het castellum een badhuis en bij het huidige Barwoutswaarder waarschijnlijk ook een begraafplaats. Laurium maakte deel uit van een reeks castella ter verdediging van de limes, de noordgrens van het Romeinse Rijk. De meeste castella in het huidige Nederland stonden aan de rivier de Rijn. Dit geldt ook voor de beide naburige castella van Laurium. Stroomopwaarts lag het castellum met de onzekere naam Fletione in het huidige De Meern. Thans staat daar het Castellum Hoge Woerd, een gereconstrueerde versie van het origineel. Stroomafwaarts lag het naburige castellum Nigrum Pullum bij het huidige Zwammerdam.
Er zijn vier versies van het castellum geweest, op iets verschillende locaties. Het eerste castellum werd rond 40 na Chr. aangelegd in de tijd van keizer Caligula, maar dat werd vrij snel verlaten. Het lag aan de toenmalige binnenbocht van de Oude Rijn, waarschijnlijk tegenover de monding van de Grecht. Het vermoeden bestaat dat dit slechts een tentenkamp is geweest, omgeven door een gracht en een wal, dat bovendien kort na de stichting is overstroomd.
Circa 45 na Chr. besloot de Romeinse keizer Claudius dat de Rijn de noordgrens van het Romeinse Rijk zou worden. Ter verdediging van die grens werden forten gebouwd, onder andere het tweede castellum op de locatie van Woerden met de naam Laurium. Het werd iets noordelijker gebouwd dan het kamp uit de tijd van Caligula, waarschijnlijk omdat de bocht in de Rijn zich verplaatst had. Het tweede castellum, dat net evenals het derde castellum grotendeels van hout geweest is, werd net als het eerste ook overstroomd.
Bij opgravingen rond 1953 en 2002–2004 is een brandlaag gevonden die dateert uit de tijd van de Bataafse opstand, 69-70 na Chr. Het vierde castellum, dat rond 170 na Chr. is gebouwd, was van steen. Dit laatste castellum was ongeveer 120 × 85 meter. Het hoofdgebouw had een tufstenen muur met houten onderheiing. Tufsteen is vulkanisch van oorsprong en moet zijn aangevoerd uit bijvoorbeeld Duitsland. Er zijn ook resten van een manschapsbarak aangetroffen.
Elk van de castella was omringd door een gracht. Er zijn bij opgravingen in totaal 7 grachten gevonden, die echter niet gelijktijdig hebben gefunctioneerd. Ook zijn resten van de omwalling en een toren aangetroffen.
Het veenmoeras rondom Laurium was niet geschikt voor paarden. Het legeronderdeel in Laurium was daarom infanterie. De eerste soldaten waren onderdeel van het 15e cohort (Cohors XV Voluntarium). Dit werd rond het midden van de 2e eeuw afgelost door soldaten van het Cohors III Breucorum uit de Balkan. Bij opgravingen in Woerden zijn veel Romeinse resten gevonden, zoals beslag van schilden, onderdelen van zwaarden, speerpunten, maar ook vele munten, kookgerei, glas, fibulae, schoenen, olielampen, enzovoort.
De Romeinen vertrokken rond 260 uit Woerden. Het Romeinse Rijk werd in die periode grootschalig aangevallen door Germanen en andere stammen, waardoor het leger zich naar het zuiden moest terugtrekken. In de bodem van Woerden zijn uit de latere periode, tot de 4e eeuw, nog wel wat munten gevonden, maar geen bewijzen voor de aanwezigheid van Romeinse soldaten. De resten van het castellum en andere gebouwen zijn sindsdien overdekt door kleilagen, doordat de Rijn zich meerdere malen heeft verlegd na het vertrek van de Romeinen. De naam Laurium, die de Romeinen gebruikten voor het castellum, is na de Romeinse tijd niet meer gebruikt.
Uit de periode daarna is er weinig bekend. Wel weet men dat na een eeuwenlange strijd tussen Friezen en Franken Woerden rond het jaar 700 onderdeel werd van het Frankische rijk.

### Op de grens tussen het Sticht Utrecht en Holland

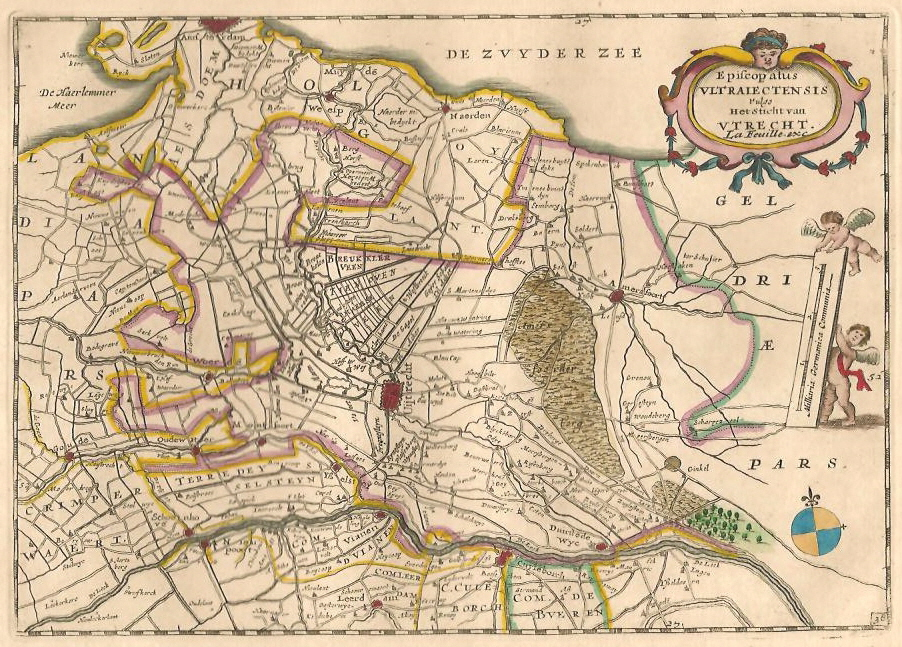
Kaart uit ca. 1650 van het Sticht. De grillige grens aan de westkant is zichtbaar. Woerden ligt in een inham en behoort in deze periode bij Holland. Kamerik en de polder Gravensloot behoren bij Utrecht.

Woerden lag ook in de Middeleeuwen op een strategische plaats, namelijk op de grens van twee machtige gebieden: het Graafschap Holland en het Sticht Utrecht. Woerden was formeel eigendom van de keizer van het Duitse Rijk, maar de bisschop van Utrecht fungeerde als een tussenbestuur. Het gebied van Woerden behoorde dus vanaf de 11e eeuw tot het bisschoppelijk kapittel van Oudmunster in de stad Utrecht. De bisschop van Utrecht bouwde rond 1065 al een kasteel.
Woerden kreeg een belangrijke verdedigende functie tegen Holland. Rond 1160 werd weer een kasteel gebouwd, in opdracht van bisschop Godfried van Rhenen. Het kasteel lag in de buurt van de huidige straat Hogewoerd. Waarschijnlijk was dit kasteel niet veel meer dan een versterkte toren of een versterkt huis. In geval van oorlog konden de bewoners van het landelijk gebied om Woerden zich bij het kasteel verschuilen.
Ridders van het eerste kasteel in Woerden, vanaf de 12e en 13e een erfelijke positie, verdedigden het dorp tegen de vijanden van de bisschop, die uit Holland kwamen. Deze heren van Woerden werden zeer machtig en breidden hun grondgebied uit tot Bodegraven, Oudewater en Montfoort, waardoor Woerden vrijwel onafhankelijk werd van de bisschop van Utrecht. De laatste heer van Woerden, Herman VI, sloot een verbond met enkele andere edelen tegen de bisschop van Utrecht. Dit was een misrekening; de bisschop sloot een coalitie met zijn eerdere vijand Floris V, waardoor Herman moest vluchten. De bisschop moest echter de gemaakte kosten aan graaf Floris V vergoeden, en gaf daarvoor het grondgebied van Woerden in 1280 in onderpand aan de graaf. Herman sloot later weer vrede met Floris V, maar bleef intussen complotten smeden. In 1296 werd graaf Floris ten slotte door Herman VI en enkele andere edelen in de val gelokt en later vermoord bij Breukelen. Kroniekschrijver Melis Stoke vermeldt dat Wolfert I van Borselen in 1297 Woerden van Jan I van Holland had gekregen. Deze begon met de bouw van Kasteel Putkop bij Harmelen. Willem de Goede, verkreeg Woerden ten slotte in 1306. Woerden behoorde vanaf dat moment en gedurende de komende 700 jaar bij Holland.
Toen Woerden nog bij Utrecht hoorde, kwam de vijand uit het westen. Vanaf rond 1280 hoorde Woerden eerst informeel, later formeel, bij Holland. De vijand kon dan juist uit het oosten komen, uit Utrecht.

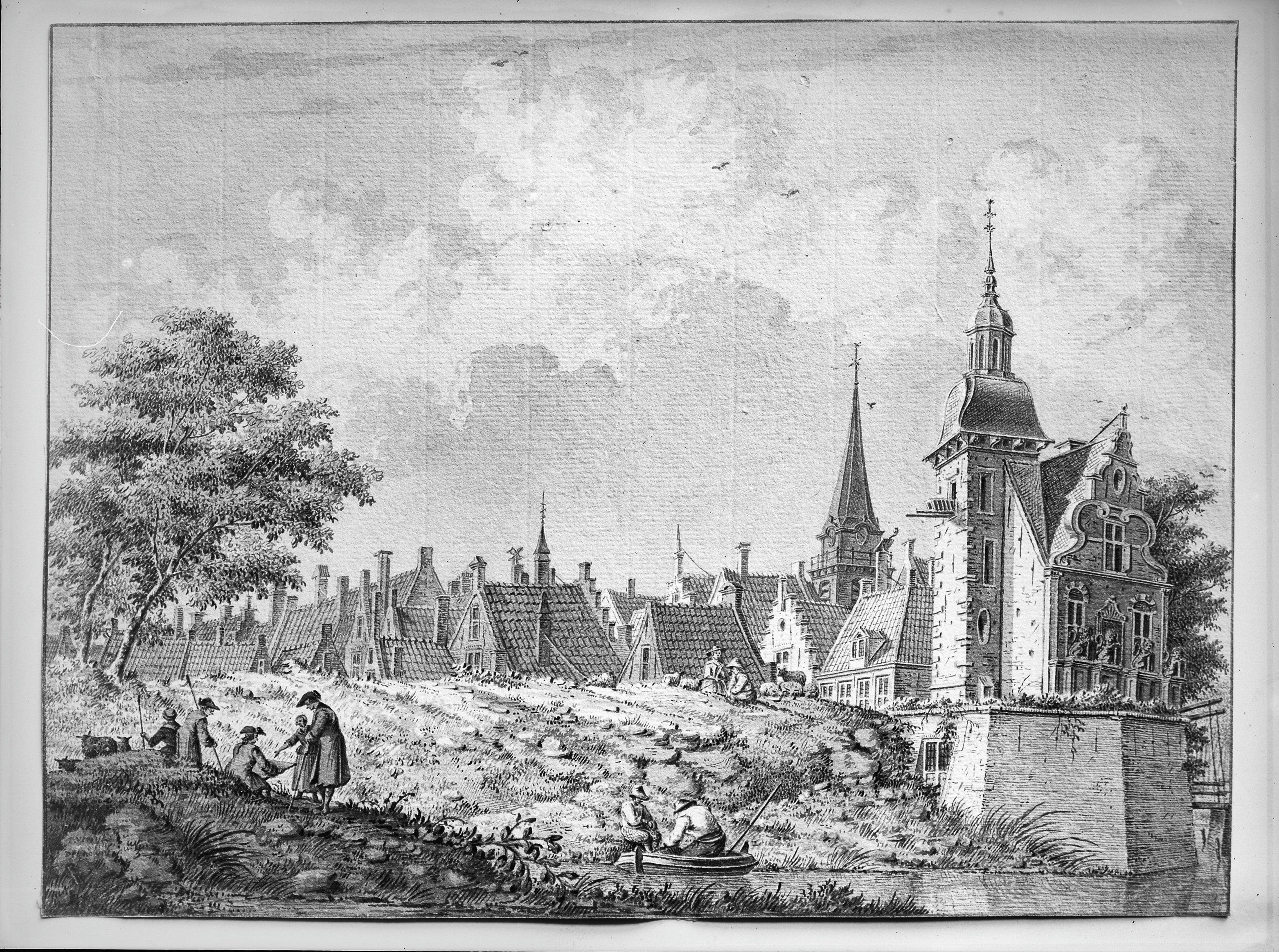
De Leidsepoort, inkttekening door D. Verrijk

Rond 1370 ontstond daadwerkelijk dreiging vanuit Utrecht, waar Arnoud II van Hoorn bisschop was. Willem II van Naaldwijk kreeg als vertegenwoordiger van Holland opdracht om de verdediging van Woerden te verbeteren. Hij dwong de bewoners en mensen uit de omgeving binnen enkele weken een binnengracht te graven en deze met wallen en palissaden te ommuren. Er werden vier poorten aangebracht. De Kromwijkerpoort (of Linschoterpoort) stond aan de zuidzijde van de huidige Havenstraat. De Leidsepoort (ook wel Rietvelderpoort genoemd) en de Utrechtsepoort (ook wel Hofpoort genoemd) stonden aan het begin en aan het eind van de huidige Voorstraat. Een vierde poort, de Geestdorperpoort (of Kameriksepoort) stond aan de noordzijde van Woerden maar werd al snel afgebroken. Als dank voor hun werk en de gemaakte kosten kregen de burgers van de stad op 13 maart 1372 stadsrechten van Albrecht van Beieren. Een straat in de Bloemenbuurt van Woerden werd veel later naar Willem van Naaldwijk genoemd.
In 1375 deed de bisschop van Utrecht een vergeefse poging om Woerden te veroveren. De verdediging werd verder verhoogd. In 1401 krijgt de stad ook het recht om een eigen stadsbestuur te kiezen.
Tussen 1407 en 1415 werd het nu nog bestaande kasteel van Woerden gebouwd door Jan van Beieren, ditmaal aan de oostkant van de stad. De muren van het kasteel bevatten, net zoals de Petruskerk, natuursteen dat afkomstig is uit het Romeins castellum. Zo werden bruikbare stenen hergebruikt. In 1418, tijdens de Hoekse en Kabeljauwse twisten, werd het kasteel Wulvenhorst vernietigd, dat iets ten zuiden van Woerden lag. Dit kasteel lag op een oeverwal van de Linschoten net ten noorden van de huidige A12. Bij de resten van het kasteel staat nu nog een 17e-eeuws buitenhuis, Wulverhorst. In 1420 probeerden troepen uit het Utrechtse Sticht opnieuw Woerden te bezetten. Rond 1480 was Woerden paraat tijdens de Stichtse Oorlog, een van de laatste onderdelen van de Hoekse en Kabeljauwse twisten, maar de stad werd daar niet direct bij betrokken.

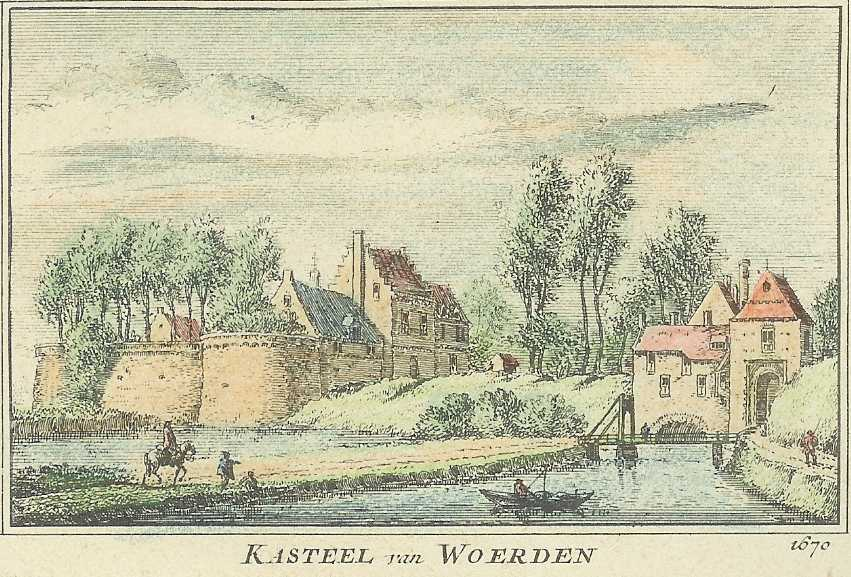
Kasteel van Woerden op een tekening uit 1670

In de 15e eeuw werd de houten ommuring vervangen door een stenen stadsmuur, die aangeplempt werd met aarde, zodat wallen ontstonden. De wallen liepen om de vijfhoekige vorm van Woerden, die al eerder was ontstaan.
In de middeleeuwen is het kasteel van Woerden nooit belegerd. Wel is het in 1488 "ingenomen" en een jaar bezet gehouden door inwoners van Montfoort, uit naam van roofridder Frans van Brederode. Zij konden het kasteel gemakkelijk vanuit een bootje binnenkomen, want in het kasteel waren slechts de zogeheten kastelein (de dijkgraaf), zijn vrouw, een portier en twee bewakers aanwezig. Dit gebeurde tijdens de naar Frans van Brederode genoemde Jonker Fransenoorlog, een laatste oprisping van de Hoekse en Kabeljauwse twisten.

### Spaanse tijd en beleg van Woerden

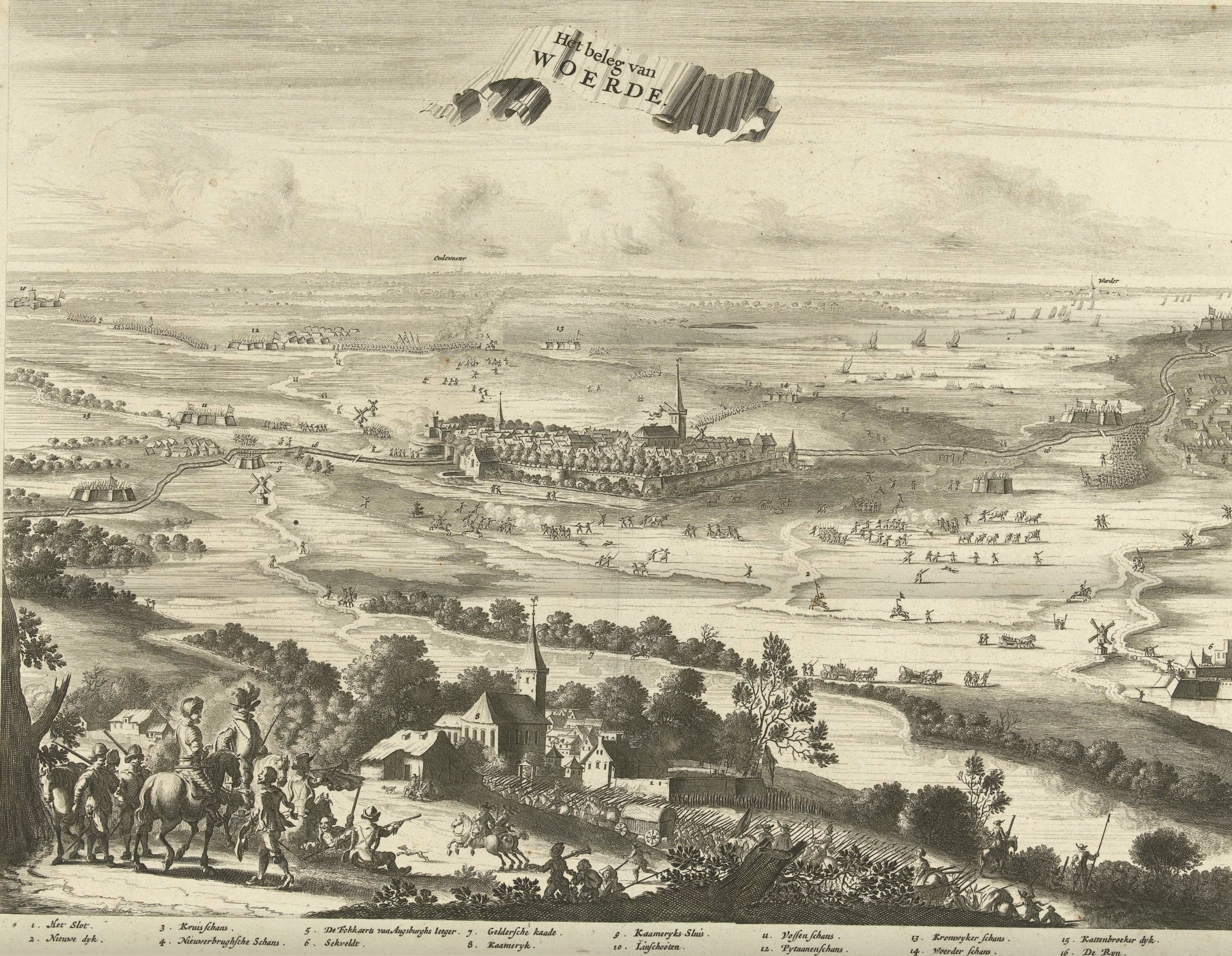
Het beleg van Woerden 1575/1576, tekening die rond 1702 is gemaakt

Tijdens de aanloop naar de Tachtigjarige Oorlog, in het jaar van de beeldenstorm 1566, werd Woerden bezet door militairen van Erik van Brunswijk, een fanatieke tegenstander van de reformatie, die Woerden in onderpand had gekregen van Filips II. In 1572 koos Woerden echter de kant van prins Willem van Oranje. In augustus van dat jaar kwam er versterking van 100 soldaten naar Woerden, onder leiding van de prinsgezinde Adriaan Duyk. De Spaansgezinde heer van Hierges, Gilles van Berlaymont die stadhouder was, trok in 1575 met een groot Spaans leger vanuit het oosten naar Holland. Nadat Oudewater en Schoonhoven in handen van de Spanjaarden gevallen waren, begon op 8 september het beleg van Woerden. De Spanjaarden leggen voor de bezetting 7 schansen aan, waaronder twee schansen aan de oostzijde van Woerden, aan weerszijden van de Oude Rijn, de Schenkenschans, bij het latere Fort Kruipin, en de Vossenschans, bij het latere Fort Oranje. Ook bij Harmelen lag een schans van de Spanjaarden. Bij de polder Snel lag de Vossenschans en er lag ook een schans bij de latere Blokhuisbrug.
Het beleggingsleger van de Spanjaarden bestond uit ca. 14.000 soldaten. Woerden had zich inmiddels voorbereid op het beleg. Er waren grote voorraden opgeslagen en de stadspoorten waren uiteraard gesloten. De landerijen rondom de stad werden onder water gezet. Tijdens het beleg werd voedsel de stad in gesmokkeld, onder meer met bootjes over het onderwater gezette land. Niettemin dreigde de honger. Volgens een lokale legende werd de bevolking echter gered van de hongerdood door vele vissen die de bevolking opeens uit de Rijn kon opvissen, het Wonder van Woerden.
Woerden werd uiteindelijk gered omdat de Spaanse soldaten weigerden te vechten. De soldaten hadden namelijk al maanden geen soldij meer ontvangen. Op 24 augustus 1576 bleken de Spaanse soldaten te zijn vertrokken. Woerden had het beleg doorstaan en bleek ontsnapt aan wreedheden die door de Spanjaarden in andere steden waren aangericht, zoals bij het Bloedbad van Oudewater. Na dit beleg werd de vesting van Woerden aangepast. Er werden vier bolwerken aangelegd, waarvan er drie in het huidige stadsbeeld nog te zien zijn als een forse verhoging. Op een van de bolwerken staat windmolen De Windhond. Op de andere zijn in 1829 twee begraafplaatsen aangelegd, de Oude Algemene Begraafplaats Hogewal en de Rooms-Katholieke begraafplaats.
Na het ontstaan van de Republiek der Zeven Verenigde Nederlanden in 1588 bleef het onrustig tussen het gewest Utrecht en de stad Utrecht. In het toenmalige stadhuis van Woerden vonden in 1610 besprekingen plaats tussen politici en regenten. Daarbij waren ook leden van de Staten-Generaal uit Den Haag aanwezig. Woerden werd gekozen als neutrale locatie en stond verder buiten dit conflict, dat uiteindelijk militair werd opgelost De gebrandschilderde ramen in de vroedschapszaal in het huidige stadsmuseum herinneren nog aan deze besprekingen.
De Tachtigjarige Oorlog eindigde in 1648. De vrede van het eerste stadhouderloze tijdperk duurde echter niet lang, want Nederland kwam in 1652 in oorlog met Engeland. In het rampjaar 1672 bleken de Fransen een verdrag met de Engelsen te hebben gesloten. Frankrijk en twee Duitse bisdommen (Münster en Keulen) vielen Nederland binnen.

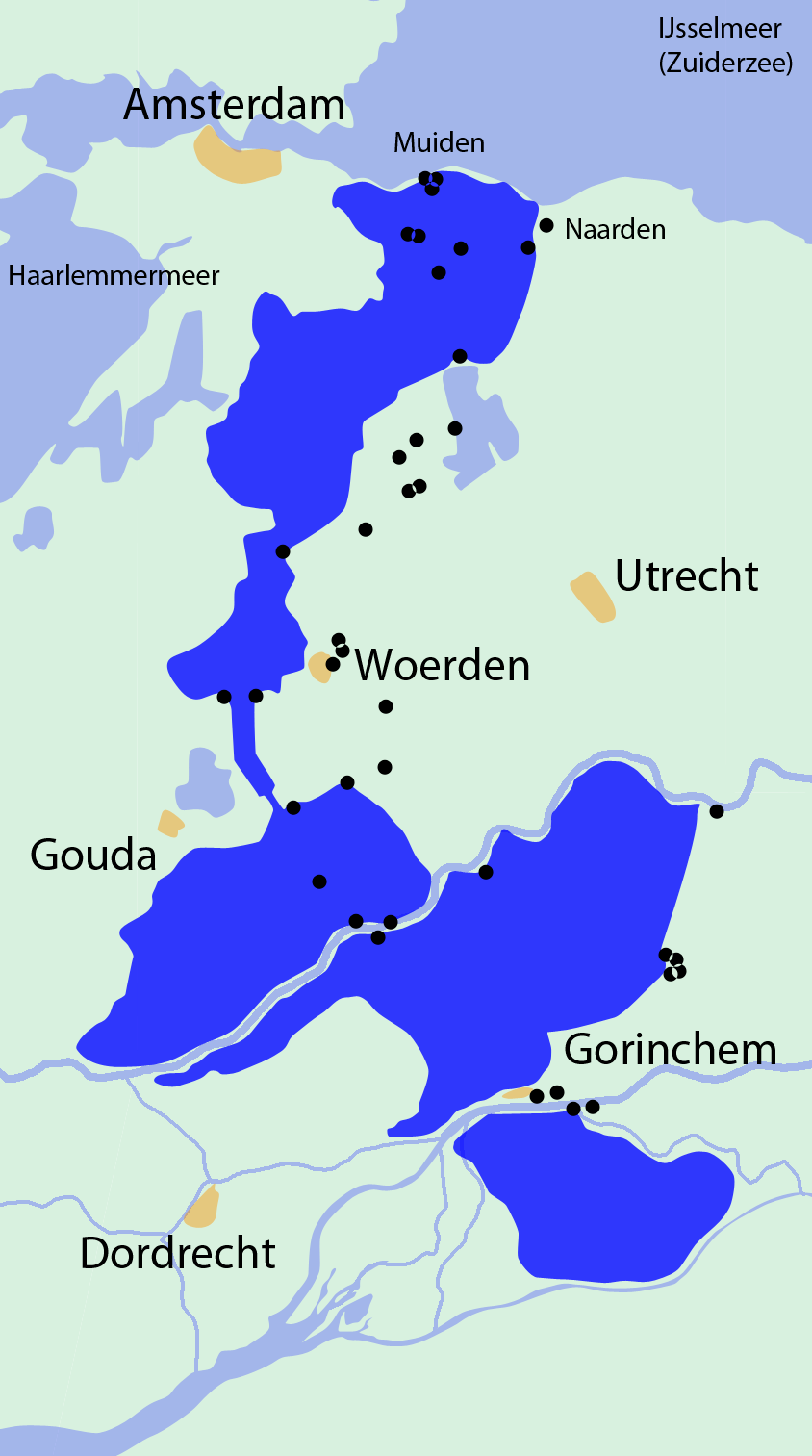
De Oude Hollandse Waterlinie. Woerden ligt ten oosten van het smalste gedeelte van de linie, dat begrensd wordt door twee kanalen, de Dubbele Wiericke en de Enkele Wiericke.

### Rampjaar 1672

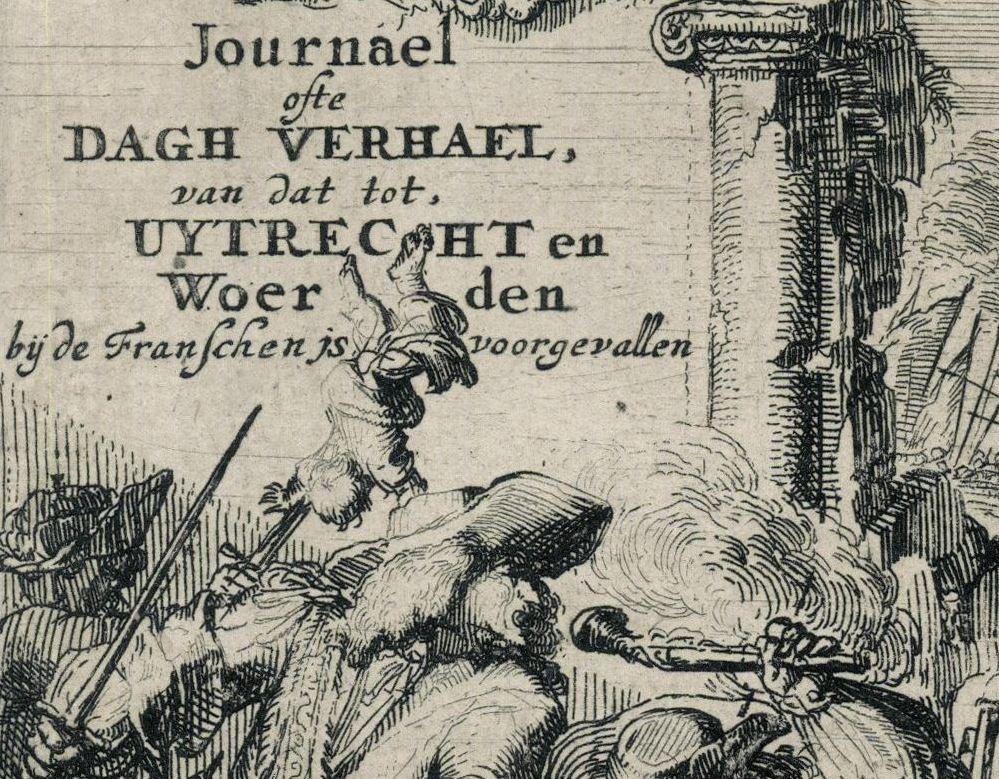
Titelprent van "Journael, of dagelijcksch Verhael van de handel der Franschen in de Steden van Uytrecht en Woerden, serdert hun koomst daer binnen, tot aan hun Vertrek, 1674" door Romeyn de Hooghe. Een jong kind is op een speer gespietst door een Franse soldaat.

In het rampjaar werd als verdediging de Hollandse Waterlinie ten westen van Woerden onder water gezet. Na de moord op de gebroeders De Witt was Willem III stadhouder geworden. Deze wilde Woerden niet helpen verdedigen tegen de invallende legers die vanuit Utrecht dreigden te komen. Hij bleef achter de waterlinie. De reden hiervan was onder andere dat de verdedigingswerken van Woerden in slechte staat verkeerden. Woerden lag open en bloot voor het grijpen door de Fransen. In september 1672 namen de Fransen de stad dan ook in. In oktober van dat jaar probeerden troepen van Holland de stad te heroveren. De slag bij het fort Kruipin, aan de noordoostzijde van de stad, leidde tot een nederlaag voor de Hollanders. Wanneer de Fransen hun collega's in Utrecht wilden waarschuwen voor de mogelijke komst van de Hollanders door een vuur op de kerktoren te ontsteken, ontstond een grote brand rond de Grote Kerk, de latere Petruskerk, met rampzalige gevolgen voor de inwoners van de stad. Het westelijk stadsdeel (150 huizen) brandde geheel af en de Petruskerk werd flink beschadigd.
In december van datzelfde jaar begon het te vriezen, waardoor de waterlinie bevroor. In de nacht van 27 december 1672 trokken ongeveer 3500 Franse soldaten bij Zegveld over het ijs. De Hollandse troepen onder kolonel Pain et Vin die bij Nieuwerbrug lagen, ongeveer 5 km ten westen van Woerden, waren inmiddels in paniek gevlucht. Zwammerdam en Bodegraven werden door de Fransen geplunderd en verwoest. Vervolgens begon het te dooien. De Fransen wilden zich terugtrekken richting Utrecht, maar dat bleek niet meer mogelijk langs de eerder genomen route. Omdat de Hollandse troepen waren gevlucht, konden de Fransen ongestoord langs de dijk van Oude Rijn teruglopen. Terug in Woerden werden zij ingekwartierd en voerden zij gedurende meer dan een jaar een schrikbewind, met executies, plunderingen en uitbuiting van de bevolking. De wreedheden van de Fransen zijn van dag tot dag beschreven door diplomaat en schrijver Abraham de Wicquefort, in zijn door Romeyn de Hooghe geïllustreerde boek uit 1673/74.
De Woerdenaren boden de Fransen uiteindelijk een afkoopsom aan van 15.000 gulden. De Fransen namen het aanbod aan en vertrokken naar Utrecht. Zo kwam in november 1673 een einde aan de bezetting van Woerden. De oorlog ging buiten Woerden echter wel verder, tot de Vrede van Nijmegen in 1678.

### 18e eeuw

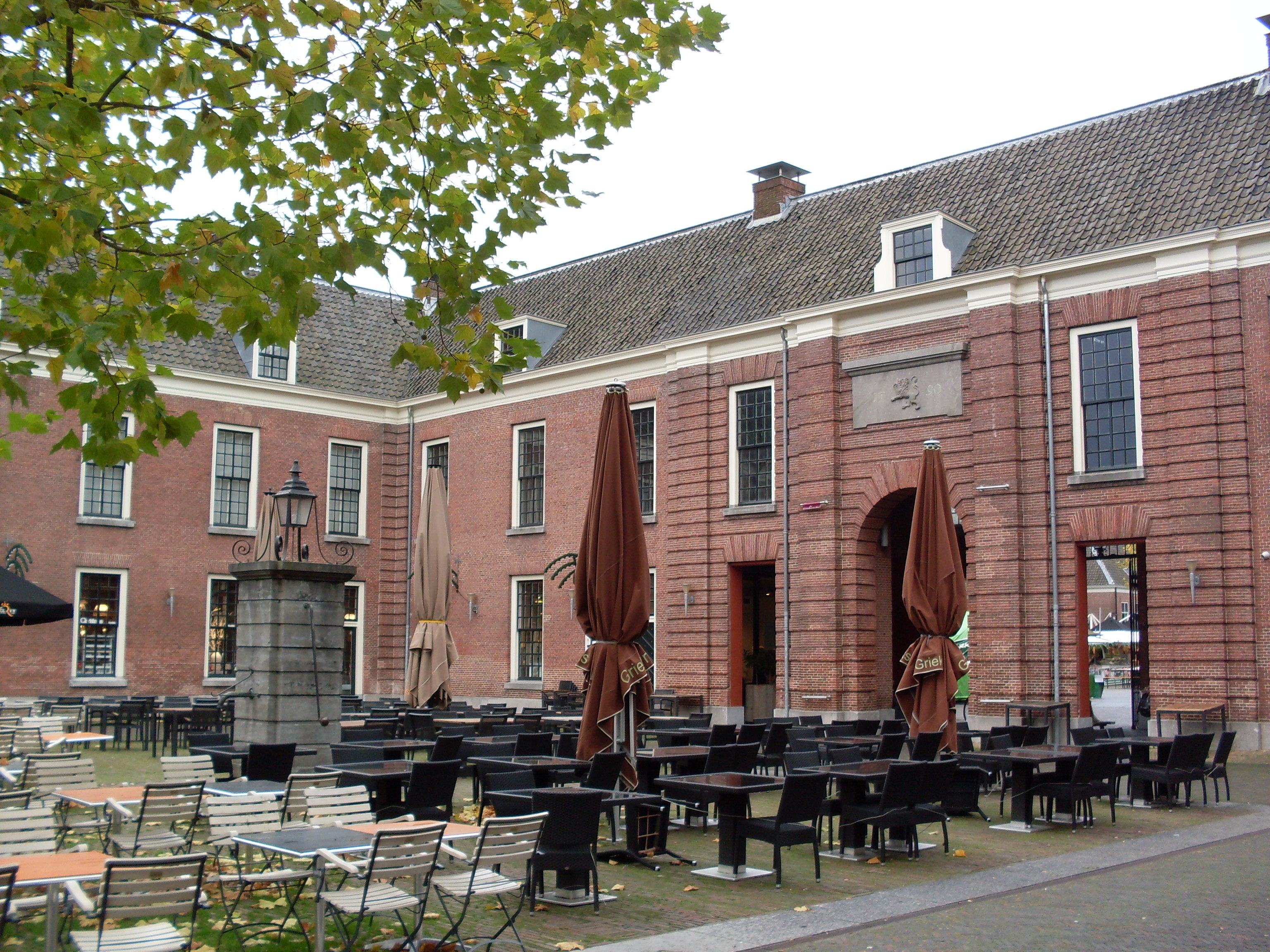
De binnenplaats van de voormalige kazerne in 2013

In de periode 1702–1705 werd de Woerdense vesting gemoderniseerd volgens de aanpak van Menno van Coehoorn. De vijfhoekige vorm van de vesting moest hij daarbij wel in stand houden. Er werden ravelijnen en enige nieuwe bastions aangelegd ter verdediging van de stadspoorten en hij liet ook een buitengracht graven, de huidige singel. De drie oude stadspoorten vervangen door twee nieuwe: de Leidsepoort (ook wel Rietvelderpoort genoemd) en de Utrechtsepoort (ook wel Hofpoort). De route vanuit de stad naar het zuiden, door de Linschoterpoort, verviel. Bij het kasteel werd als extra verdediging een eiland in de gracht aangebracht, een zogeheten halve maan. Woerden werd steeds meer een militaire stad. In 1701 werd een militair opslagmagazijn gebouwd, dat in 1762 werd vervangen door een nieuw arsenaal, in 2015 omgebouwd tot hotel. In 1725 bouwde het leger een kruittoren. Een kruittoren is echter gevaarlijk in een stad. Na een brand in 1767 vroeg de vroedschap van Woeden dan ook aan defensie om de kruitopslag te verplaatsen.
In 1747–1748 werden de twee nog door de Spanjaarden aangelegde schansen ten oosten van de stad versterkt, Fort Oranje ten zuiden van de Oude Rijn en Fort Kruipin ten noorden. In 1790/91 kreeg de stad een kazerne aan de Kazernestraat 2.

### Franse tijd

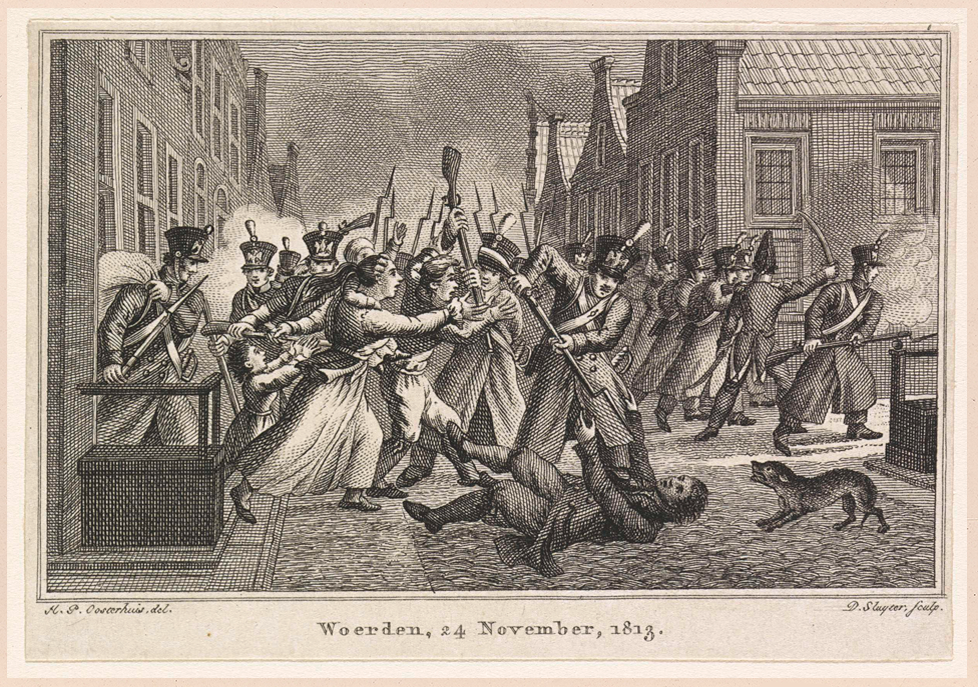
Fransen gebruiken grof geweld tegen de Woerdense bevolking, 1813

In de Franse tijd (1795–1813) was Nederland bezet door de Fransen onder leiding van Napoleon. Tijdens een deel van deze periode, 1778–1800 werd het kasteel van Woerden gebruikt als ziekenhuis voor Engelse en Russische soldaten die gewond waren geraakt bij een expeditie naar Noord-Holland. Later, in 1812, werd het kasteel juist gebruikt als hospitaal voor Franse militairen.
In 1813 leek de ondergang van de Fransen nabij. De Woerdense bevolking schaarde zich achter de Prins van Oranje en ging de spot drijven met de kleine Franse bezetting van de stad van slechts drie gendarmes en een adjudant met de naam Papillon. Deze voelden zich niet meer veilig en verlieten de stad op 18 november. Nogal voorbarig werd de Oranjevlag uitgestoken en liet maire Willem van Oudheusden alle Franse adelaars van de openbare gebouwen verwijderen. De Fransen kwamen echter onder leiding van kolonel Falba met 250 man uit Utrecht terug, waarna de situatie werd teruggedraaid. De Franse orde leek hersteld, maar op 23 november kwam een legerkorps van de Oranjegarde uit Den Haag naar Woerden, verjoeg de Fransen en nam de forten Oranje en Kruipin in. De Fransen gingen in de tegenaanval en verschenen met 1600 man, ook onder leiding van Falba, in de nacht van 23 op 24 november. De Oranjeklanten werden verslagen en tijdens de "ramp van Woerden" werden 28 inwoners van Woerden vermoord en 37 gewond. De Franse orde werd zo voor de tweede maal hersteld, echter slechts voor korte tijd.

### Einde van strategische functie

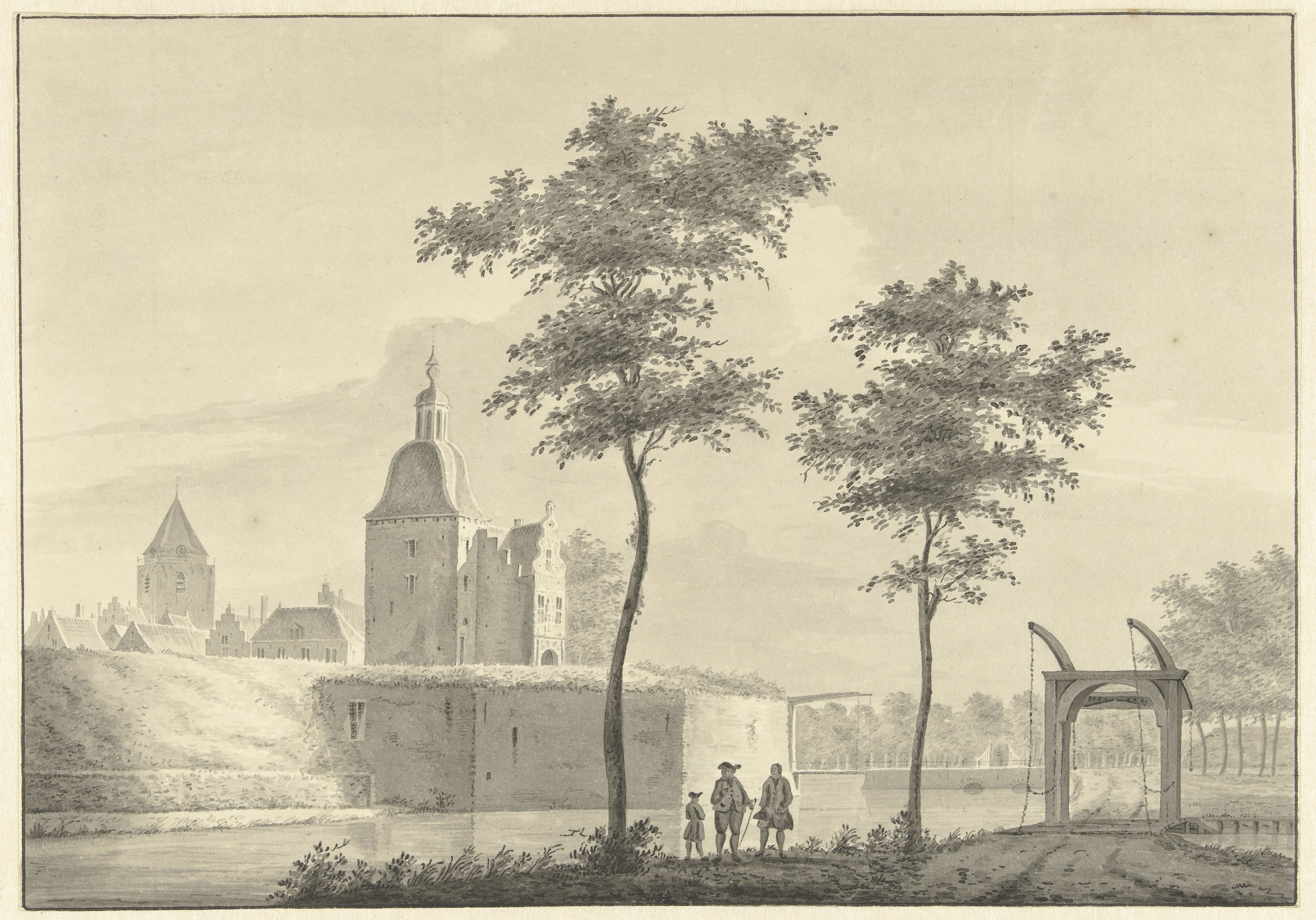
De Leidse Poort in ca. 1750 - ca. 1776, Theodorus Cornelis Schutter

Na het definitieve vertrek van de Fransen uit Nederland op 2 december 1813 aanvaardde Koning Willem I de soevereiniteit. Er werden plannen gemaakt voor een Nieuwe Hollandse Waterlinie. Daarin was er voor Woerden geen rol meer. Als gevolg daarvan werden alle wallen, bolwerken, grachten en poorten in 1825-26 door het leger aan de stad overgedragen, met de opdracht om alles te slopen. Dit gebeurde niet volledig. De stadspoorten, waar nog tot ca. 1850 tol werd geheven, werden in 1874 gesloopt.

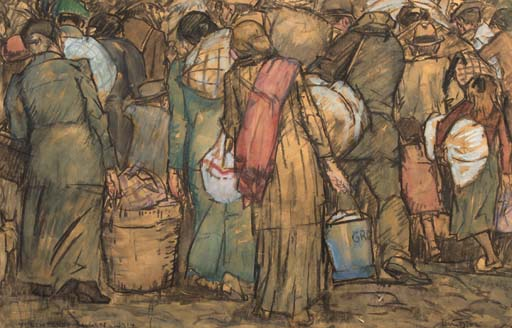
De Woerdense kunstenaar Leo Gestel maakte in 1914 een aantal schilderijen van de vluchtelingen uit België.

Ondanks deze onttakeling speelde Woerden nog een kleine rol tijdens de Eerste Wereldoorlog. Er werden in Woerden meer dan 2000 militairen gelegerd, een groot aantal op een bevolking van 5900 inwoners. Deze militairen werden gehuisvest bij mensen thuis, in het Klooster, in kerken en in een pensionaat. Er werden ook vluchtelingen uit België in Woerden gehuisvest.
Het laatste deel van de binnengracht werd in 1920 gedempt. Dit noemt men nu de Gedempte Binnengracht, maar de bolwerken en de buitengracht bleven deels in stand. In 1871 kreeg het kasteel een industriële functie. Het werd omgebouwd tot kledingmagazijn voor het Nederlandse leger. De strategische functie van Woerden was komen te vervallen, maar defensie bleef de stad nog lange tijd gebruiken. Dit is beschreven in de paragraaf Magazijnen voor het leger. Toen in 1874 de Vestingwet werd aangenomen door de Tweede Kamer, konden de knellende stadswallen en poorten gesloopt worden. In 2019 werden de laatste militaire gebouwen op het zogeheten Defensie-eiland vervangen door woningen.

## Bestuur en rechtspraak
Middels de stadsrechten, die in 1372 aan Woerden werden gegeven, kreeg de stad de functies van een schout, zeven schepenen, twee raadsmannen en een secretaris. Zij werden benoemd door de graaf van Holland of zijn plaatsvervanger, de baljuw, en mochten keuren (stedelijke verordeningen) vaststellen. Vanaf 1401 krijgt Woerden het recht om een eigen stadsbestuur te kiezen. De burgemeesters werden vanaf dat moment deze gekozen door een kiescollege van lokale (oud)bestuurders. In 1501 kreeg het stadsbestuur voor het eerst een eigen stadhuis, dat later Stedehuys genoemd werd.
In 1583 kwam er een vorm van scheiding der machten en werden schout en baljuw van elkaar gescheiden. De baljuw werd de vertegenwoordiger van het gezag van de graaf van Holland.
Enkele baljuws van Woerden waren Jan I van Polanen (1285 – 1342), Dominicus Costerus (1728 – 1803) en Jan Meulman (1767 – 1847).
In 1602 krijgt een vorm van stadsbestuur - de vroedschap - een formele status. Deze bestuursstructuur bleef in stand tot de Bataafse revolutie van 1795. In 1890 verschijnt een nieuw stadhuis aan de Westdam.
Rechtgesproken werd tot aan de Franse tijd door de schepenen, die in een vierschaar plaatsnamen. De aanklachten werden gedaan door de schout of door de baljuw. Voor een zogeheten halsmisdrijf kon de doodstraf worden uitgesproken. Mogelijk werden deze misdadigers voor het stadhuis onthoofd of opgehangen. Hun lichamen werden als afschrikking opgehangen op het galgenveld. Andere straffen waren brandmerken, verbanning of gevangenisstraf. Voor het stadhuis stond een schandpaal of kaak, die nog steeds te zien is. Vanaf 1811 werd landelijk de vrederechter ingevoerd, de latere kantonrechter en werd de baljuw afgeschaft. De eerste vrederechter in Woerden was Jan Meulman (1767-1847), die in de periode daarvoor baljuw was. Als baljuw eiste hij in 1805 de laatste doodstraf die in Woerden is uitgesproken, tegen de rover Johann Heinrich Himmelgarten, die drie personen had vermoord met zijn bende.
De kantonrechter sprak recht over de eenvoudige gevallen. Zwaardere gevallen werden in Den Haag of Utrecht behandeld. De vrederechter hield zitting in de stadsherberg in de Voorstraat, en vanaf 1890 in het stadhuis. In 1934 verdween de kantonrechter. Sindsdien moet men voor de rechtspraak naar Utrecht.

#### Gevangenis
Woerden heeft in meerdere periodes van de geschiedenis een gevangenis gehad, altijd gevestigd in het kasteel. Tussen 1795 en 1798 was het kasteel staatsgevangenis. Tussen 1818 en 1824 werden in het kasteel maximaal 450 militaire strafgevangenen opgesloten. Tussen 1830 en 1860 was het een kasteel normale gevangenis voor mannen. Het ministerie van Justitie wees deze locatie ook aan voor joodse gevangenen uit heel Nederland, zodat er in slechts één strafinrichting kosjer gekookt hoefde te worden. Het verblijf van de joodse gevangenen was een van de redenen om in 1856 de Joodse begraafplaats aan te leggen. Van 1861 tot 1872 was het een vrouwengevangenis. Sinds 1872 heeft Woerden geen gevangenis meer.

## Religie
Woerden heeft op religieus gebied ook een bewogen geschiedenis. Er is strijd geweest tussen katholieken en protestanten, zoals ook elders in Nederland, hoewel dat niet tot echte gewelddadigheden heeft geleid.

### Polytheïsme
De soldaten die in de 1e en 2e eeuw na Chr. in Laurium woonden waren Romeinse burgers die de Romeinse religie aanhielden. Deze religie kent vele goden. Er zijn weinig archeologische vondsten van deze religie in de bodem aangetroffen. In 1988 is aan de Oranjestraat een aan Sol Invictus gewijd altaar gevonden. Deze uit Syrië afkomstige eredienst was populair in Rome tijdens de regering van keizer Heliogabalus (218-222).

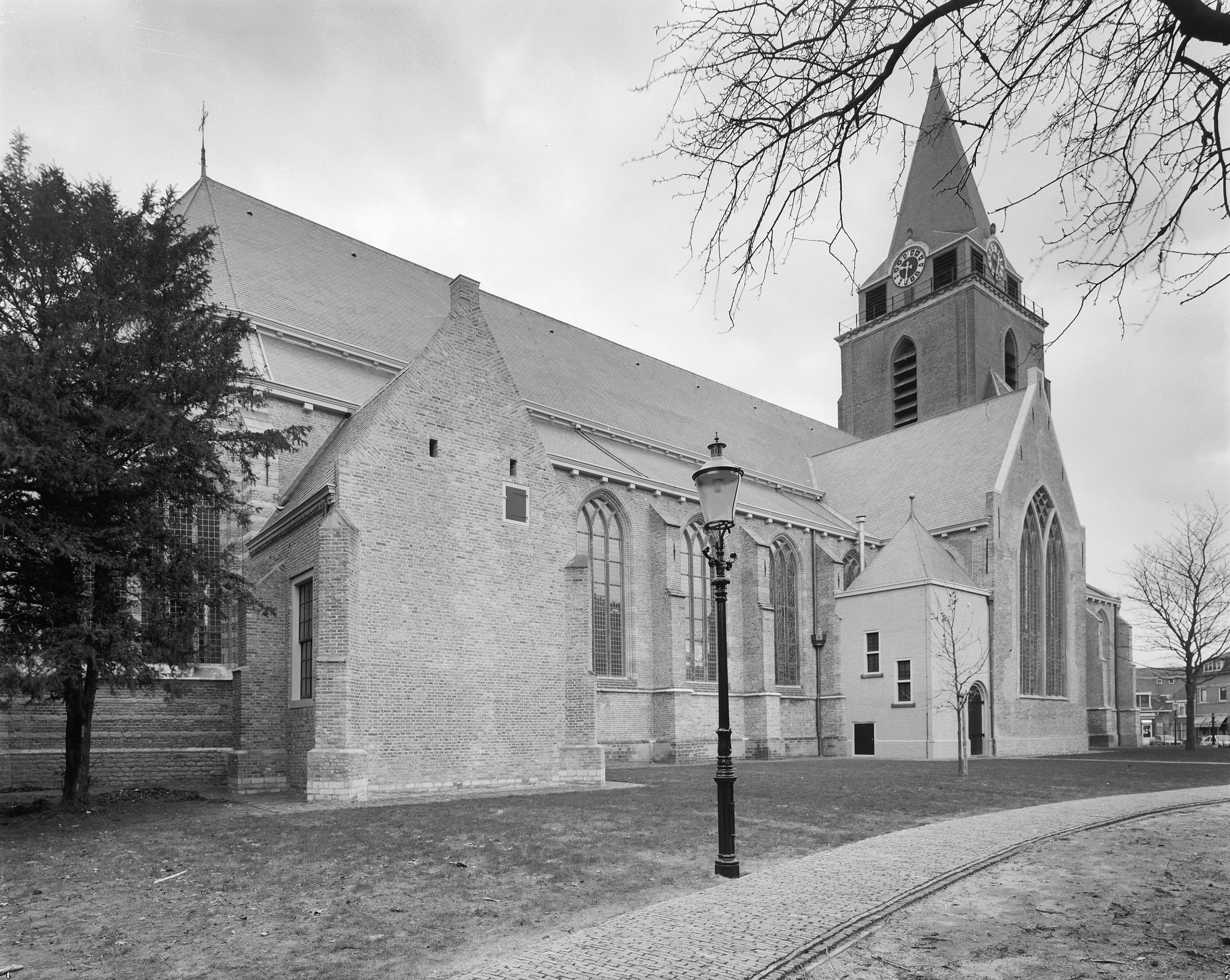
Noordgevel van de Petruskerk, foto uit 1984

Over de periode na het vertrek van de Romeinen is weinig bekend over de religie van de mensen die in of rond Woerden woonden. De bevolking in het noordwestelijk deel van het huidige Nederland bestond over het algemeen uit Friezen, die een polytheïstische godsdienst hadden.

### Christendom
In de 8e eeuw werden de Friezen langzamerhand bekeerd tot het christendom. Een vroege missionaris, Liudger (742-809), vermeldde in zijn beschrijving van het leven van Bonifatius dat deze tussen 719 en 722 actief was in Woerden. Liudger duidde de plaats daarbij aan als Wyrda. Sommigen vermoeden dat Bonifatius een kerk stichtte op de plaats van de huidige Petruskerk. Sluitende bewijzen hiervoor zijn echter niet gevonden. Anderen vermoeden dat het eerste kerkje in Woerden heeft gestaan op de resten van het Romeinse hoofdgebouw van het castellum, dat 50 m zuidelijker ligt dan de Petruskerk. Loodrecht op de resten van de Romeinse muren zijn namelijk graven uit de 8e eeuw gevonden, waaronder het graf van een edelman. Bij de restauratie van de Petruskerk zijn resten van een Romaans kerkje uit ca. 1200 gevonden. De Petruskerk is in elk geval de oudste nog bestaande kerk in de stad. De bouw van de toren werd gestart rond 1372. In de 16e eeuw werd de kerk sterk uitgebreid.

### Reformatie: calvinisme en lutheranisme

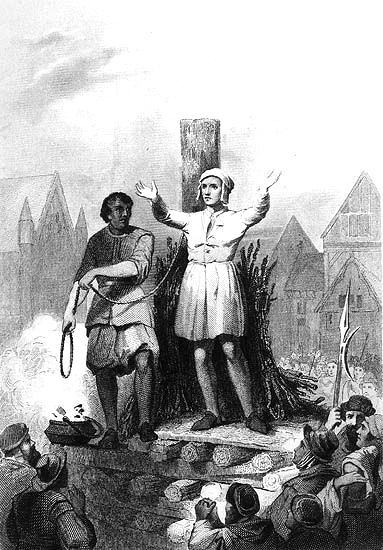
Jan de Bakker op de brandstapel, ets uit 1852

Het rooms-katholieke geloof was eeuwenlang de godsdienst van de Woerdenaren. In 1517 begon de reformatie, toen Luther zijn 95 stellingen publiceerde in Wittenberg. De Woerdenaar Jan de Bakker (1499–1525) was de eerste protestantse martelaar die ter dood werd gebracht in de noordelijke Nederlanden. Hij was pastoor, maar predikte met afwijkingen van de Rooms-katholieke kerkleer. Zijn lutherse ideeën had hij opgedaan tijdens zijn priesteropleiding in Wittenberg. De Bakker hield zich ook niet aan het celibaat. Hij trouwde en werd bakker. Hij werd gearresteerd wegens ketterij en na maandenlang verhoor veroordeeld tot de brandstapel. In Woerden woonden toen al aanhangers van het lutheranisme.

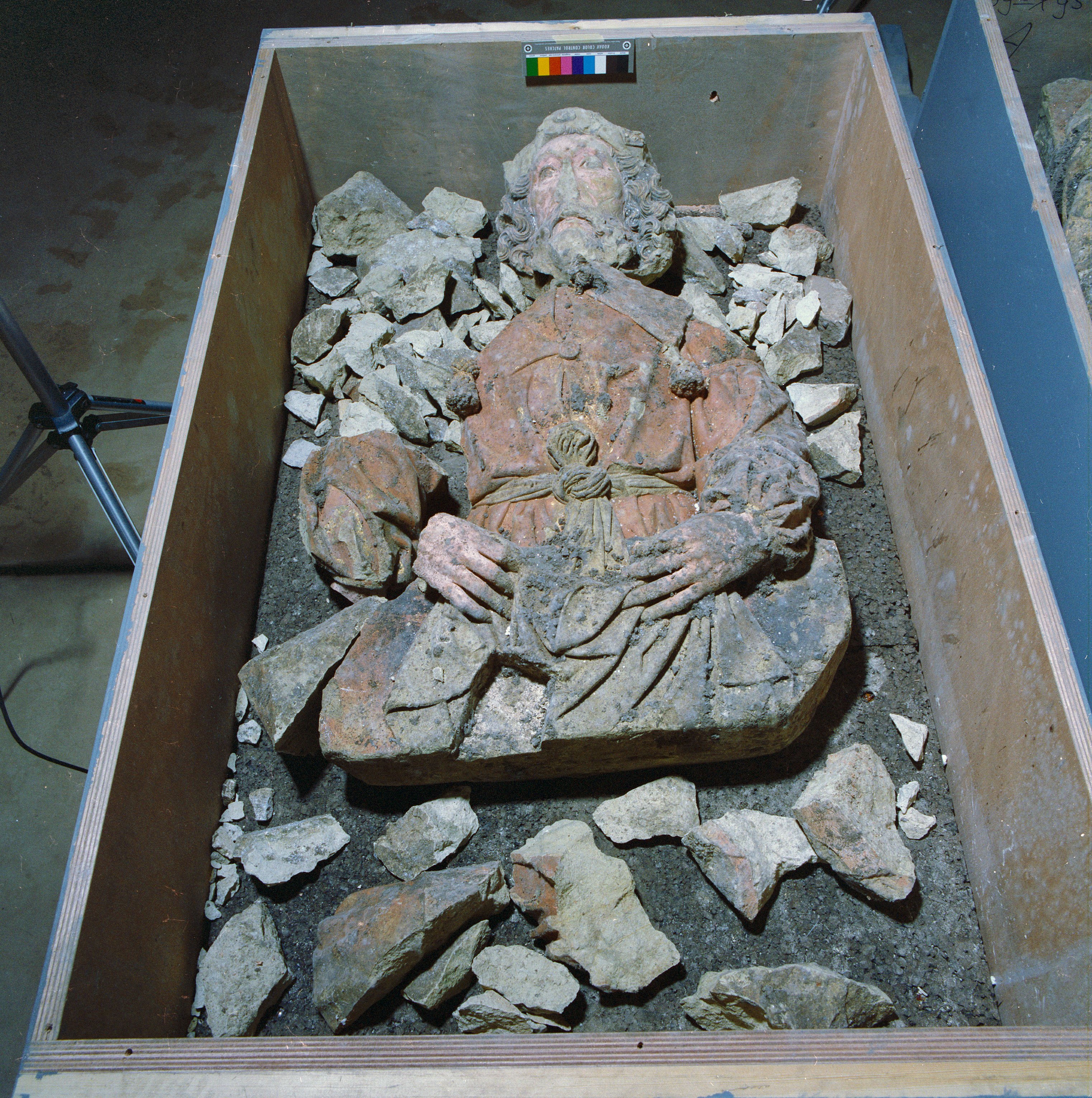
Teruggevonden beeld dat in veiligheid was gebracht tijdens de beeldenstorm. Op het beeld zijn resten van de oorspronkelijke verf aanwezig.

De reformatie had in Woerden verder minder dramatische gevolgen dan elders. De Beeldenstorm die in augustus 1566 over Nederland trok ging aan Woerden voorbij. Berichten over de vernielingen in de kerken bereikten Woerden echter wel, waarna de beelden uit de Petruskerk, die toen nog Grote Kerk heette, opgeborgen werden. De kerk werd gesloten. Op last van Erik van Brunswijk, zelf luthersgezind maar trouw aan de Spaanse koning, werd de kerk in september 1599 weer geopend. Een aantal beelden bleven echter in hun schuilplaats. Deze beelden werden later, in 1930 en 1981/83, teruggevonden. Op de beelden zijn restanten van de oorspronkelijke polychrome verf behouden gebleven. Enkele ervan zijn in de Petruskerk te zien.
In veel steden in Nederland kreeg het calvinisme de grootste aanhang. In Woerden bleven de lutheranen in de meerderheid. Toen Woerden zich in 1572 aansloot bij de opstand tegen de Spanjaarden en bij Willem van Oranje, namen de lutheranen dan ook de Grote Kerk in gebruik en niet de gereformeerd protestanten.

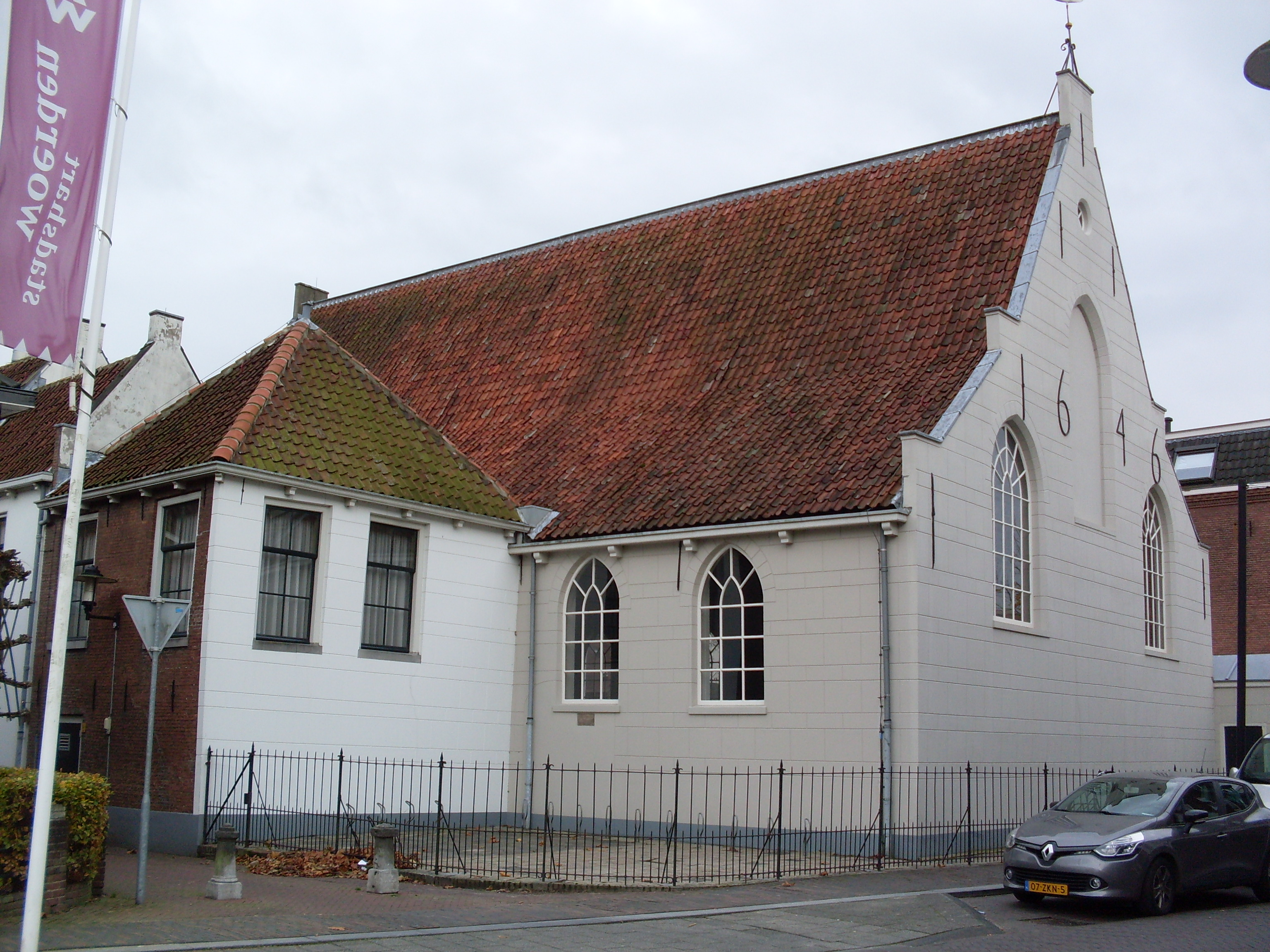
Lutherse kerk Woerden (achterzijde)

Het calvinisme kreeg echter ook in Woerden steeds meer aanhang. De Grote Kerk werd in 1594 overgedragen aan de calvinisten. De lutheranen gingen ondergronds met Arnoldus Claserus als predikant. In 1611 kregen zij toestemming om hun godsdienst openlijk te belijden, in eerste instantie in een pand in de Sint Annastraat, de huidige Jan de Bakkerstraat. In 1646 werd de nog bestaande lutherse kerk gebouwd. Boven het portaal van de lutherse kerk is een windwijzer met een zwaan te zien, symbool voor de lutheranen. Woerden was de eerste stad in de Republiek waar de lutheranen vrijheid van godsdienst kregen.

### Onderdrukking van rooms-katholiek geloof
De rooms-katholieken die in Woerden woonden, werden na de Tachtigjarige Oorlog onderdrukt en zelfs vervolgd. Zij hielden in het geheim missen onder leiding van rondreizende priesters in een brouwerij aan de Lange Groenendaal. Ook in het buitengebied waren katholieke schuilkerken, in elk geval in Teckop, 3,5 km ten oosten van Kamerik.

### Godsdienstvrijheid

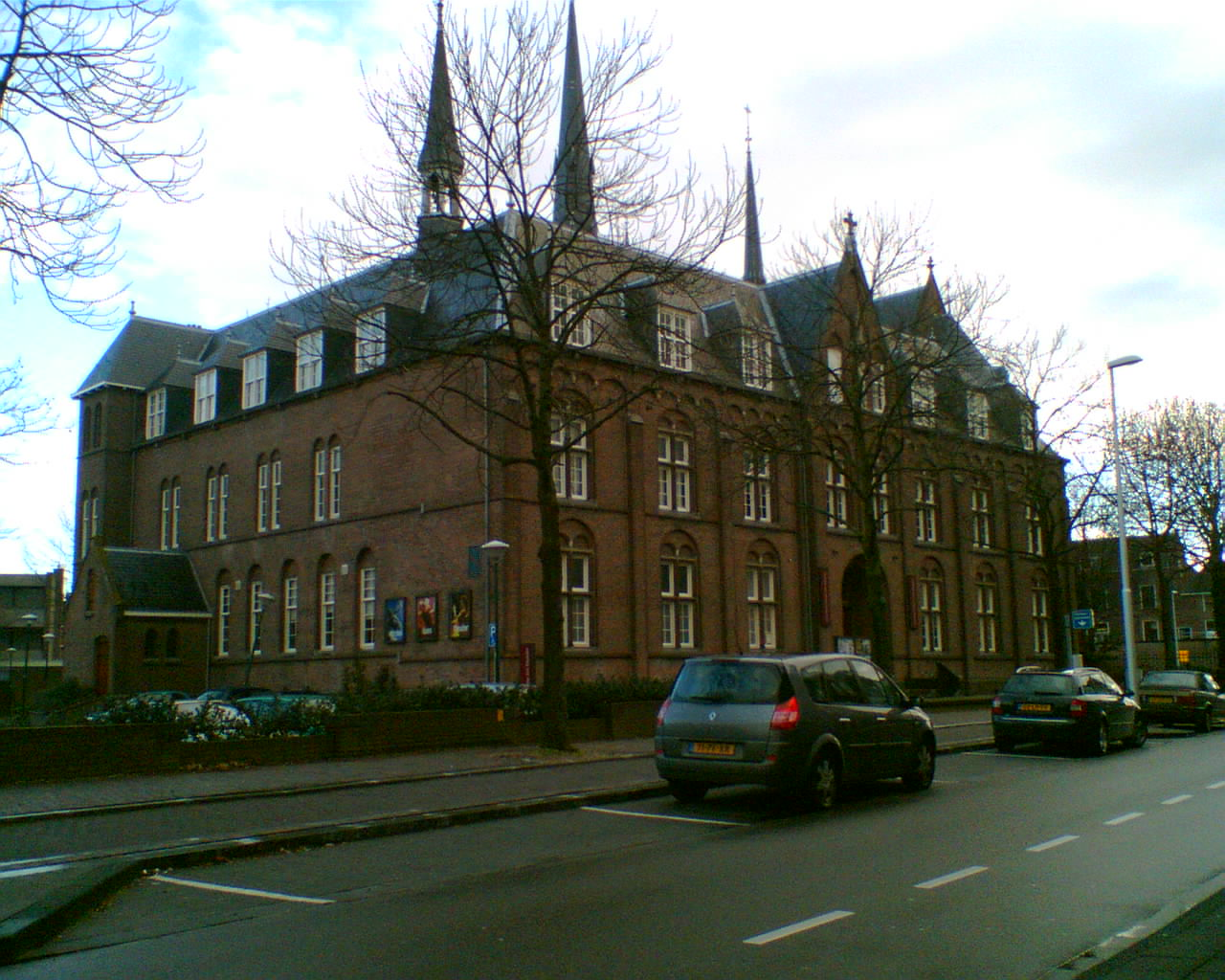
Het voormalige klooster

In de 18e eeuw mochten de rooms-katholieken een schuilkerk bouwen, maar pas met de grondwet van 1848 werd godsdienstvrijheid wettelijk vastgelegd en kregen katholieken dezelfde rechten als protestanten. De katholieke schuilkerk in Woerden werd in 1892 vervangen door de Sint-Bonaventurakerk. Het schuilkerkje werd omgevormd tot kapel en in 1976 gesloopt. De schuilkerk in Teckop werd vervangen door de Sint-Hippolytuskerk 1,5 km ten noorden van het protestante Kamerik. Rond die nieuwe kerk vormde zich het nieuwe, katholieke kerkdorp Kanis.
In de tuin achter de Sint-Bonaventurakerk werd rond 1898 een klooster gebouwd in opdracht van de Franciscanenorde. Het klooster bevatte een dormitorium met 26 cellen. In 1920 vestigden de franciscanen hier hun centrum voor het missiewerk. Het klooster kwam in de loop van de 20e eeuw leeg te staan. Het werd in 1978 verkocht aan de gemeente Woerden. In het kloostergebouw kwam een muziekschool en een theater.
De eerste gereformeerde kerk in Woerden dateert uit 1888, en is in 1979 gesloopt na een tijdlang als garage te zijn gebruikt. In 1924 werd de Opstandingskerk in gebruik genomen. Moderne kerkgebouwen zijn de Kruiskerk aan de Jozef Israëlslaan, de Maranathakerk aan de Molenvlietbaan en Het Baken aan de Beneluxlaan. Het Baken is het meest recent gebouwd, de bouw startte in 2011.
Bij de kruising Hogewoerd en de Groenendaal stond vanaf 1856 een joodse synagoge. De synagoge werd in 1920 afgebroken omdat er te weinig joden in Woerden waren. De joodse gemeente werd bij de joodse gemeente van Gouda gevoegd.
Sinds 2008 is er een moskee in Woerden aan de Essenlaan.

## Cultuur
Woerden was lange tijd vooral een militaire vesting in een agrarische omgeving. De cultuur in Woerden werd gedurende vele eeuwen dan ook gedragen door de militairen en door de kerken. Aan het eind van de 18e eeuw speelde de pers een bijzondere rol. Pas in de 20e eeuw kreeg cultuur bij de brede bevolking van Woerden een plaats. In 1903 werd bijvoorbeeld het Fanfarecorps Excelsior opgericht en in 1930 Harmonie de Vriendschap.

### Kunst
Woerden bracht in de Gouden Eeuw en in de 19e eeuw enkele kunstenaars voort die landelijke bekendheid kregen, met name de schilders Herman van Swanevelt (1603-1655), Cornelis Vreedenburg (1880-1946) en Leo Gestel (1881-1941). Alle drie vertrokken naar elders voor hun schilderscarrière. Schrijnwerker Dammes Huigensz de Hoey (1570-1636) en illustrator Hugo Jansz. Van Woerden (werkzaam in Leiden rond 1475-1500) zijn ook vermeldenswaard. Jan Kriege (1884-1944) was edelsmid, vooral bekend om zijn werk in het relatief goedkope tombak. Hendrik van Kempen (1892-1958) was schilder, en gaf ook tekenles aan een middelbare school in Woerden, later in Utrecht.

### Pers

#### Patriottentijd

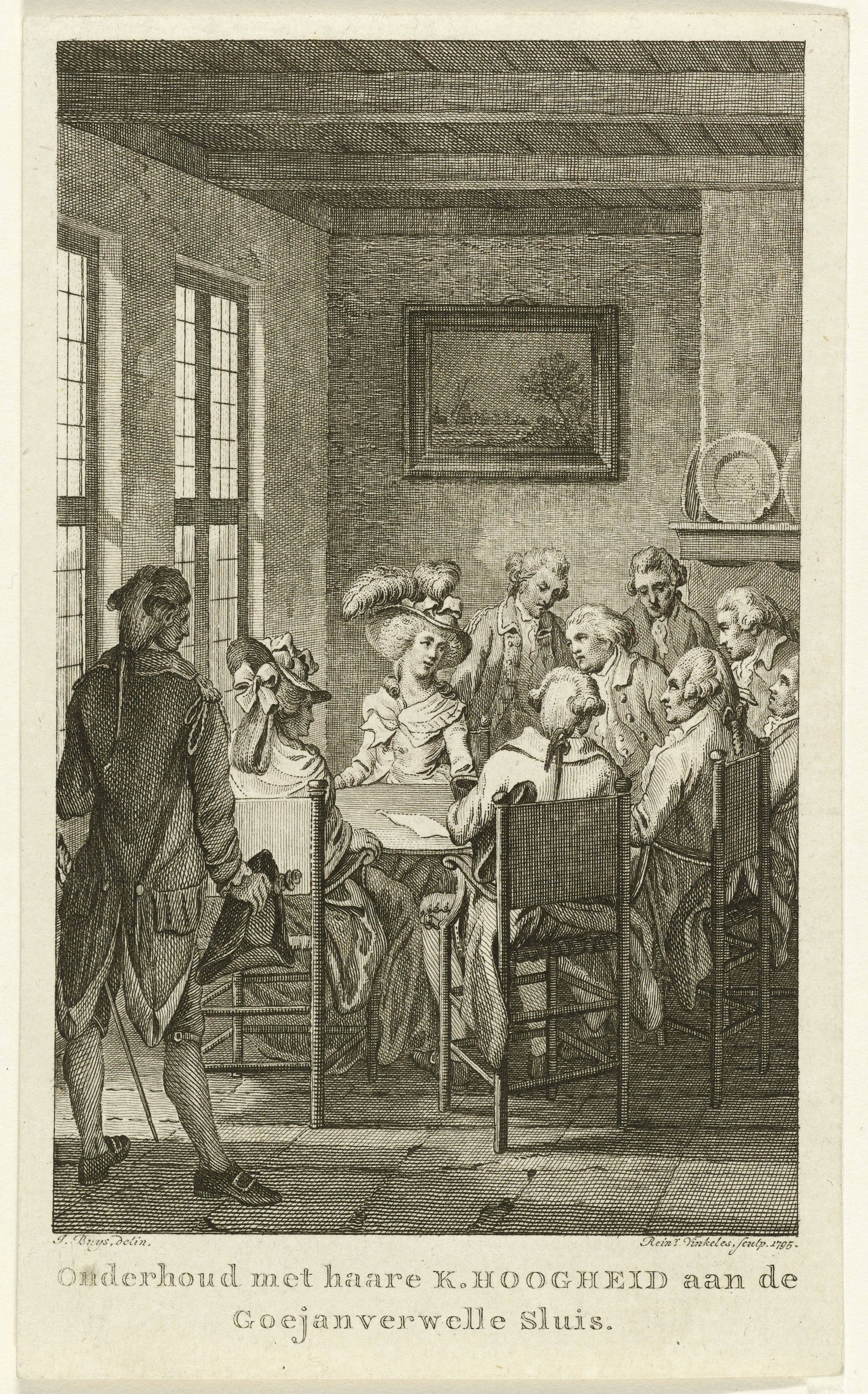
Wilhelmina van Pruisen bij de ondervraging door een commissie uit Woerden

De eerste echte krant in Woerden was de Zuid-Hollandse Courant. Deze krant werd gedrukt door Ryk Paling en verscheen vanaf 1781–1788. De krant had een omvang van één vel op A3 formaat. Woerden was in deze periode een belangrijk centrum van de patriottenbeweging. Paling had dan ook een politieke boodschap. Hij was patriot en tegenstander van de autoritaire Stadhouder Willem V. Zijn standpunt verwoordde hij in de courant. Na de aanhouding van de Wilhelmina van Pruisen, de echtgenote van Willem V, bij Goejanverwellesluis en de daarop volgende inval van de Pruisen in 1787 moesten veel patriotten uit Nederland vluchten. Paling moest de publicatie van zijn krant staken. Persvrijheid was toen nog een onbekend begrip. In 1795 was er een korte opleving van de patriotten. Het Franse leger viel Nederland binnen onder leiding van Pichegru en bracht de Bataafse revolutie. In Woerden werd gedanst rondom een vrijheidsboom en de vroedschap werd ontbonden door een Comité Revolutionair. Deze revolutie liep, zoals elders in Nederland, met een sisser af, omdat gematigde personen de belangrijkste posten in de gemeente weer gingen bezetten.

#### Vanaf 1850
Woerden had daarna lange tijd geen eigen krant. Vanaf 1865 verscheen de Woerdsche Courant, het latere Weekblad van Woerden. Deze krant publiceerde over lokale gebeurtenissen, zoals verslagen van de gemeenteraad, marktberichten, steekpartijen en ongevallen. Daarnaast publiceerde het weekblad nieuwtjes die uit andere kranten werden overgenomen. Het Weekblad van Woerden verscheen eerst 1× per week, later 2× per week, veranderde af en toe van naam en verdween op last van de bezetter tijdens de Tweede Wereldoorlog.
Vanaf 1897 verscheen de Woerdensche Courant, die rond 1925 weer werd opgeheven, waarna tot 1933 een andere uitgever een krant met dezelfde titel uitgaf. Tussen 1938 en ca. 1941 verscheen de Nieuwe Woerdensche Courant. Deze krant had advertenties en werd gratis verspreid.
Tijdens de Tweede Wereldoorlog verscheen in 1943 een nieuw blad, De Rijnstreek. Er verschenen twee illegale kranten in Woerden, Voor God en Koning en Streekblad voor Woerden en Omgeving. Het lukte niet om deze kranten na de oorlog voort te zetten. In de periode 1947–1950 verscheen Het vrije Woord vanuit Alphen aan den Rijn, met als ondertitel Dagblad van Rijn en Gouwe.
De eerste editie van de nog steeds bestaande Woerdense Courant verscheen in 1949. In 2021 werd de Woerdense Courant overgenomen door Het Kontact, en kreeg de krant die naam, met als ondertitel Woerdense Courant.
Het Algemeen Dagblad geeft al vele jaren een bijlage uit voor het Groene Hart, met onder andere nieuws uit Woerden.
Woerden heeft sinds 1971 een lokale radiozender, RPL Woerden, die vooral door vrijwilligers wordt bemand. In 2004 verzorgde dezelfde organisatie Tekst-TV via de kabel en sinds 2012 ook tv-uitzendingen.

### Evenementen
Aan het eind van de 20e eeuw en begin 21e eeuw werden steeds meer culturele evenementen georganiseerd, zoals de Cultuurprijs, Jazzin Woerden, Nachtcultuur, Babypop (van 1995 tot en met 2017, onder andere georganiseerd door vrijwilligers van Babylon), de Havendagen, Akoestival en het Straattheaterfestival. In 2018 werd Struinen in de Tuinen voor de eerste maal in Woerden georganiseerd.

## Landschap, landbouw en veeteelt

### Prehistorie

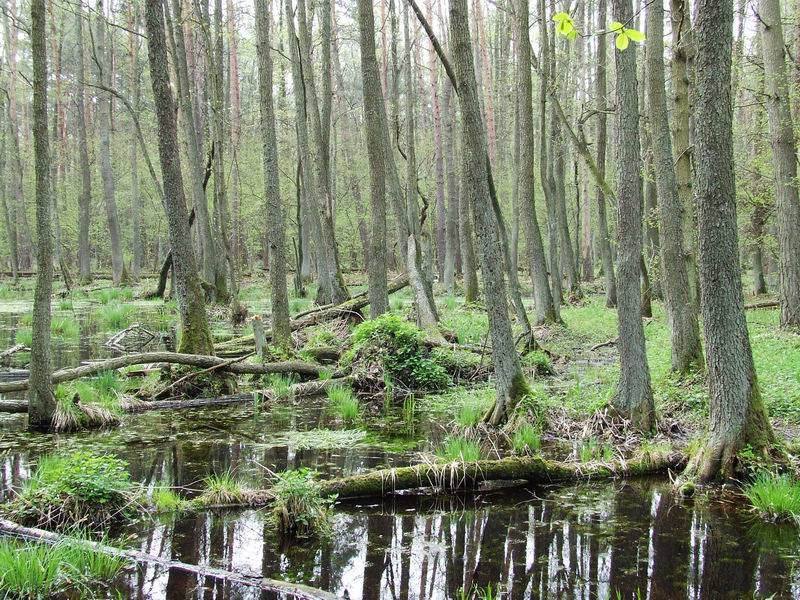
Een moerasbos in Polen waar bosveen ontstaat. Mogelijk zag de omgeving Woerden er in het begin van het Holoceen zo uit.

Het landschap rond Woerden is relatief jong. Tijdens de voorlaatste ijstijd, het Saalien (tot ca. 125.000 jaar geleden), was de omgeving van Woerden niet door landijs bedekt, in tegenstelling tot andere delen van Nederland. Er stroomde wel veel smeltwater vanaf de Utrechtste Heuvelrug en het Gooi naar het Groene Hart, waardoor zand werd afgezet. Ook gedurende de laatste ijstijd, het Weichselien − tot ca. 12.000 jaar geleden − , werd zand afgezet. Dat zand was afkomstig uit de drooggevallen Noordzee en werd door westelijke winden meegenomen. Deze zandlagen liggen op zes tot acht meter diepte onder het huidige oppervlak. De bodemlagen daarboven zijn afkomstig uit het Holoceen. Door de stijgende zeespiegel na de ijstijden veranderde het gebied rond Woerden in een soort waddenzee waardoor er nog meer zand, maar ook klei werd afgezet. Op den duur veranderde het zoute milieu en werd het gebied begroeid door moerasbos. De resten van bomen en planten kwamen terecht in het water en verteerden slechts gedeeltelijk, zodat een dikke laag bosveen ontstond. Noordelijker, bij Nieuwkoop en Noorden, lag een uitgestrekt gebied begroeid met veenmos.
Langs de rivier de Rijn ontstonden ongeveer 6000 jaar geleden oeverwallen, opgebouwd uit klei en zavel. De oeverwallen ontstonden als de rivier door een te grote watertoevloed uit zijn bedding trad. Door de verschillen in stroomsnelheid tijdens een periode van een overstroming sloegen de grofste zanddeeltjes dicht bij de bedding neer, de kleinere kleideeltjes op grotere afstand. Doordat de bedding van de rivier zich bovendien enkele malen verplaatste, is er een gordel van oeverwallen ontstaan, die een tot twee kilometer breed is. Deze verhoogde ruggen zijn nog altijd zichtbaar in de stad, bijvoorbeeld bij de Voorstraat, die iets hoger ligt dan de Rijnstraat, waar oorspronkelijk de Rijn doorheen stroomde. De winkels met ingangen aan beide straten hebben een trapje om de hoogte te overbruggen; de tussenliggende stegen hebben een helling.
Er lagen ook kleibanen langs de veenriviertjes de Meije en de Oude Meije. Het is niet bekend hoe deze kleibanen ontstaan zijn. Mogelijk is water na een overstroming van de Rijn via deze riviertjes teruggestroomd, waarbij het sediment is afgezet. Ten slotte liggen er oeverwallen langs de Linschoterstroom, een aftakking van de Lek. De omgeving van Woerden buiten deze oeverwallen was rond het jaar 0 ondoordringbaar moerasland begroeid met elzenbroekbos.

### Romeinse tijd en vroege middeleeuwen
In de Romeinse tijd was de huidige Oude Rijn een forse rivier. Het was immers de belangrijkste afvoertak van de Rijn. Richting Utrecht, ten oosten van Harmelen lagen toen twee riviertakken, met de huidige Harmelerwaard daartussen. De Romeinen kozen de zuidelijkste tak, de Heldammerstroom, als grens.
Rond het jaar 1000 was er al sprake van veeteelt in de omgeving van Woerden. De omgeving van Woerden was nog steeds moerassig. Het moeilijk toegankelijke moeras kon 's zomers wel gebruikt worden om vee te weiden, maar was toen nog niet op grote schaal in cultuur te brengen. De naam van het dorp Zegveld herinnert nog aan de begroeiing met de moerasplant zegge.

### Ontginning
in de Karolingische tijd (8e en 9e eeuw) werden hoger gelegen delen in cultuur gebracht. Het ging dan om de oeverwallen van de Rijn bij Vleuten en Harmelen en die langs het riviertje Linschoten tussen Montfoort en Woerden. De ontgonnen percelen, omringd door sloten om het water af te voeren, waren onregelmatig van vorm.

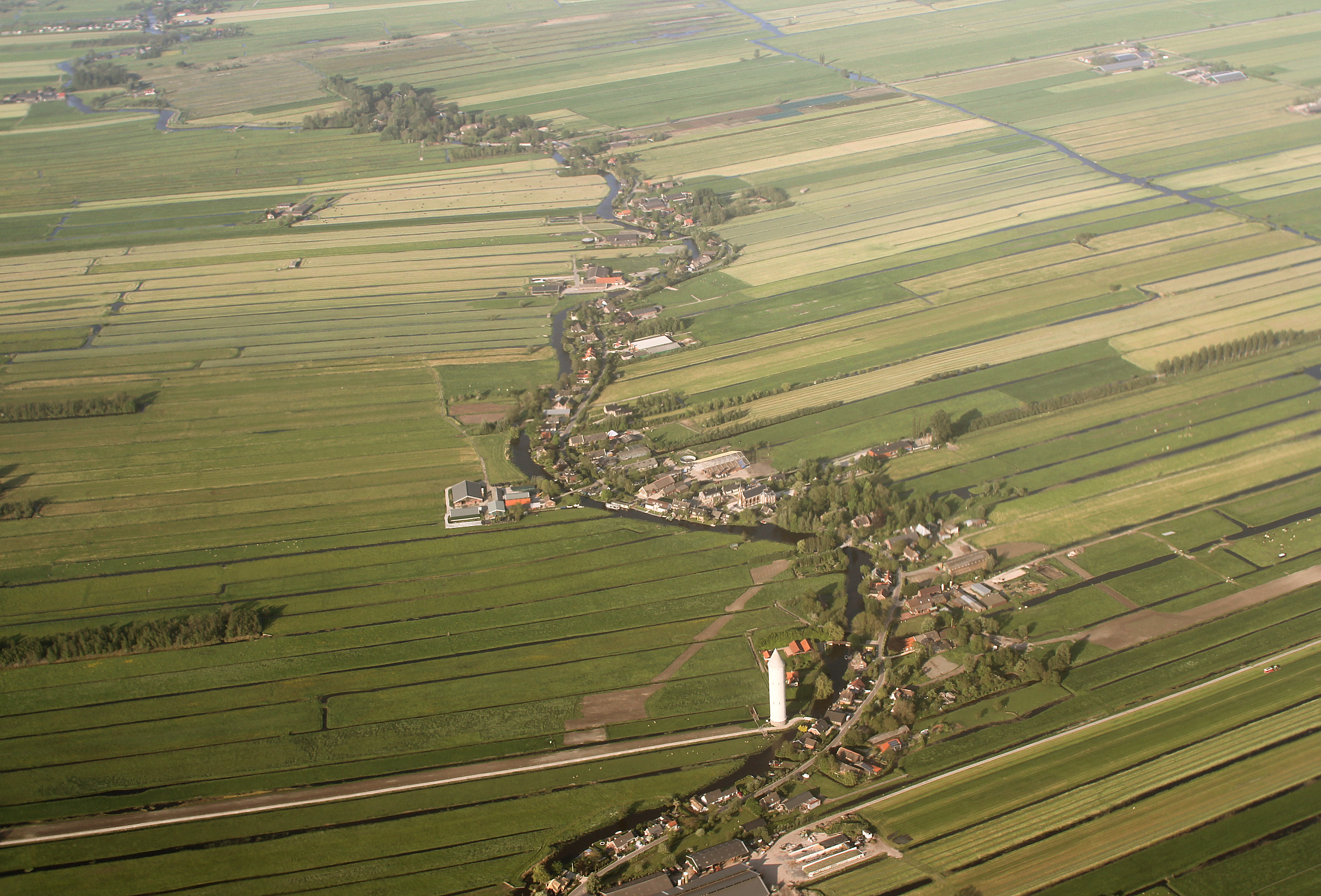
Luchtfoto van rivier De Meije. De langwerpige, regelmatig aangebrachte kavels zijn duidelijk te zien.

Tussen de 10e en de 14e eeuw werd het gebied rond Woerden systematisch ontgonnen. Dit wordt de Grote Ontginning genoemd. Het bosveen rond Woerden was niet geschikt voor het maken van turf. Daardoor ging de ontginning niet gepaard met afgraving. Rond Nieuwkoop en Reeuwijk lag wel veen dat geschikt was voor turf. Daarom zijn die gebieden afgegraven en zijn daar grote plassen ontstaan.
Het ontginnen werden meestal gedaan op grond van een cope, een overeenkomst die gesloten werd tussen de grondeigenaar van het gebied en de ontginners. De grondeigenaar was veelal de bisschop van Utrecht. De namen van diverse polders herinneren nog aan deze ontginners. Zo is Teckop genoemd naar de cope van iemand met de naam Teve, Gerverscop naar de cope van Gerwert en Reijerscop naar de cope van Reijer. Daarnaast zijn er nog Papekop, Willeskop, enzovoort. De coper gaf de percelen uit aan de zogeheten kolonisten.
Bij de eerste ontginningen konden de boeren hun sloten zo ver door laten lopen als zij wilden. Dit werd het recht van vrije opstrek genoemd. De ontginningen konden net zolang doorlopen tot men op een andere ontginning stuitte. Later werden kavels met gelijke lengte en breedte uitgegeven, van dertig roeden breed en zes voorling lang, ca. 110 × 1250 meter. Deze afmetingen leverden een oppervlakte op van 16 morgen, hetgeen voldoende was voor een boer om van te leven en op de cope een boerderij te vestigen. Het ontginnen van de kavel begon aan de korte zijde langs een bestaand water, zoals de Grecht. Loodrecht op dat water werden aan beide zijden sloten gegraven waardoor het water uit het veen kon weglopen. Aan het andere korte einde werd een dijkje aangelegd, om te voorkomen dat het water uit het aansluitende kavel in het droog te maken gebied zou stromen. Als het water voldoende was weggelopen, kon de bestaande begroeiing weggehaald worden, waarna het land bruikbaar werd voor de landbouw. Mechanische bemaling was toen niet nodig, omdat het veen hoger was dan het omringende water. De standaardafmetingen van de kavels zijn heden ten dage nog in het landschap rond Woerden te zien. Men begon het ontginnen bij een natuurlijk stromend water en werkte telkens verder het land in. De cope Teckop heeft een driehoekige vorm, waarschijnlijk omdat het een restgebied was, dat vanuit andere ontginningen was overgebleven.

### Eerste landbouw: tarwe en rogge

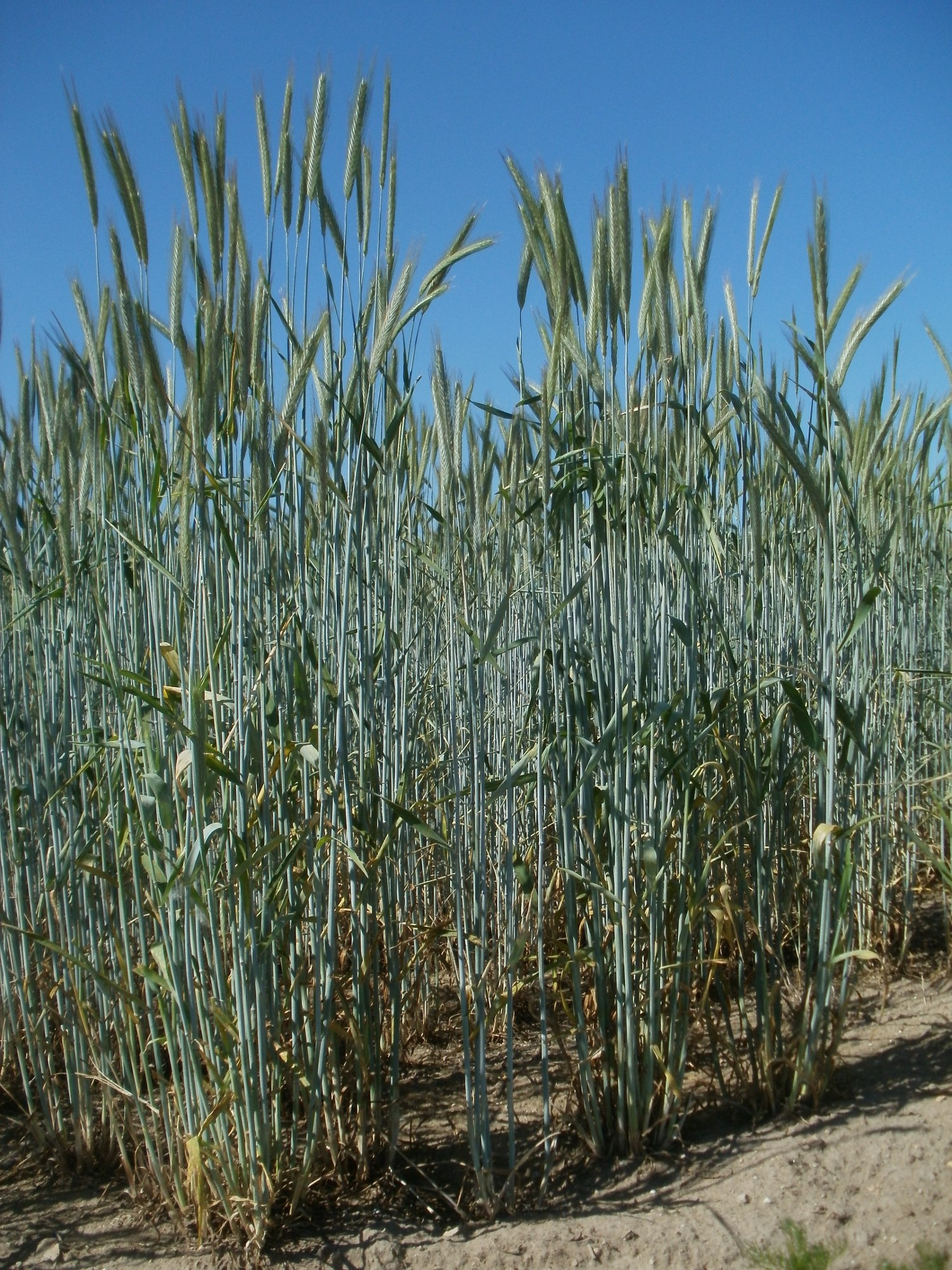
Voor de teelt van rogge, zoals hier in Duitsland, is een droge bodem nodig.

Oorspronkelijk werden op de ontgonnen percelen granen zoals tarwe en rogge verbouwd. Toen de veengrond door de steeds verdere ontwatering ging inklinken, te laag kwam te liggen en daardoor weer te nat werd, was de grond niet meer bruikbaar voor akkerbouw. In de 14e eeuw was er rond Woerden al bijna geen landbouw meer mogelijk. Door het inklinken werd het later nodig om te gaan bemalen. In het landschap verschenen de poldermolens, aangedreven door de wind. De bemaling hielp echter slechts kort, omdat de bodem bleef inklinken. Daardoor werd de bodem opnieuw te nat voor landbouw. Op de hogere kleigronden, vooral rond Harmelen, bleven gemengde bedrijven bestaan met landbouw en veeteelt. De kleigrond klonk niet in en kon blijvend gebruikt worden als bouwland.

### Hennepteelt

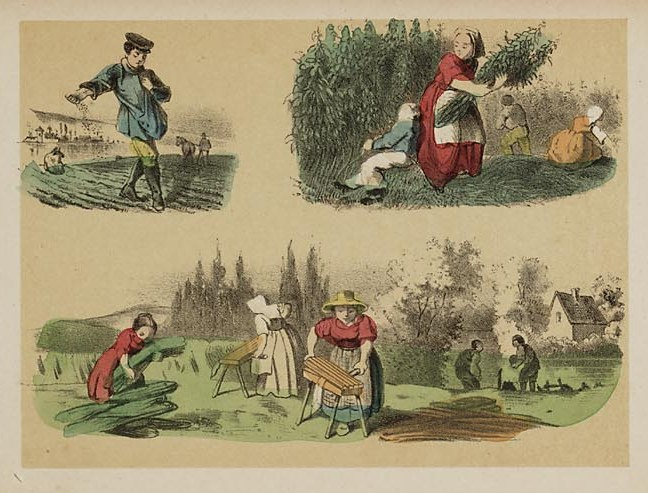
Een akker voor de teelt van hennep. Prentenboek uit 1873. Afgebeeld zijn het zaaien, oogsten, roten en schillen.

Het telen van hennep bleek wel mogelijk te zijn op de natte velden. De productie kon dankzij forse bemesting door toemaak (zie hierna) jaar in jaar uit op dezelfde akker gebeuren. De akkertjes, henneptuin genoemd, lagen meestal bij de boerderijen aan de voorkant van de ontginning.
Rond Woerden werd hennep al vroeg in de 15e eeuw, in elk geval vanaf 1514, geteeld. Dit is bekend uit documenten waarin de heffing van tienden (een kerkelijke belasting op een tiende gedeelte van de opbrengst) is vastgelegd. De hennepproductie bereikte een hoogtepunt in de eerste helft van de 17e eeuw. Dit hoogtepunt was van relatief korte duur, want rond 1660 was de hennepproductie weer lager dan in de 16e eeuw.
Hennep werd op grote schaal gebruikt voor de fabricage van touw en zeildoek. Touw voor kabels en visnetten was in de 16e en 17e eeuw in enorme hoeveelheden nodig, want Nederland had toen een grote vloot oorlogsschepen, koopvaardijschepen en visserijschepen. Het hennepzaad was ook in trek; het werd gebruikt om er olie uit te winnen. De olie werd onder andere gebruikt voor de productie van zeep.
De hennepteelt ging met veel stank gepaard. De geoogste stelen moesten een aantal dagen in een sloot worden geweekt (roten), en werden daarna op het land te drogen gezet tegen de knotwilgen langs de sloten. Het slootwater was daarna niet meer bruikbaar voor andere doeleinden. Dit leidde soms tot conflicten tussen henneptelers en veeboeren, die het water uit sloten en weteringen gebruikten voor het schoonmaken van hun melkemmers en ander gereedschap voor de zuivelproductie.
De hennep werd geoogst rond Woerden en vervolgens veelal naar andere steden gebracht voor de verdere verwerking. In Gouda, Oudewater en Montfoort waren vele touwslagerijen. Gouda had tot 1752 ook een wekelijkse hennepmarkt. In de loop van de 18e eeuw verdween de hennepteelt door een aantal factoren: goedkopere hennep werd ingevoerd vanuit de Baltische staten, het was afgelopen met de Nederlandse overheersing van de wereldzeeën en er kwamen uit de tropische gebieden andere grondstoffen voor de productie van touw beschikbaar, zoals sisal en manilla.

### Bemesting
De hennepteelt kon jaar in jaar uit op hetzelfde perceel plaatsvinden. Deze gronden hadden uiteraard dan wel bemesting nodig. Hiervoor werd toemaak gebruikt. De toemaak was een mengsel van bagger uit de sloten, stalmest en soms ook zand. Ook werd vuilnis uit de grotere steden gebruikt, dat schippers als retourvracht naar Woerden meenamen. Dat stadsvuil bevatte scherven van potten, tegels en pijpenkoppen, resten die nog steeds in de bodem worden aangetroffen. Men schat in dat jaarlijks een laag tot wel 2 cm toemaak op de akkers werd aangebracht.

### Melkvee en kaas

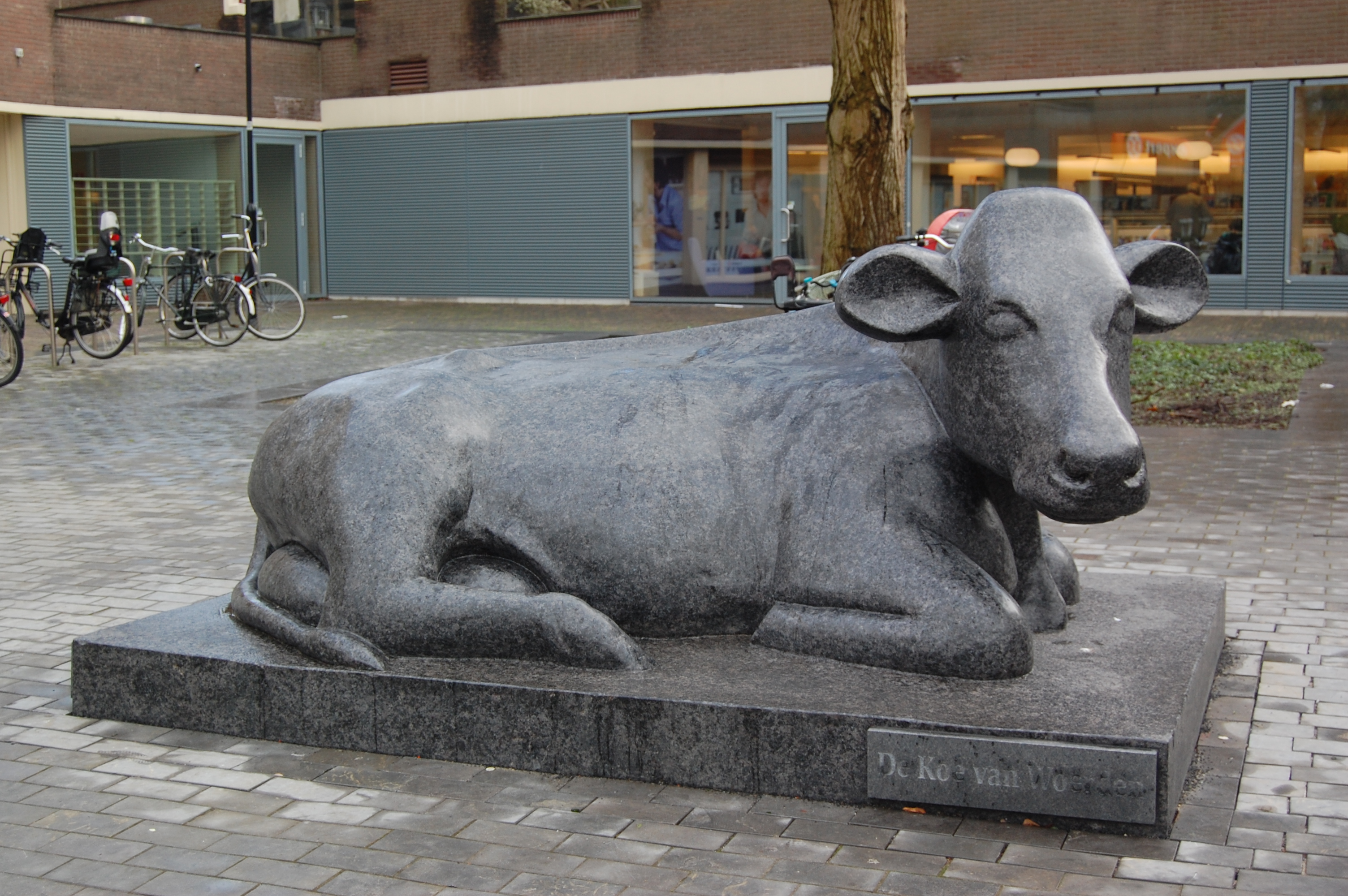
In 2014 werd in de nabijheid van de kaasmarkt een kunstwerk geplaatst dat de Woerdense koe weergeeft.

Door de bodemdaling van de veengronden werden de landbouwgebieden voor zover niet gebruikt voor de hennepteelt, omgezet in weilanden om er melkvee op te laten grazen. Naast veen waren er oorspronkelijk ook omvangrijke kleigronden aanwezig rondom Woerden. Deze klei werd gewonnen om baksteen en dakpannen te maken. De afgravingen hadden tot gevolg dat het maaiveld lager kwam te liggen en ook vochtig werd. Deze gronden werden daarom ook omgevormd tot weiland.
De veeteelt rond Woerden was niet gericht op vleesproductie, maar op melk. De boerinnen waren op de boerderijen verantwoordelijk om van de melk zo snel mogelijk kaas te maken. Kaas kon omdat het houdbaar is over grote afstanden getransporteerd worden via de goede vaarwegen waar Woerden over beschikte. De kaas werd verkocht tot in Amsterdam, Den Haag en Rotterdam. Rondom Woerden wordt van oudsher zoetemelkse of Goudse kaas gemaakt. Dat is kaas die alle room, boter en melkdelen uit de koemelk bevat.
De meeste boeren hadden weinig koeien, vaak 5-6. Arme boeren hadden er nog minder. Een enkele rijke boer had 60 koeien en moest anderen inhuren voor het vele werk. Er traden ziektes op onder de koeien; in 1745-46 werd 75% van het vee zodanig aangetast door de “grasserende ziekte” dat het stierf. In 1817 was er een epidemie van “ongansheid”.
In eerste instantie werd de kaas verkocht aan langskomende handelaren, maar rond 1880 kwam er een eind aan de monopolies van deze handelaren door de oprichting van kaasmarkten. De kaasmarkt in Woerden werd in 1885 opgericht, na die van Gouda en Bodegraven. De boer kon zijn kaas vanaf dat moment op de markt verkopen aan de handelaar die het beste bod deed. De kaasmarkt leidde tot bedrijvigheid in de stad (zie hierna).

### Groente- en fruitteelt
Groente en fruit werden ook geteeld rondom Woerden. Een van de locaties was de plaats van het huidige Brediuspark. Dit gebied kwam in 1814 in handen van notaris Bredius; daarvoor was het eigendom van baksteenfabrikanten. Na de Eerste Wereldoorlog werd de behoefte aan groenten groter, maar de teelt rond Woerden kwam niet erg grootschalig op gang. In 1919 werd door de fruittelers een Coöperatieve veiling opgericht. De veiling werd achtereenvolgens in diverse panden in Woerden gevestigd en kende hoogte- en dieptepunten qua omzet. In 1968 werd de veiling opgeheven. In de gemengde boerenbedrijven op de kleigronden rond Harmelen werd tot in de 20e eeuw fruit geproduceerd.

### Bodemdaling
In en vooral rondom Woerden treedt al eeuwenlang bodemdaling op. Rond 2019 daalt de bodem met maximaal 1 centimeter per jaar. Dit heeft gevolgen voor onder andere het onderhoud van infrastructuur, voor de fundering van woningen maar ook voor de boeren, want op een steeds natter weiland kunnen geen koeien meer grazen. Het hoogheemraadschap wil de bodemdaling vertragen en voert daarvoor verschillende experimenten uit.

## Handel, nijverheid en industrie
Lange tijd bleef de stad Woerden klein. Hoewel de eerste nederzetting al eerder een belangrijke militaire functie had werd Woerden pas in de 15e eeuw ook een economisch middelpunt. Op 5 juli 1410 gaf hertog Jan van Beieren de stad het recht om een jaarmarkt te houden, en in juli een driedaagse paardenmarkt. De jaarmarkt veranderde in de koeienmarkt die op jaarlijks 10 oktober werd gehouden. Deze markt vindt nog steeds in oktober plaats, vanaf begin 19e eeuw op de derde woensdag van oktober. Daarnaast had Woerden een vroege industrie in de vorm van steenbakkerijen, die later is verdwenen.

### Steenbakkerijen en pannenbakkerijen

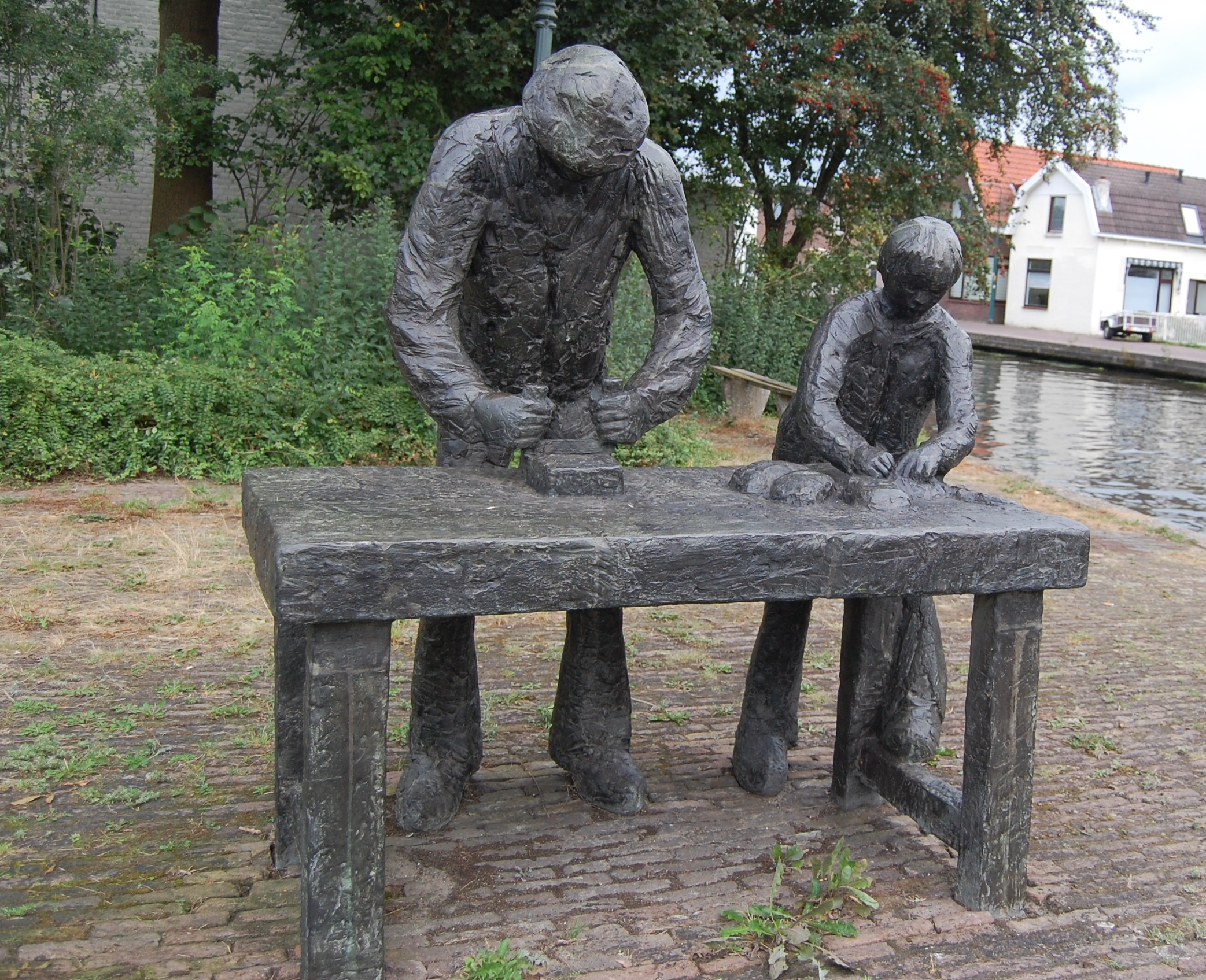
Het monument de stenenvormers is geplaatst ter herinnering aan de verdwenen baksteenindustrie. Naast de vader, werkt ook het kind mee.

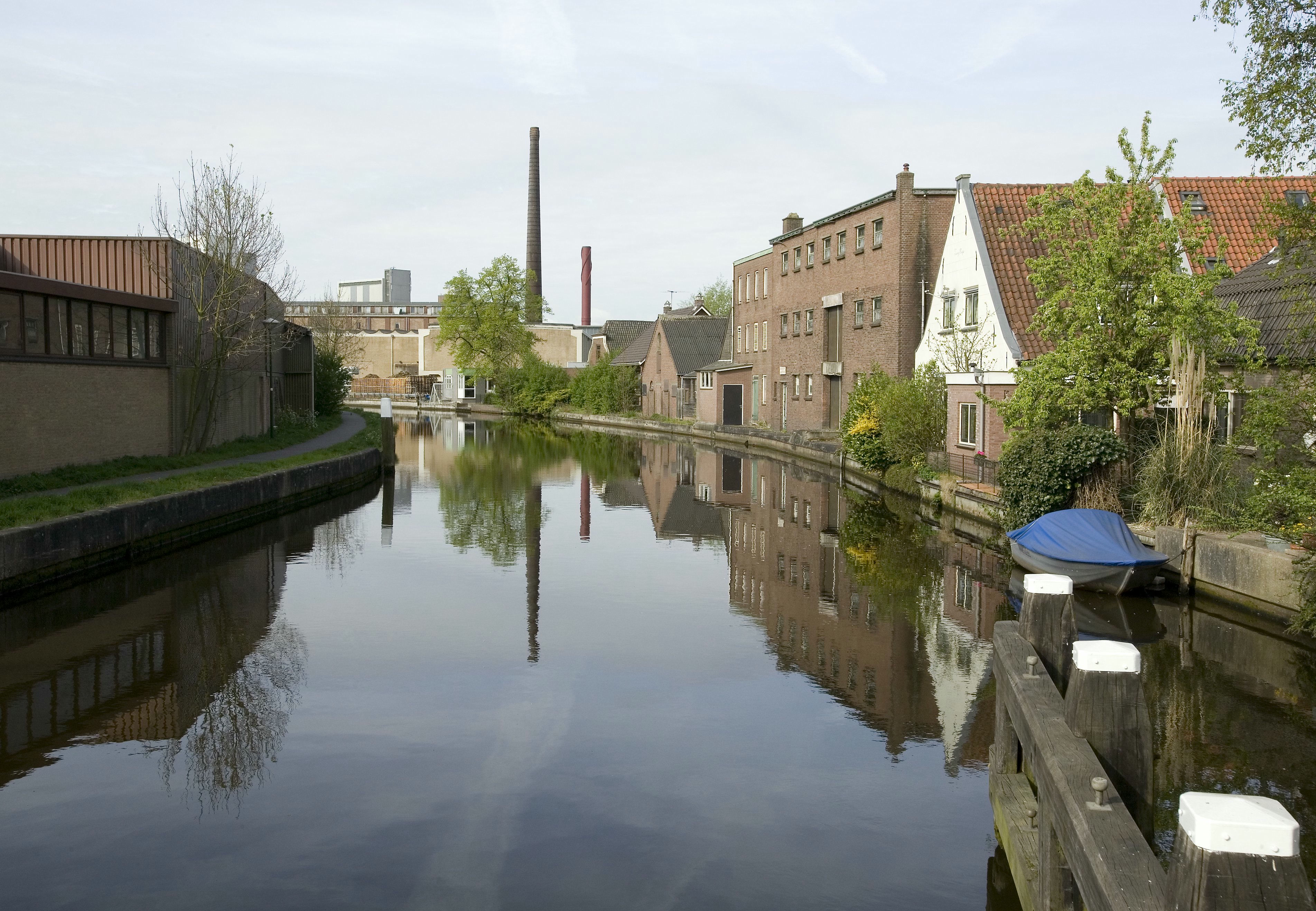
Zicht op het fabriekscomplex met schoorstenen van de voormalige pannenbakkerijen langs de Oude Rijn

Eeuwenlang was de steenbakkerij een proto-industrie in Woerden, een industrie die ver voor de industriële revolutie al bestond. Baksteen was in Woerden en ook daarbuiten een belangrijk bouwmateriaal en werd blijkens documenten uit ca. 1370 al in de 14e eeuw gemaakt. De benodigde klei werd gewonnen uit de komgronden langs de Oude Rijn. Onder andere werd klei gewonnen op de locatie van de huidige Prinsenlaan. De afmetingen van de bakstenen werden gestandaardiseerd op basis van een vorm die in het raadhuis hing. Afwijken van die vorm leidde tot strenge straffen, in het ergste geval tot het afhakken van vingers of handen. Voor het bakken zelf werden in eerste instantie stadsovens gebruikt, terwijl de stenen gevormd werden in de diverse polders rondom de stad. Later bouwden de steenbakkers hun eigen ovens en concentreerden zij zich in het westen van de stad in de buurtschap "Pannenbakkerijen" en in de "Steenkuilen", resp. ten noorden en ten zuiden van de Oude Rijn. In de Pannenbakkerijen staat nog een schoorsteen uit 1928 die aan de industrie herinnert.
Toen in de diverse polders geen klei meer te vinden was, moesten de inmiddels 25 steenbakkers, die ook dakpannen maakten, de klei van elders halen. Men moest steeds verder zoeken naar kleireserves in de bodem. De bakkers verenigden zich in een gilde, met name om overproductie tegen te gaan. Rond 1850 waren en nog 15 grote fabrieken. Eigenaren van die fabrieken namen ook plaats in het stadsbestuur. Zij bouwden fraaie villa’s voor zichzelf, maar de arbeiders woonden veelal in sloppen. De werkomstandigheden voor de arbeiders waren zeer slecht, werktijden 's zomers van meer dan 15 uur per dag, ook voor de vrouwen en kinderen. Buiten het seizoen was er geen werk voor deze arbeiders, en moesten zij leven van de bedeling. Het gehele gezin moest contractueel met de vader meewerken. Toen in 1874 de eerste wet tegen de kinderarbeid werd ingevoerd, verzetten de fabriekseigenaren zich met succes tegen de invoering daarvan in de Woerdens fabrieken en moesten kinderen gewoon doorwerken.

Aan het eind van de 19e eeuw kwamen stoommachines en elektromotoren op, waardoor de industrie mechaniseerde. Dit was ook nodig, omdat elders goedkopere bakstenen gemaakt werden. Baksteenfabrikanten die niet moderniseerden legden het loodje. Na de Tweede Wereldoorlog waren nog drie fabrieken over.

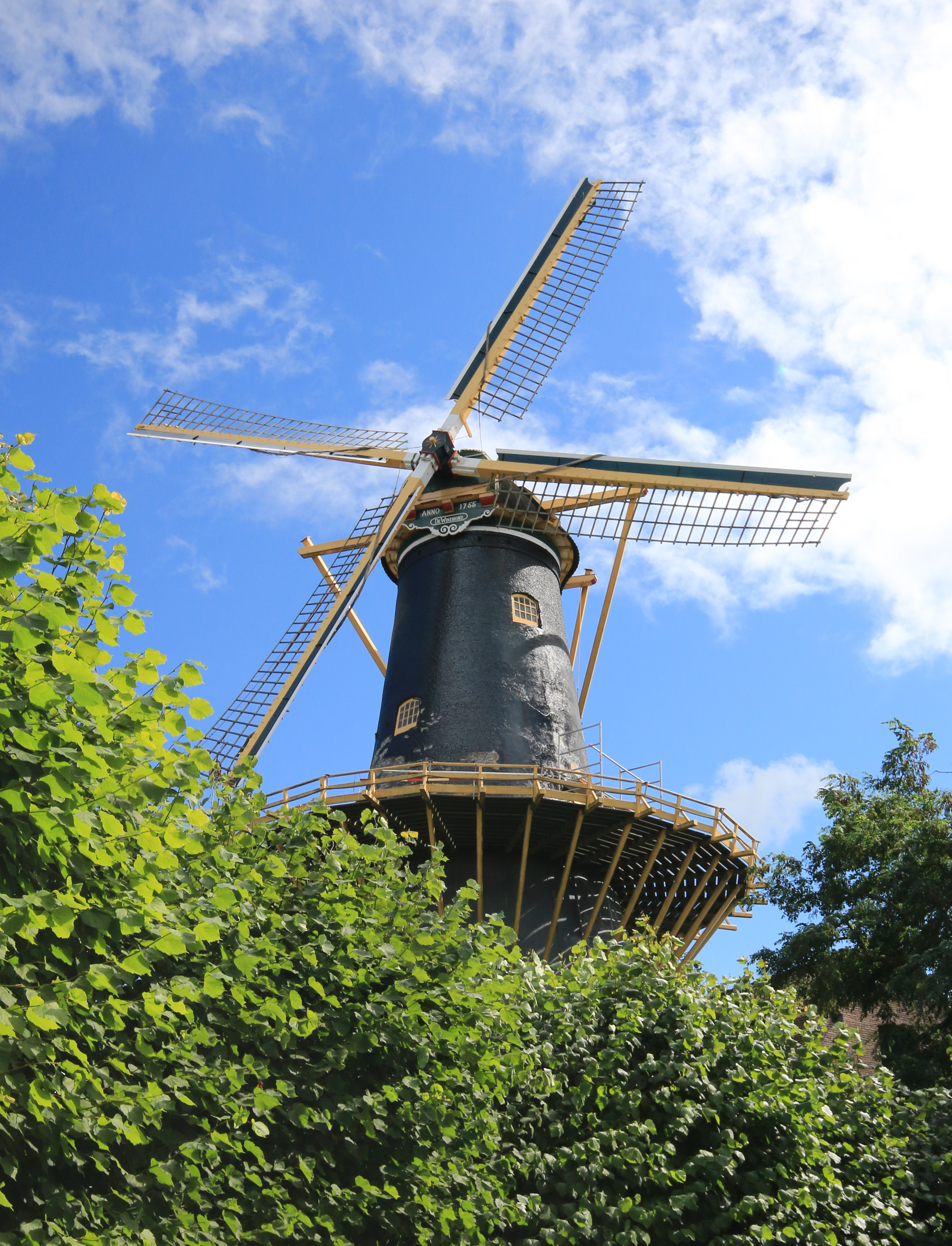
Molen De Windhond.

### Molens
Vanaf de 14e eeuw stonden aan de randen van de polders de poldermolens, die het water uit de sloten naar hogere watergangen verplaatsten.
Naast poldermolens die bedoeld waren voor de afwatering van de polders verschenen ook windmolens voor onder andere het malen van graan. De eerste vermelding van een molen in Woerden dateert uit 1498. Op een kaart uit 1545 staat er één molen. In 1588 stonden er op de stadswal ten minste twee standerdmolens. Een daarvan werd in 1707 afgebroken. In 1570 stond er een rosmolen op een andere plek in de stad. Molen de Windhond (Wilhelminaweg 1) is een stellingmolen uit 1755. Deze molen bestaat nog steeds en is altijd als korenmolen in gebruik geweest. De molen staat hoog boven de omliggende gebouwen, op een van de oude bolwerken in de verder afgebroken stadswal.

### Gasfabriek
Om gas te leveren voor de straatverlichting werd rond 1856 door de firma De Vries Robbé een gasfabriek gebouwd aan de Westdam, destijds net buiten de stad. Nadat de fabriek afgebrand was, nam de gemeente de productie van steenkoolgas over en bouwde een fabriek bij de huidige Oranjestraat. De gaslantaarns in de stad werden later omgebouwd naar elektrische lantaarns en verdwenen in 1925 uit het straatbeeld. De gasproductie bleef echter bestaan voor de particuliere woningen, totdat in 1958 overgegaan werd op aardgas. De fabriek werd vervolgens ontmanteld en afgebroken.

### Magazijnen voor het leger

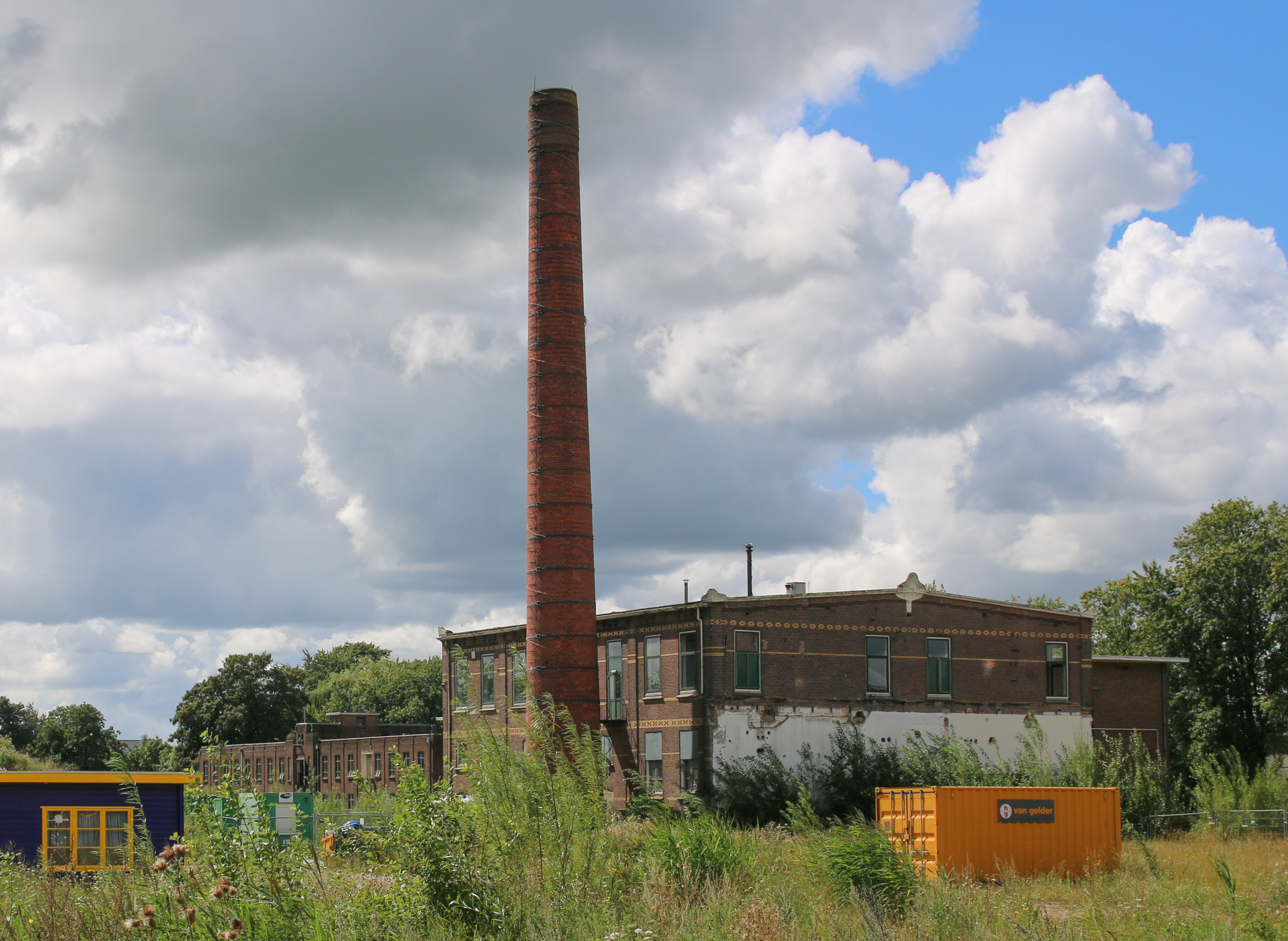
Restanten van de wasserij op het Defensie-eiland in 2016

Het Nederlandse leger had oorspronkelijk voor elk garnizoen een afdeling voor wassen en repareren van kleding. In 1871 werd besloten tot oprichting van drie centrale magazijnen, waarvan er één in Woerden werd gevestigd – in en rond het Kasteel dat voor de verdediging van de stad niet meer nodig was. Er kwamen een wasserij, pakkerij, smederij, timmerij, blikslagerij en tentenmakerij. Tijdens de Eerste Wereldoorlog, waren er 200 mensen in dienst. Het eiland waar het kasteel op stond, dat in de 21e eeuw defensie-eiland wordt genoemd, werd volgebouwd met allerlei industriële gebouwen. Toen de dienstplicht werd afgeschaft in 1993 kwamen er veel minder militairen in Nederland en waren de meeste activiteiten op het defensie-eiland niet meer nodig. De functie werd opgeheven en de laatste restanten werden in 1998 verplaatst naar Soesterberg. Daarna stond het eiland een tijd leeg. Vanaf 2012 worden er nieuwbouwwoningen op gebouwd.

### Kaashandel en daarmee samenhangende activiteiten

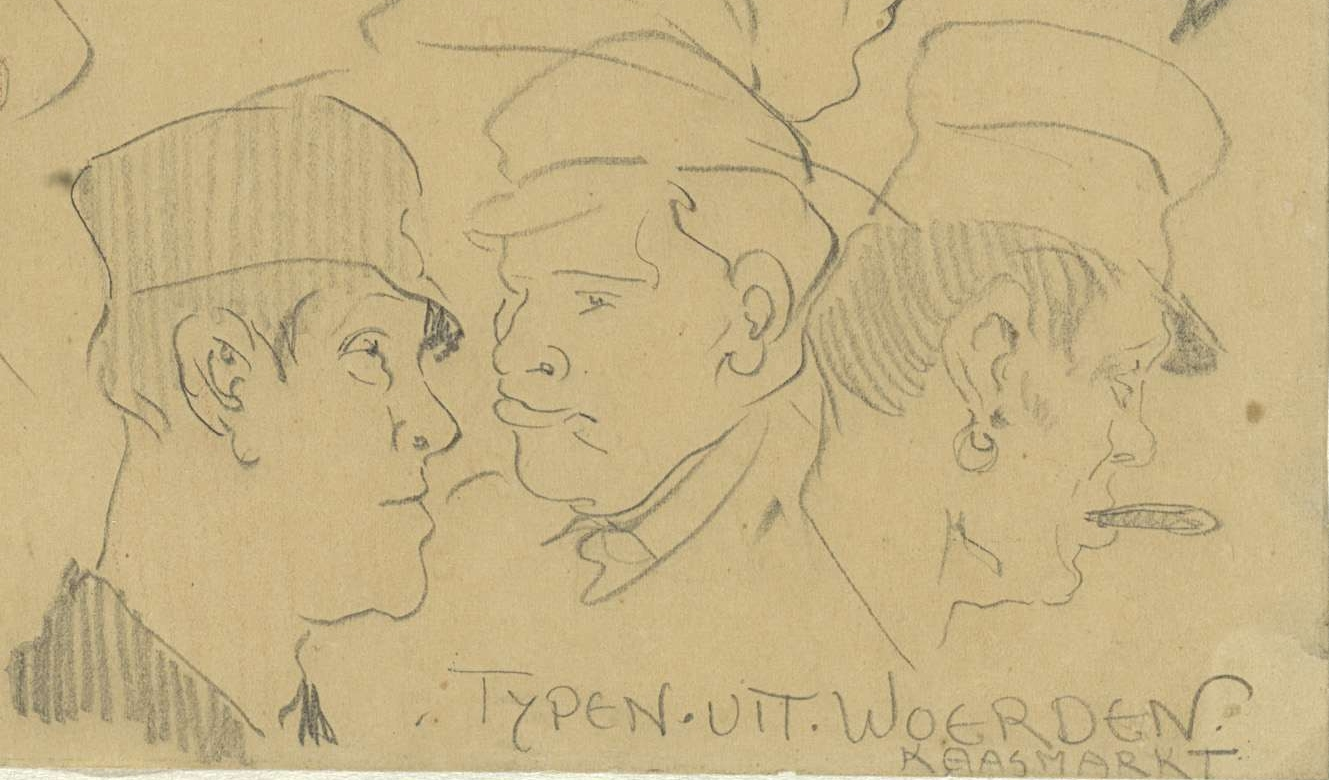
Schets van Leo Gestel met als titel "Typen uit Woerden, Kaasmarkt" (detail)

In de tweede helft van de 19e eeuw zijn de economische ontwikkelingen gunstig voor Woerden. Er komt in 1855 een spoorwegstation en vanaf 1885 is er een wekelijkse kaasmarkt op woensdag. Vanaf dat moment werd de kaasindustrie, al eeuwenlang het voornaamste middel van bestaan in het buitengebied, ook een belangrijke sector in de stad zelf. Er kwamen handelaars in veevoer, schippers en fabrikanten van melkgereedschap. Rond de eeuwwisseling gingen Woerdense boerinnen minder kaas zelf maken, wellicht omdat het zwaar werk was dat steeds grootschaliger werd, en werden er stoomzuivelfabrieken opgericht.
De kaasmarkt in Woerden was inmiddels zo succesvol geworden dat deze in 1925 de grootste kaasmarkt van Europa zou zijn.

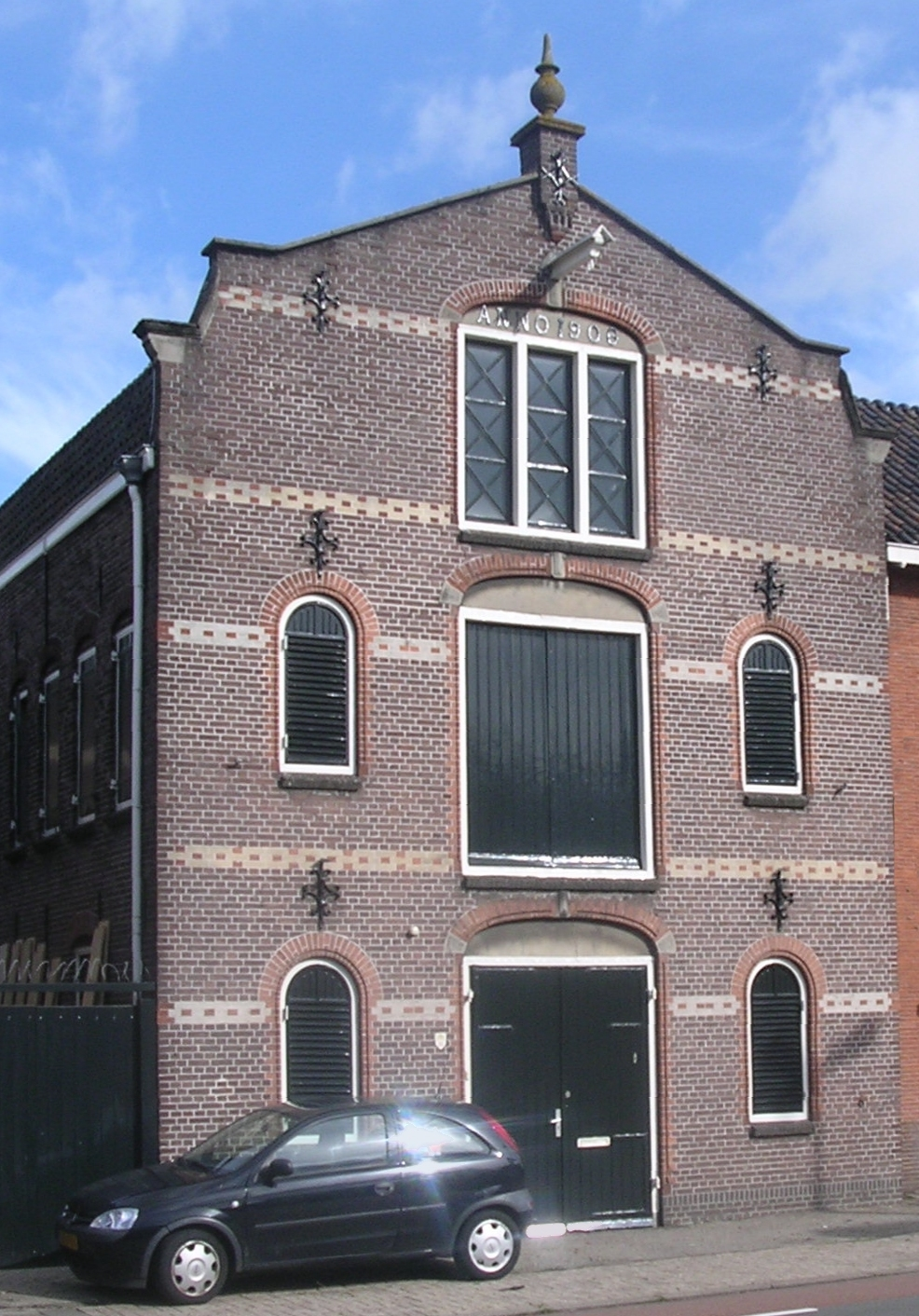
Een kaaspakhuis aan de Utrechtsetraatweg. Het gebouw is gebouwd in 1906 en inmiddels een rijksmonument.

De kaashandelaren gingen hun kaas steeds meer in pakhuizen opslaan in plaats van de kaas meteen door te verkopen. In eerste instantie gebruikten zij algemene pakhuizen. Later werden speciale kaaspakhuizen gebouwd, waar de beluchting van de opgeslagen kaas beter geregeld kon worden via luiken in de zijgevels. In- en rond het centrum van Woerden zijn tientallen kaaspakhuizen gebouwd. Voorbeelden zijn Prins Hendrikkade 1 (omstreeks 1880), Eendrachtstraat 1 (omstreeks 1900), de kaashandel van C. IJff aan de Utrechtsestraatweg 19 (1906) en Emmakade 8 (omstreeks 1920).
In de loop der tijd werd de kaas die gemaakt was in de kaasfabrieken niet meer naar de markt gebracht, in plaats daarvan deden de fabrieken rechtstreeks zaken met de kaashandelaren. Daardoor werd de Woerdense kaasmarkt steeds meer een stuk folklore. De woensdagmarkt in Woerden bestaat weliswaar in 2016 nog steeds, maar met slechts een enkele kaashandel, gericht op lokale consumenten.
Er waren niet veel kaasfabrieken in Woerden gevestigd. In 1934 werd de ERU kaassmeltfabriek in Woerden opgericht door Egbert Ruijs. De ERU zuivelfabriek werd later omgevormd tot Goudkuipje. Geen kaasfabriek, maar wel gerelateerd aan zuivel was de fabriek van Mona, die vooral zuiveldesserts produceerde. De vestiging van Mona in Woerden werd in 2004 gesloten.

### Verminderde centrumfunctie
Na 1945 verdween de centrumfunctie van Woerden. De oorzaak was de verhoogde mobiliteit zodat men per trein en auto andere plaatsen in de omgeving kon bezoeken. De grote stad Utrecht ligt immers dichtbij. Zoals bij zoveel Nederlandse steden het geval is ligt buiten het centrum van Woerden een aantal bedrijventerreinen met allerlei kantoren en kleinschalige industrie.

## Infrastructuur
De belangrijkste infrastructuur in Woerden was lange tijd de Rijn. De Rijn was eeuwenlang de belangrijkste transportweg, maar gaf op zijn tijd ook veel wateroverlast. Ook het laagliggende landschap rond Woerden maakte effectief waterbeheer door een waterschap noodzakelijk. Het waterschap voerde talrijke infrastructurele werken uit. Pas in de Franse tijd kwamen er betere wegen. In de 19e eeuw verscheen de eerste spoorweg.

### Waterwegen

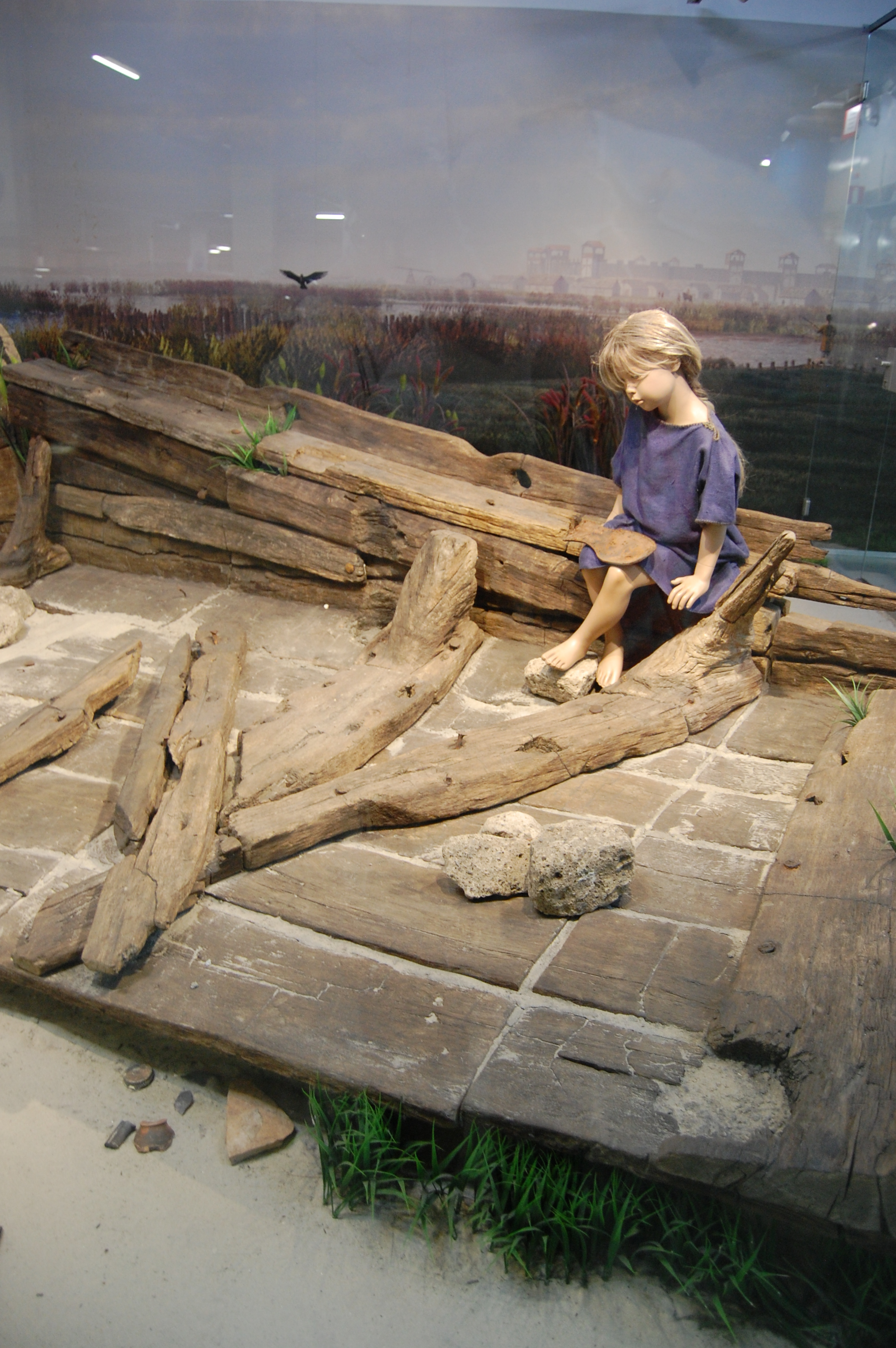
Het opgegraven achterschip van de Woerden 7, tentoongesteld in Parkeergarage Castellum

De Rijn werd in de Romeinse tijd al gebruikt als transportweg. In Woerden zijn in de oude rivierbedding van de Rijn zeven oude schepen opgegraven. Deze schepen zijn nog niet allemaal gedateerd. Dendrochronologisch onderzoek aan het schip "Woerden 1" heeft aangetoond dat het hout is gekapt in 169 na Chr. Dit schip is aan het begin van de 2e eeuw gezonken en bevatte een lading graan. Het hout van de "Woerden 7" is iets ouder en dateert uit 162 na Chr.

De waterwegen werden ook in de middeleeuwen voor de scheepvaart gebruikt. Een belangrijke verbinding in de 12e eeuw was de Kamerikse Wetering aan de oostzijde van Woerden in de richting van Amsterdam. Om de drukke verbinding richting Amsterdam te verbeteren werd de Oude Grecht, aan de westzijde van Woerden, ook voor scheepvaart ingericht. 

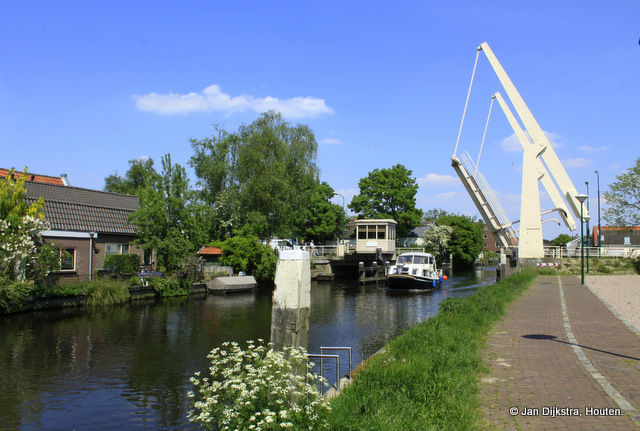
Het Jaagpad in Woerden.

Aan het begin van de 17e eeuw werden er waterverbindingen aangelegd met Montfoort en Oudewater, onder andere door kanalisatie van het riviertje de Linschoten. Oorspronkelijk voeren de boten met zeilen, maar dat was weinig efficiënt. In overleg tussen Utrecht, Woerden en Leiden werd besloten een doorlopend jaagpad aan te leggen langs de Oude Rijn tussen de Zijlsingel in Leiden en Oog-in-Al in Utrecht. De drie steden zouden delen in de kosten van de aanleg en de opbrengst via tolheffing. Gouda probeerde de aanleg uit jaloezie tegen te houden. Maar ondanks dit kwam het jaagpad er en kon het in 1666 in gebruik genomen worden. Vanaf dat moment bestond een dienstregeling met trekschuiten over de Rijn, soms getrokken door een (duur) paard, maar vaak ook door een mens, de schuitenjager. In 1680 werd de Rijn uitgediept. Bij de stopplaatsen van de trekschuiten werden al gauw herbergen en andere pleisterplaatsen gebouwd. Met de komst van keizerlijke straatwegen aan het begin van de 19e eeuw en de trein in de tweede helft van de 19e eeuw, verloor de trekschuit zijn betekenis. Het jaagpad werd verliesgevend. Het jaagpad in Woerden werd in 1884 overgedragen aan de Provincie Zuid-Holland. Op dat moment eindigde de functie van de Oude Rijn als trekvaart. 

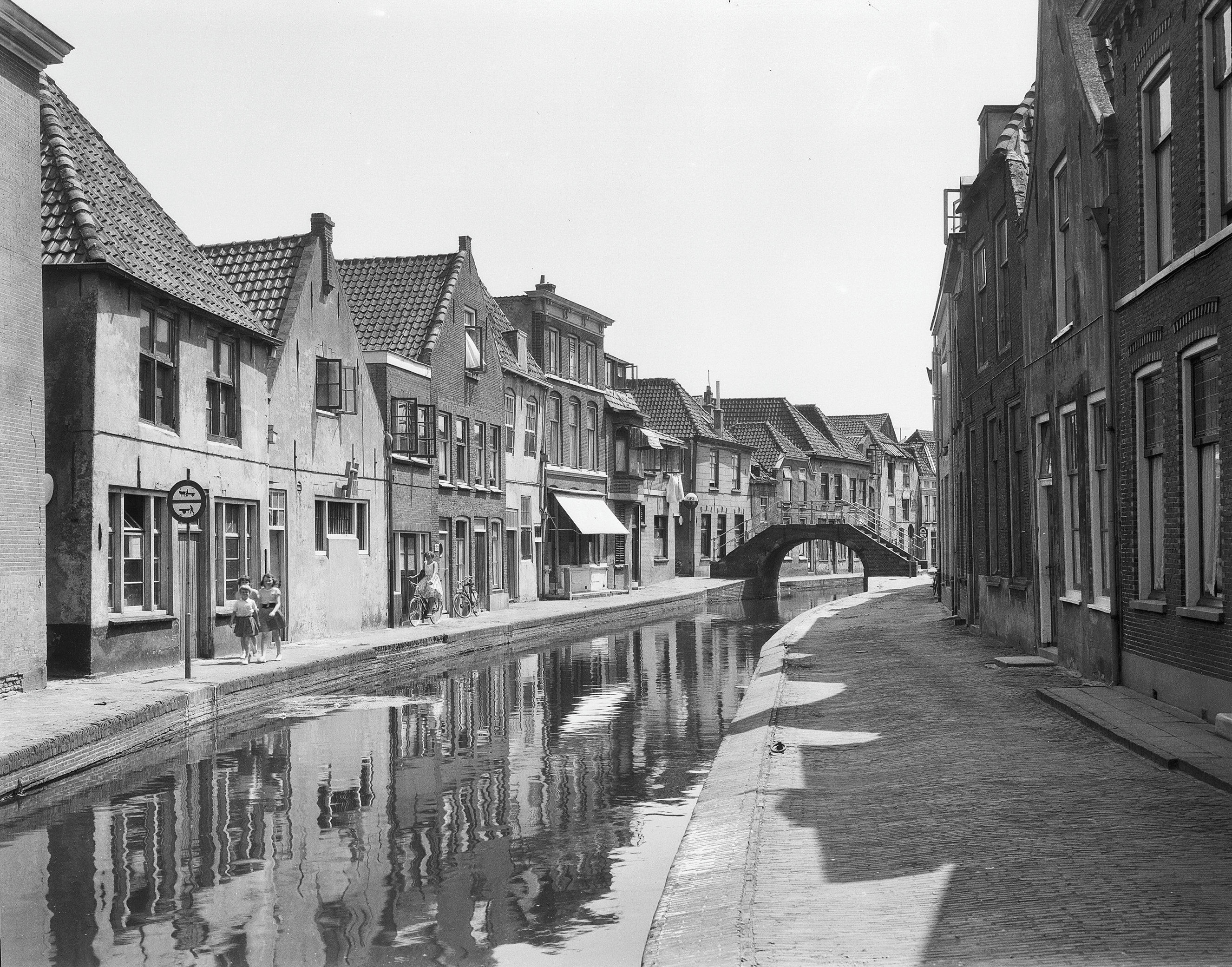
Historische foto waarin de Oude Rijn door de Rijnstraat loopt. De afgebeelde brug met trap is een kwakel.

Onder andere vanwege het vieze water en de stank werd al vanaf 1864 voor gepleit om de Oude Rijn voor zover deze door de smalle Rijnstraat stroomde, te dempen. Naast gezondheid speelde de economie een rol: De Rijnstraat zou omgevormd kunnen worden winkelstraat. Bovendien verzakten de kades, waardoor de situatie onveilig werd. Daarnaast zag men in de straat een goede wegverbinding richting Utrecht. Er waren ook tegenstanders, met name vanwege de pittoreske aanblik van de smalle straat en de hoge bruggetjes. Na veel strubbelingen werd de Oude Rijn ten slotte in 1961 gedempt. Sindsdien stroomt het water door de grachten om het centrum, die ter verdediging zijn aangelegd. De bevolking en bestuurders zijn het er echter nog steeds niet over eens of het een goede beslissing is geweest de rivier te dempen. Herhaaldelijk gaan stemmen op om de Rijn weer te "ontdempen".

### Waterbeheer
De waterafvoer uit het gebied in Woerden is verschillende malen een probleem geweest en er zijn wijzigingen in de afwatering opgetreden.
De hoofdstroom van de Rijn liep in de Romeinse tijd langs Woerden. De Lek, eerst slechts een aftakking van de Rijn, werd in de loop der eeuwen steeds belangrijker, waardoor de Kromme Rijn bij Utrecht steeds verder dichtslibde. De hoofdstroom van de Rijn verplaatste zich geheel naar de Lek toen in 1122 bij Wijk bij Duurstede een dam werd aangelegd, die het water grotendeels tegenhield. Rond 1160 verzandde door het lagere wateraanbod de monding van de oorspronkelijke Rijn, bij Katwijk. Daardoor ontstond in Holland, met name in de omgeving van Leiden, grote wateroverlast. Om deze overlast te beperken legde de graaf Floris III van Holland, op de grens met Utrecht, bij het huidige Zwammerdam de Suadenburgerdam aan. Door deze dam ontstond er in de omgeving van Woerden en ook in Utrecht veel overlast, omdat de afwatering van het gebied via de Oude Rijn niet meer mogelijk was. Dit leidde tot een conflict tussen Holland en Utrecht dat hoog opliep. De graven van Gelre en Kleef, die ook overlast ondervonden van de dam bij Wijk bij Duurstede, steunden Floris III tegen de bisschop van Utrecht. De keizer van het Heilige Roomse Rijk, Frederik Barbarossa (1122–1190) werd ingeschakeld om het conflict te beslechten, De keizer gaf op voorspraak van bisschop Godfried van Rhenen van Utrecht opdracht de dam weer af te breken, hoewel de Utrechtse bisschop door de aanleg van de dam bij Wijk bij Duurstede deels schuldig was aan de verzanding bij Katwijk. Het staat niet vast dat Floris III de dam ook daadwerkelijk heeft afgebroken.
In de eeuwen daarna overstroomde de Oude Rijn nog regelmatig. In 1224 sloot de opvolger van Floris, Willem I van Holland, een overeenkomst met bisschop Dirk van Utrecht, om voor de doorstroming een kleine opening in de dam te maken. Onderdeel van de overeenkomst was dat het water van het land rondom Woerden naar het Haarlemmermeer werd geleid. Via spuisluizen bij Spaarndam kwam het water uiteindelijk terecht in het IJ bij Amsterdam. Via de overeenkomst kreeg Woerden de verplichting een van de spuisluizen in Spaarndam te onderhouden, de Woerdersluis.
Overstromingen bleven voorkomen, getuige de bouw van dijken langs de Oude Rijn. De Hoge Rijndijk op de zuidelijke oever werd voor of in de 13e eeuw aangelegd, vermoedelijk op de oude Romeinse grens.

#### Oprichting waterschap

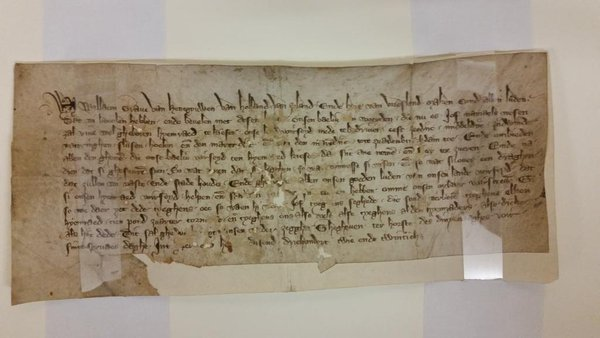
De oprichtingsakte van het Groot-Waterschap.

De problemen met het waterbeheer leidden, net zoals elders in Nederland, tot de oprichting van een waterschap. Het Groot-Waterschap van Woerden werd opgericht in 1322. Het Waterschap zorgde voortaan voor het waterbeheer en de waterafvoer uit de circa 40 polders rond Woerden. Eeuwenlang, tot in de 17e eeuw, vonden de vergaderingen van de dijkgraaf en hoogheemraden plaats in het Kasteel van Woerden. De dijkgraaf had de nevenfunctie baljuw van het Land van Woerden en beheerder ("kastelein") van het Kasteel. Grotere vergaderingen met het bestuur van het waterschap werden gehouden in de Stadsherberg in de Voorstraat. In 1705 werd een pand aan de Havenstraat gekocht voor de administratie. Op termijn werd dit pand ook te klein en in 1906 startte het Groot-Waterschap met de bouw van een nieuw gemeenlandshuis aan de Havenstraat 30. De gevel van dit pand, dat later monument werd, bevat tegeltableaus. In 1995 ging het Groot-Waterschap op in het Hoogreemraadschap De Stichtse Rijnlanden.

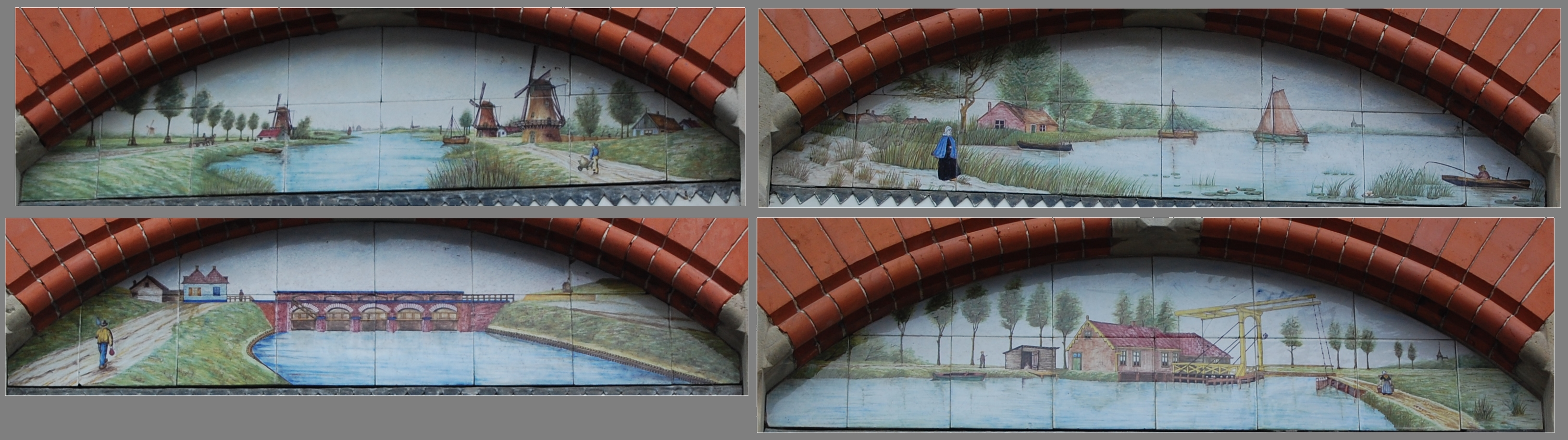
Tegeltableaus met scenes van de polders, op het gebouw Havenstraat 30

#### Activiteiten waterschap
De Rijndijk werd in 1330 verhoogd. Het waterschap wilde daarbij niet dat omliggende polders zouden profiteren van de waterafvoer die zij aanlegden. Daarom brachten zij in 1367 een sluis aan bij Bodegraven, en in 1399 een dam bij Harmelen. Later werd deze dam door een sluis vervangen.
Rond dezelfde tijd werd de Oude Rijn, vooral met het oog op betere afwatering, verbonden met andere rivieren, zoals de Hollandse IJssel en de Amstel. Er werden zelfs speciale kanalen daartoe gegraven, namelijk de Dubbele en Enkele Wiericke richting het zuiden, en de Grecht (1366) en de Bijleveld (1413) richting het noorden. De Bijleveld was kaarsrecht en werd ook veel gebruikt door de scheepvaart. Afwatering op de Hollandse IJssel was toen eenvoudig, omdat de bovenloop van deze rivier in 1285 was afgedamd. De rivier vertoonde zelfs hoog en laag water door de getijden vanuit de Noordzee. De Grecht liep oorspronkelijk dwars door de polder Mijzijde. Door het intensieve scheepvaartverkeer over de Grecht ontstond door de golven schade aan de kades en waren boeren veel kwijt aan het onderhoud daarvan. De boeren kregen toestemming om de Grecht te verleggen. Hierbij ontstond de Nieuwe Grecht. Voor de aanleg daarvan maakten de boeren gebruik van het veenriviertje de Oude Meije, waardoor de Nieuwe Grecht nogal bochtig is geworden.

#### Windmolens en gemalen

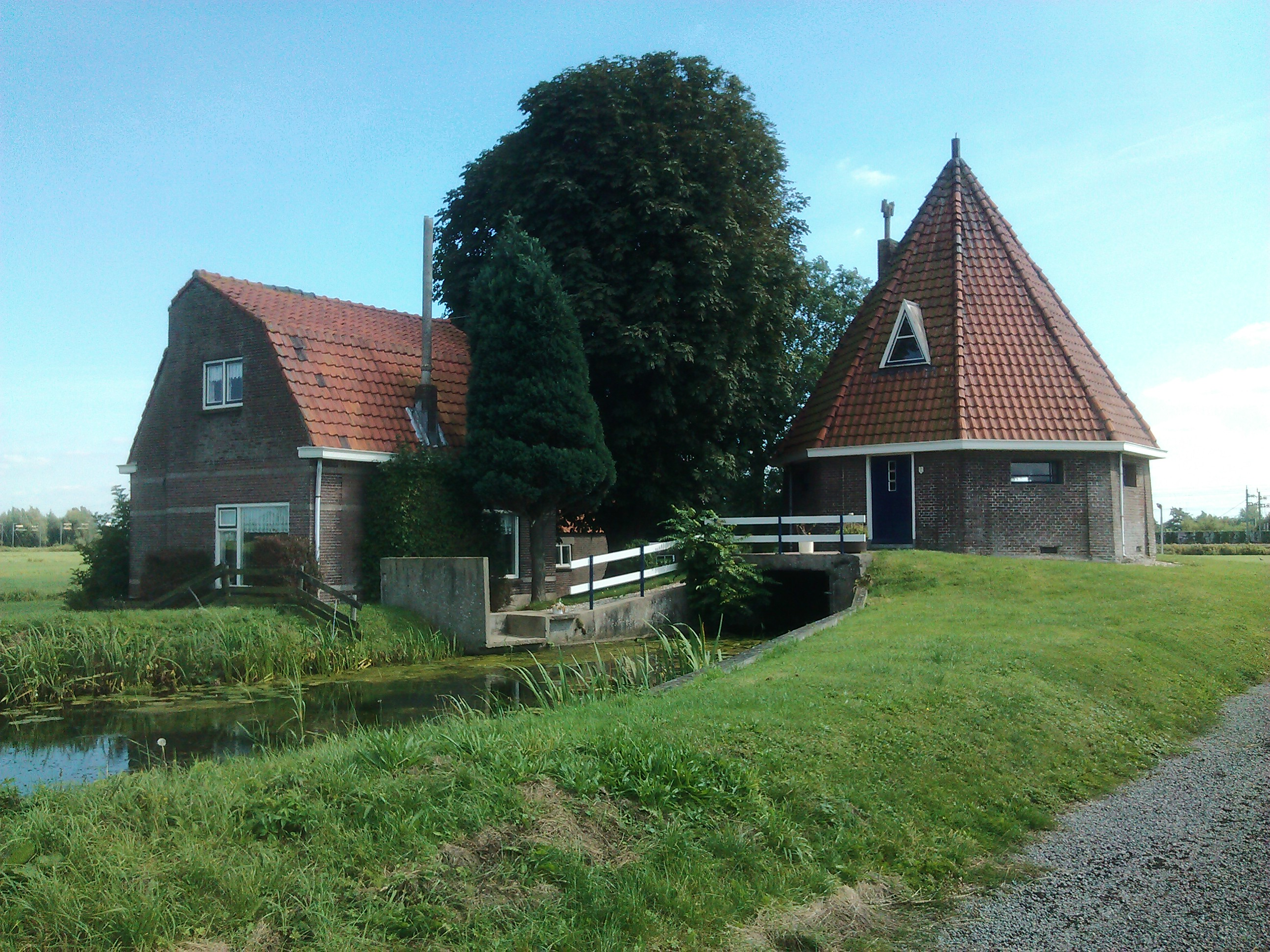
Breeveldse achtkantige poldermolen, waarvan alleen de romp resteert

Door de steeds verdere inklinking van het land was de oorspronkelijke natuurlijke afwatering via sloten die bij de ontginningen was gebruikt niet meer mogelijk. Het land was lager komen te liggen dan het water in de Rijn. Om het water af te voeren werden poldermolens gebouwd. In de 15e eeuw verschenen, in navolging van de molens in Holland, poldermolens bij Woerden, waarschijnlijk eerst wipwatermolens en later achtkanters. De eerste geschriften over een poldermolen bij Zegveld dateren uit 1491. In 1871 werden de eerste stoomgemalen gebouwd, waaronder het gemaal Kamerik Teijlingens dat in de 20e eeuw een rijksmonument werd. Het grote voordeel van de stoomgemalen was dat deze ook bij weinig wind de polders konden leegpompen. In de jaren daarna verschenen nog een stuk of vier stoomgemalen in de polders rond Woerden, bij Snelrewaard (1875), Papekop (1880), Barwoutswaarder (1881) en Willeskop bij Oudewater (1882). De windmolens die vaak uit de 17e eeuw dateerden, werden afgebroken. Bij de ontmanteling van de oude poldermolens was er bij de ingelanden (de landeigenaren in de polders) weinig compassie met de machinisten van de watermolens. Deze bleven zonder werk achter.
Van de Breeveldse molen − een in 1864 gebouwde molen tussen Woerden en Harmelen − resteert alleen nog de romp. De polder Breeveld heeft overigens een problematische geschiedenis gehad qua molen. Een vroege molen is door de Fransen in of na het rampjaar 1672 afgebrand. De volgende, in 1691, gebouwde molen brandde op zijn beurt af in 1863, waarna de huidige molen gebouwd werd. Die bleek te zwak, dus er kwam in 1901 een klein motorgemaal naast te staan. In 1930 kwam er een nieuw gemaal dat op termijn ook niet voldeed en dat rond 1960 werd vervangen. Sinds 1997 is er helemaal geen gemaal meer in het gebouw.
In het begin van de 20e eeuw werden de stoomgemalen vervangen door dieselgemalen; deze werden op hun beurt weer vervangen door elektrische gemalen. Sinds de jaren 1980 resteren er in het gebied rond Kamerik nog slechts twee grote gemalen, een gemaal langs de Van Teylingenweg en een gemaal aan de Grecht.

### Wegen

#### Binnenstad

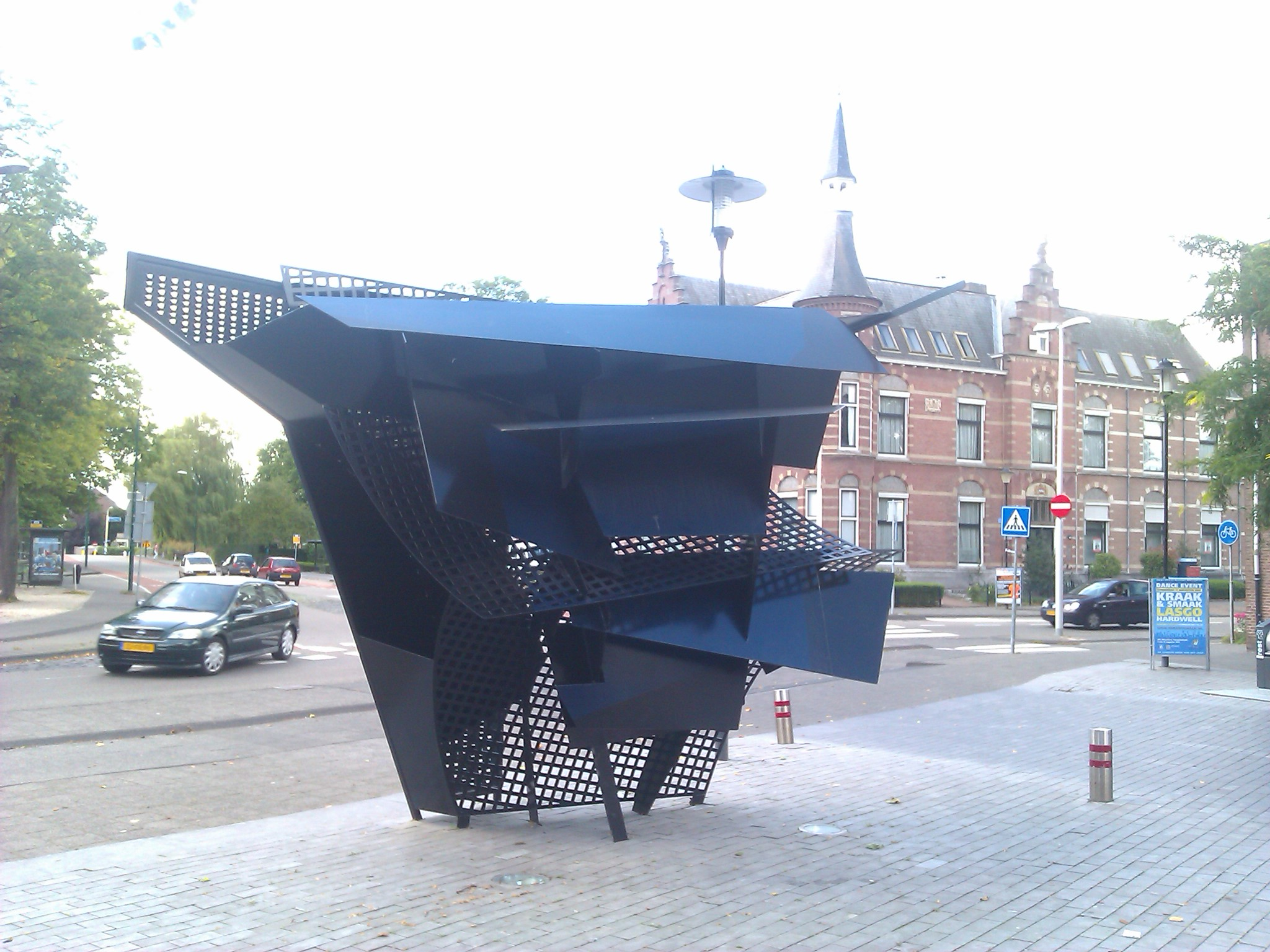
Het beeld van de Westdam van André Kruysen, dat herinnert aan de Leidse Poort. Daarachter de rondweg om de binnenstad op het tracé van de binnengracht. Op de achtergrond het gebouw dat ooit stadhuis was.

De binnenstad van Woerden was vanwege de functie van vestingstad over de weg beperkt toegankelijk. Vanaf 1372 waren er vier stadspoorten. In de vijftiende eeuw waren er nog drie stadspoorten, de Utrechtsepoort aan de oostkant, de Rietvelderpoort (later Leidsepoort) aan de westkant en de Linschoterpoort aan de zuidkant. Toen begin 18e eeuw de buitensingel werd aangelegd, verviel de functie van de Linschoterpoort en werd deze rond 1702 afgebroken. De binnenstad was vanaf dat moment nog door slechts twee wegen te bereiken. De binnenstad van Woerden is door deze historie nog steeds beperkt toegankelijk over de weg; via de Oostdam, via de Westdam, en via een nieuwere brug over de Singel in de Chrisantstraat. Bij de Westdam staat een beeld dat aan de Leidsepoort herinnert. Over het oude tracé van de stadswal en de binnengracht kan het autoverkeer een rondje rijden om het oudste deel van de stad. Het gehele tracé is smal en ingericht voor eenrichtingsverkeer, deels zelfs ook voor fietsers.

#### Omgeving
Rond Woerden ontstonden langzamerhand meer wegen. Voor vervoer over grote afstanden was het water lange tijd echter de beste manier.

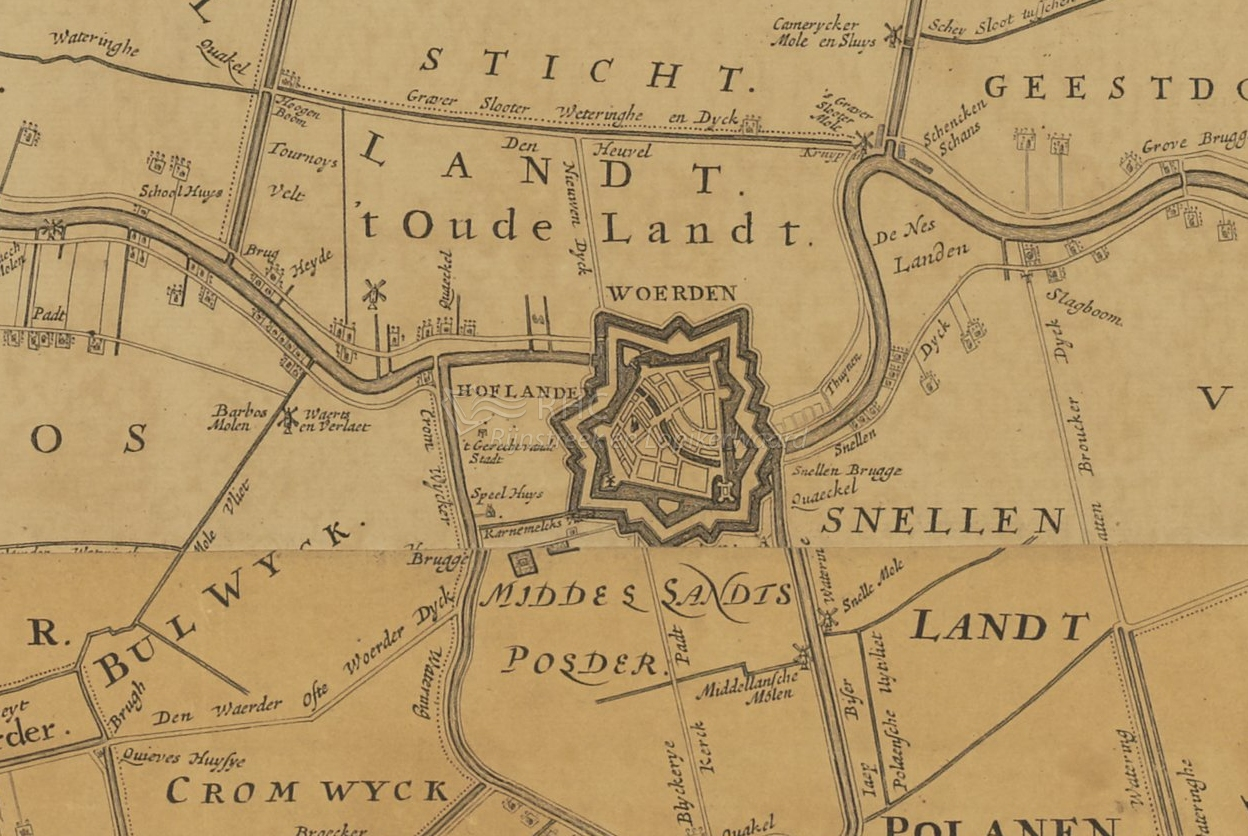
Kaart van het Groot Waterschap uit 1739, waar ook de wegen op zijn aangegeven. Aan de westzijde zijn voetpaden ingetekend.

In de Romeinse tijd liep er een 4-5 meter brede weg in zuidoostelijke richting uit het Castellum. Ook was er in oost-westelijke richting een hoofdweg aanwezig, de via principalis door het Castellum. In de 17e eeuw waren er naast de Rijn meerdere doorgaande landwegen, zoals bijvoorbeeld blijkt uit een kaart uit 1607. Doorgaande wegen liepen aan beide zijden van de Oude Rijn, maar ook langs de Kamerikse Wetering richting het noorden. In zuidelijke richting waren er wegen naar Driebruggen en Linschoten. Ook waren er lokale voetpaden. Het Oortjespad ten noorden van Woerden werd door katholieken gebruikt als voetpad richting de schuilkerk in Teckop. Voor dit pad moest een oortje tol worden betaald.
Als een voetpad een waterweg kruiste stond er meestal een hoge brug aangebracht, een kwakel. Deze bruggetjes waren zo hoog dat deze niet opgehaald hoefde te worden. Daarmee werd de scheepvaart niet gehinderd. Een kwakel had echter het nadeel dat de brug niet toegankelijk was voor paard en wagen.
In heel Nederland werden in het begin van de 19e eeuw, in opdracht van Lodewijk Napoleon, "keizerlijke straatwegen" aangelegd. Deze waren nodig voor de troepenverplaatsingen. De latere koning Willem I ging vanaf 1815 door met de aanleg van verkeerswegen. In Woerden was de Voorstraat onderdeel van de keizerlijke straatweg die liep tussen Leiden en Harmelen. In de Voorstraat werd tol geheven. Over deze wegen reden diligences en postkoetsen voor het vervoer van personen en post.
De aanleg van wegen was in het Groene Hart lastig. Er traden veel verzakkingen op, vooral in de veengebieden, waardoor delen van het gebied geïsoleerd dreigden te raken. Dit feit heeft er ook toe bijgedragen dat het Groene Hart weinig verstedelijkt is, veel minder dan andere, minder zompige gebieden in Nederland.
In heel Nederland ontstonden lokale commissies, die zelf een weg lieten aanleggen en vervolgens tol gingen heffen om uit de kosten te komen. Soms ook werden aandelen uitgegeven om de weg te financieren. Een voorbeeld van zo een weg is de weg van Woerden naar het dorp Kamerik, over een afstand van 6 kilometer. Voor deze weg maakte jhr. Van Teylingen uit Rotterdam in 1838 de plannen. De gemeente Wilnis wilde niet meedoen, daarom werd de weg in dat stadium nog niet naar Wilnis doorgetrokken. Van Teylingen ging overleggen met polderbesturen, de gemeente en de provincies Utrecht en Zuid-Holland en kreeg uiteindelijk 6000 gulden los. Een opgerichte commissie gaf voor 1200 gulden aandelen uit, waarna de weg kon worden aangelegd. Er werd extra zand aangebracht op en naast de bestaande Kameriksedijk. De resulterende weg werd in 1842 opgeleverd. De commissie bleef tol heffen tot 1918. Daarna nam de toenmalige gemeente Kamerik de weg over. De gemeente stopte pas met het heffen van tol in 1932. De weg werd in 1955 als eerbetoon hernoemd naar de plannenmaker uit Rotterdam en heet sindsdien Van Teylingenweg.
Rijksweg 12 tussen Den Haag en Oudenrijn tussen 1933 en 1940 aangelegd. Het is de oudste autosnelweg van Nederland en de eerste autosnelweg ter wereld die uitgerust was met vluchtstroken. De weg is meerdere malen verbreed. In 2018 werd een tweede aansluiting op de A12 gerealiseerd aan de westkant van Woerden via een zuidelijke randweg.

### Spoorwegen

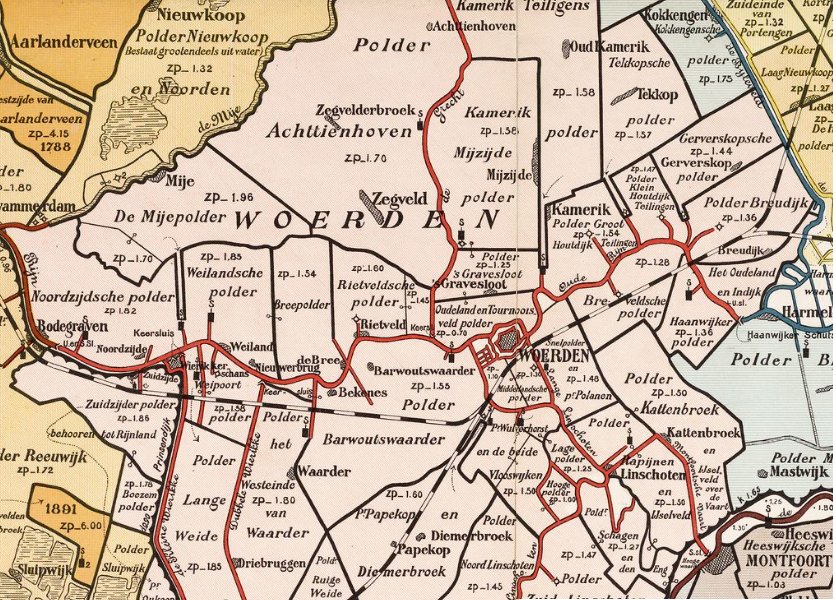
Kaart uit 1901 met spoorlijnen en Oude Rijn. Er is nog geen spoor te zien van de huidige Rijksweg A12.

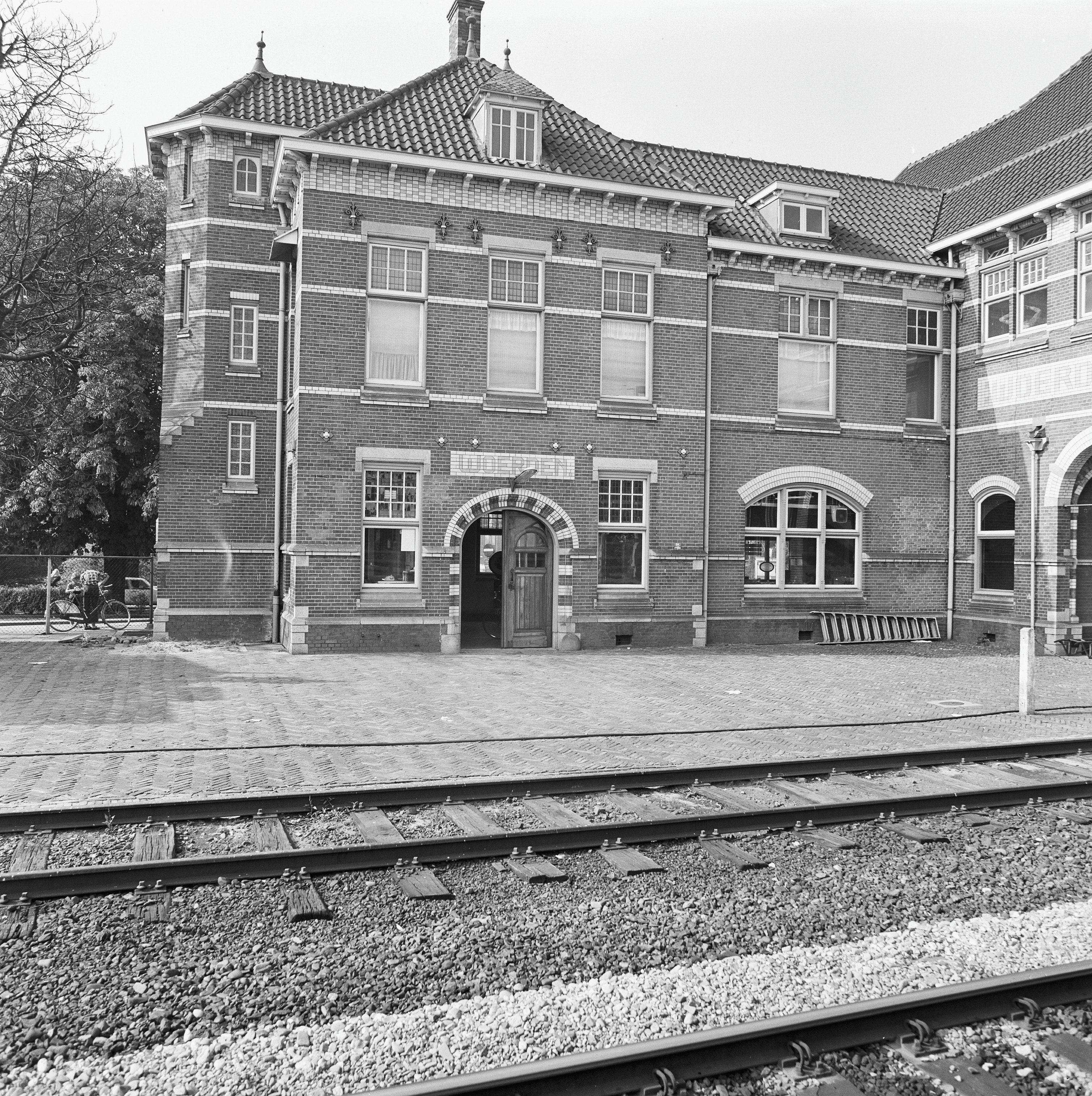
Rechter gedeelte achtergevel Station Woerden

De eerste spoorlijn in Nederland dateert van 1839. Oorspronkelijk was het de bedoeling om de spoorlijn tussen Rotterdam en Utrecht en Arnhem via Oudewater te laten lopen. Het Woerdense stadsbestuur kon echter in 1846 de minister van Binnenlandse zaken en het bestuur van de Nederlandsche Rhijnspoorweg-Maatschappij overtuigen om voor Woerden te kiezen. In 1855 was de spoorlijn bij Woerden een feit. Er kwam een eenvoudig houten station. In 1869 werd de spoorlijn naar Harmelen en Breukelen geopend, en in 1878 de lijn Leiden-Utrecht. Pas in 1913 kwam er een stenen stationsgebouw in Woerden, ontworpen door ir. W. de Jong. Oorspronkelijk was er een stationsrestauratie op de eerste verdieping.
Ook Harmelen kreeg een station aan de spoorlijn naar Breukelen. Maar dat station werd in 1936 weer gesloten.
In 1960 vond een treinongeval bij Woerden plaats, waarbij twee doden vielen. In 1962 vond een veel ernstiger treinramp bij Harmelen plaats, met 93 doden. Deze ramp leidde tot de invoering van ATB in Nederland, en was ook een reden om fly-overs te bouwen in plaats van gelijkvloerse kruisingen.

### Overige voorzieningen

#### Ziekenhuis
In 1923 komt er voor het eerst een ziekenhuis in Woerden, de Sint Franciscusstichting in Villa Metzstein aan de Utrechtsestraatweg. Drie jaar later volgt een Algemeen Ziekenhuis aan de toenmalige Zandwijksingel (de latere H.G. van Kempensingel). Dit ziekenhuis groeit uit en biedt in 1969 plaats aan 2250 patiënten per jaar met 135 bedden, terwijl het Sint Franciscus in de nieuwbouw achter de villa "Ope Dei" plaats had voor 2500 patiënten met 150 bedden. Beide ziekenhuizen fuseren in 1970 naar het Hofpoort Ziekenhuis. In 1980 wordt een nieuw gebouw geopend aan de Polanerbaan.

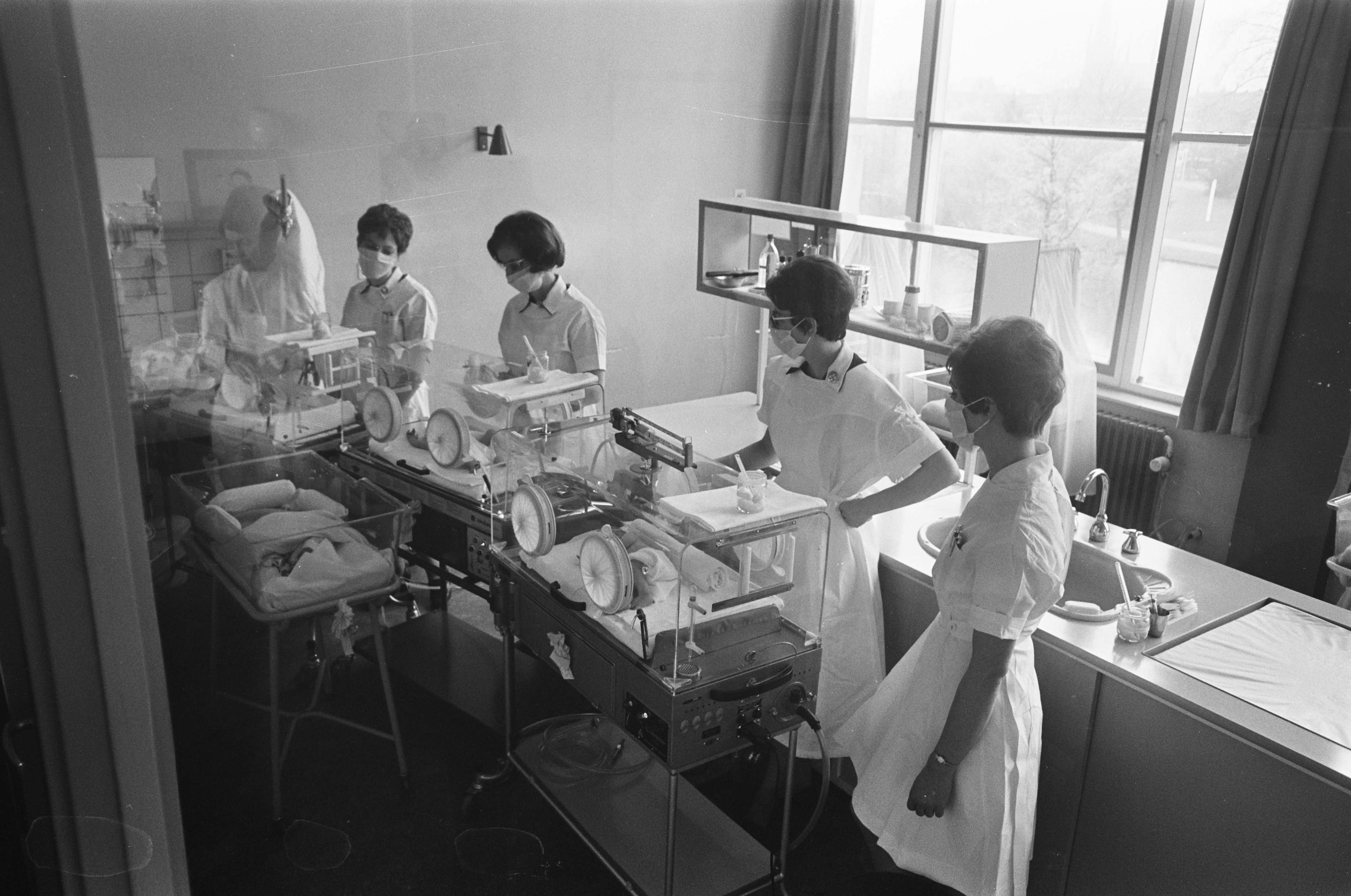
Een pas geboren vierling in couveuses in het Algemeen Ziekenhuis Woerden, 1969

Het oude gebouw van Ope Dei werd verzorgingstehuis Weddesteyn; het oude Algemeen Ziekenhuis werd stadskantoor. Beide panden werden in de jaren 1990 afgebroken.
Het Hofpoort Ziekenhuis moet vanwege de kleine omvang samenwerken met anderen. Zo wordt het na een fusie met Zorggroep Utrecht West hernoemd naar het Zuwe Hofpoort Ziekenhuis. Er volgt in 2005 een samenwerking met de Sint Maartenskliniek Nijmegen voor aandoeningen aan het bewegingsapparaat. In 2015 wordt het Hofpoort Ziekenhuis definitief te klein geacht voor een zelfstandig bestaan. Het gebouw wordt daarna gebruikt als polikliniek door het Sint Antonius Ziekenhuis, dat in 2022 ook vestigingen heeft in Utrecht, Nieuwegein en Houten.

#### Brandweer
Bestrijding van brand gebeurde oorspronkelijk met de hand. Een rij mensen gaf emmers water door vanaf een sloot naar de plaats van de brand. In 1671 werd de brandspuit uitgevonden door de Amsterdamse kunstschilder Jan van der Heyden. Rond 1900 waren er in Woerden vier brandspuiten op wielen met bijbehorende waterpomp. De dorpen rond Woerden hadden een of twee brandspuiten per dorp. De spuiten konden worden voortgetrokken door een paard of door menskracht. Alle mannelijke bewoners hadden brandweerplicht en jaarlijks vond een oefening plaats. Dit alles bleek niet voldoende om rampen te voorkomen. Tegenover het Arsenaal staat nog steeds een brandspuithuisje uit 1857.
In Harmelen ontstond in 1910 een grote brand, die slechts met grote moeite en hulp van buiten, zelfs vanuit Utrecht, geblust kon worden; zeven woningen en de kerktoren gingen verloren. Rond 1920 werd de brandweerplicht vervangen door een vrijwillige brandweer. In de volgende jaren kwamen brandweerauto's, beter materiaal en een brandweerkazerne.

#### Elektriciteit
De aanleg van openbare elektriciteitsvoorzieningen begon in Nederland in 1884, eerst met een accumulatorenbatterij, twee jaar later met een centrale bij Kinderdijk. De aanleg van het elektriciteitsnet in Woerden startte in 1919. De stroom kwam via bovengrondse hoogspanningsleidingen uit Gouda. Transformatorhuisjes verschenen in de stad. Een aantal huisjes uit die beginperiode bestaan nog, namelijk aan de Oudelandseweg, bij de Ridderstraat en de Kruittorenweg. De laatste elektriciteitsaansluitingen in de omgeving van Woerden kwamen pas na de Tweede Wereldoorlog tot stand, zoals in het gehucht Snelrewaard.

#### Posterijen

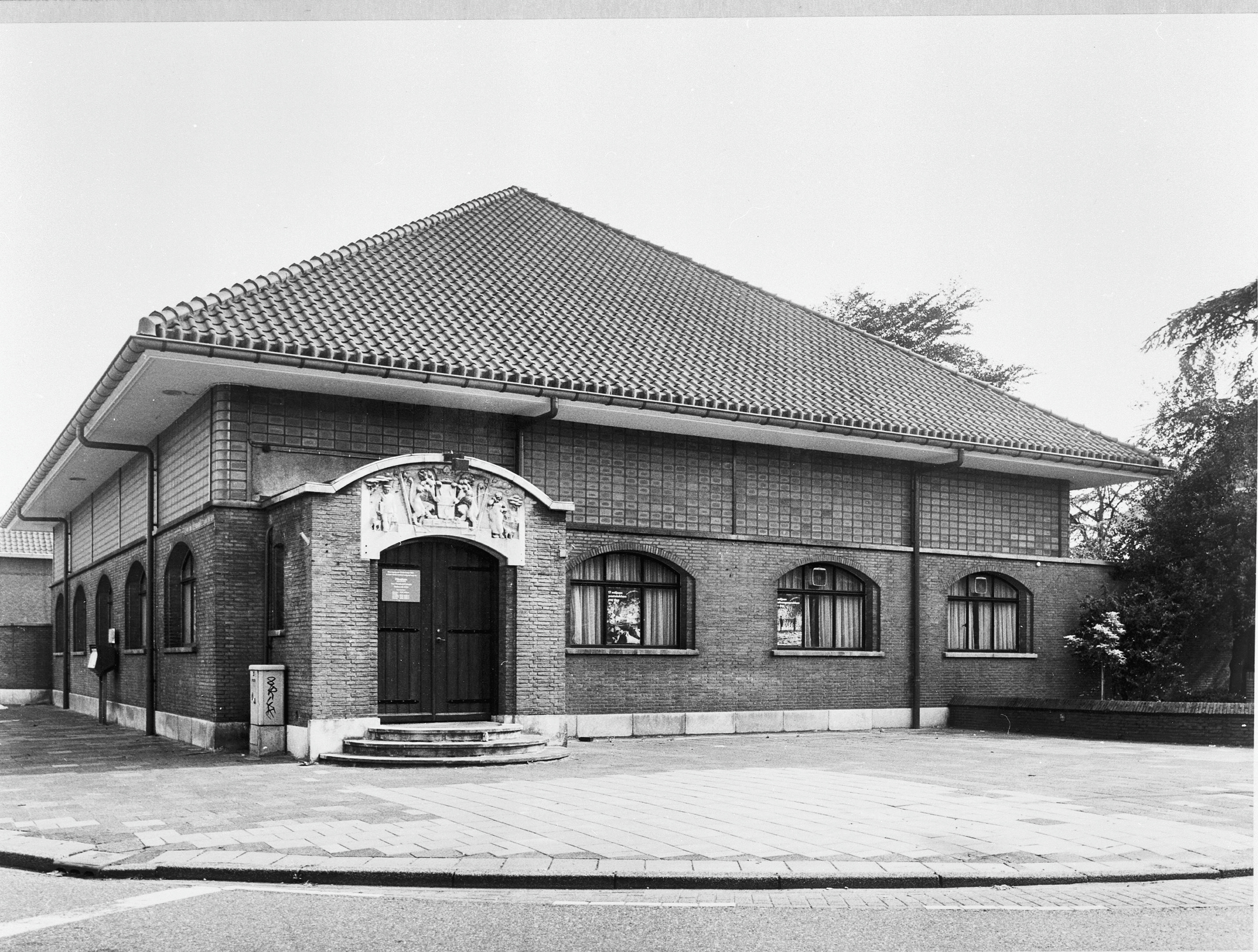
Het post- en telegraafkantoor in 1990. Het reliëf boven de hoofdingang is van Leo Vos.

Woerden heeft altijd gelegen langs de postverbinding tussen Utrecht en Holland. Vanaf 1590 is er al een regelmatige verbinding tussen de regering in Den Haag en Utrecht. In 1708 maakt het stadsbestuur van Woerden de posterijen tot een eigen taak. De stad Utrecht verpacht de posterijen aan Woerden (dat in deze periode bij Holland hoorde), waarvoor Woerden 160 gulden moet gaan betalen.
Vanaf 1762 viel het Woerdense kantoor onder kantoren van Utrecht, maar vanaf 1815 kreeg Woerden een zelfstandig postkantoor.
Er zijn in Woerden diverse postkantoren geweest. Het kantoor in de huidige Voorstraat - de toenmalige Hofstraat - werd geopend in 1874. Toen dit in 1880 alweer te klein bleek kwam een kantoor aan de Oostdam, op de plaats van de latere RK kerk. Vanaf 1939 - andere bronnen spreken over 1941 - is er een groot kantoor aan de Utrechtstestraatweg, ontworpen als post- en telegraafkantoor door rijksbouwmeester G.C. Bremer. Dit gebouw werd in 2000 een rijksmonument. Na 1978 verhuisde het postkantoor eerst naar de Edisonweg ten slotte naar de Westdam. Dit was de laatste locatie, want vanaf 2011 zijn er helemaal geen postkantoren voor particulieren meer in Nederland, maar worden de diensten van PostNL geleverd in winkels en zijn er slechts postagentschappen.

## Bebouwing en ruimtelijke indeling
De ruimtelijke ordening in Woerden is grotendeels bepaald door de militaire geschiedenis. Daarnaast heeft de religieuze geschiedenis door de bouw van diverse grote kerkgebouwen de huidige skyline van Woerden bepaald. In de vorige paragrafen is de invloed van de kaashandel aan de orde gekomen. Deze paragraaf bevat een niet-compleet overzicht van overige gebouwen die in Woerden zijn opgericht.

### Openbare gebouwen

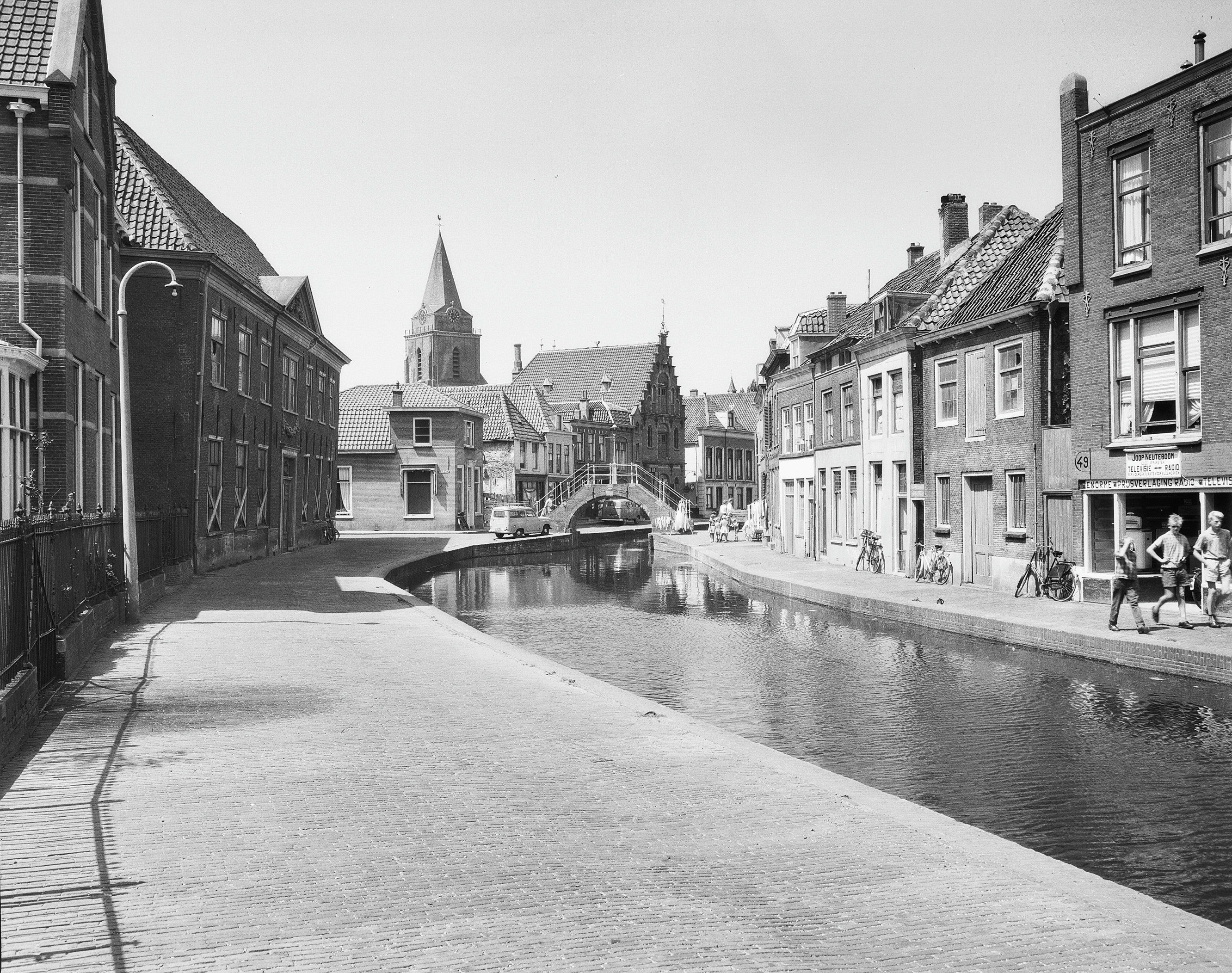
De Oude Rijn door het hart van de stad, ca. 1959

Begin 13e eeuw was Woerden een dorpje rond een kerk, waarschijnlijk het enige stenen gebouw. Het eerste stadhuis werd in 1501 gebouwd naast de kerk. In het gebouw werd bestuurd, maar ook recht gesproken. Het had een schandpaal en men kon een galg uit de gevel steken. In de Havenstraat werd vermoedelijk in 1604 het gereformeerd weeshuis gebouwd.
Nadat Woerden rond 1820 zijn militaire betekenis − op de legermagazijnen na − had verloren, droeg het Rijk de vestingwerken over aan de gemeente. De wallen, grachten en stadspoorten werden langzamerhand afgebroken en gedempt. Zo kwam er ruimte vrij voor andere bebouwing. Rond 1890 was de afbraak van alle vestingwerken voltooid, dat was mogelijk geworden na de invoering van de landelijke Vestingwet in 1874. Matthijs Willem Schalij, burgemeester van 1883 tot 1912, was een stuwende kracht voor de stadsvernieuwing. Schalij wilde verder het oude stadhuis slopen. Een Haagse ambtenaar, Victor de Stuers, maakte zich echter sterk voor het behoud van dit monument. Het stadhuis werd omgevormd tot kantongerecht en er kwam in 1888 een nieuw stadhuis, op de plaats van de afgebrande gasfabriek aan de Westdam. Het ontwerp van het nieuwe stadhuis maakte het voorwerp uit van een nationale controverse, omdat de gemeentearchitect C. Fluyt zijn ontwerp – om kosten te besparen – had afgekeken van het stadhuis van Noordwijk, dat was ontworpen door architect Nicolaas Molenaar. Door de rel die volgde kwam er een vorm van auteursrecht voor architecten. Molenaar kreeg als compensatie opdracht voor het ontwerp van onder andere de Sint-Bonaventurakerk en hotel Concordia.
Het drinkwaterbedrijf, opgericht in 1907, bouwde aan het begin van de twintigste eeuw de watertoren aan de Oostsingel, met een bijbehorend machinistenhuisje. Dit was een direct gevolg van nationale wetgeving ter voorkoming van cholera.
In 1980 werden de verschillende Woerdense ziekenhuizen samengevoegd tot het Zuwe Hofpoort-ziekenhuis. De naam is ontleend aan de hofpoort, die eerder in de stadswallen aanwezig was.
In 1994 verloor het stadhuis aan de Westdam, dat inmiddels te klein geworden was, zijn functie. De gemeente is in de 21e eeuw gevestigd in een betonnen gebouw ten zuiden van de spoorlijn, buiten het centrum. Het gebouw was eerder in gebruik door Nokia Data.
Het militaire exercitieveld ten noorden van de Oostdam bleef een lege ruimte. Het terrein werd in de 20e en 21e eeuw voor allerlei evenementen gebruikt.

### Begraafplaatsen

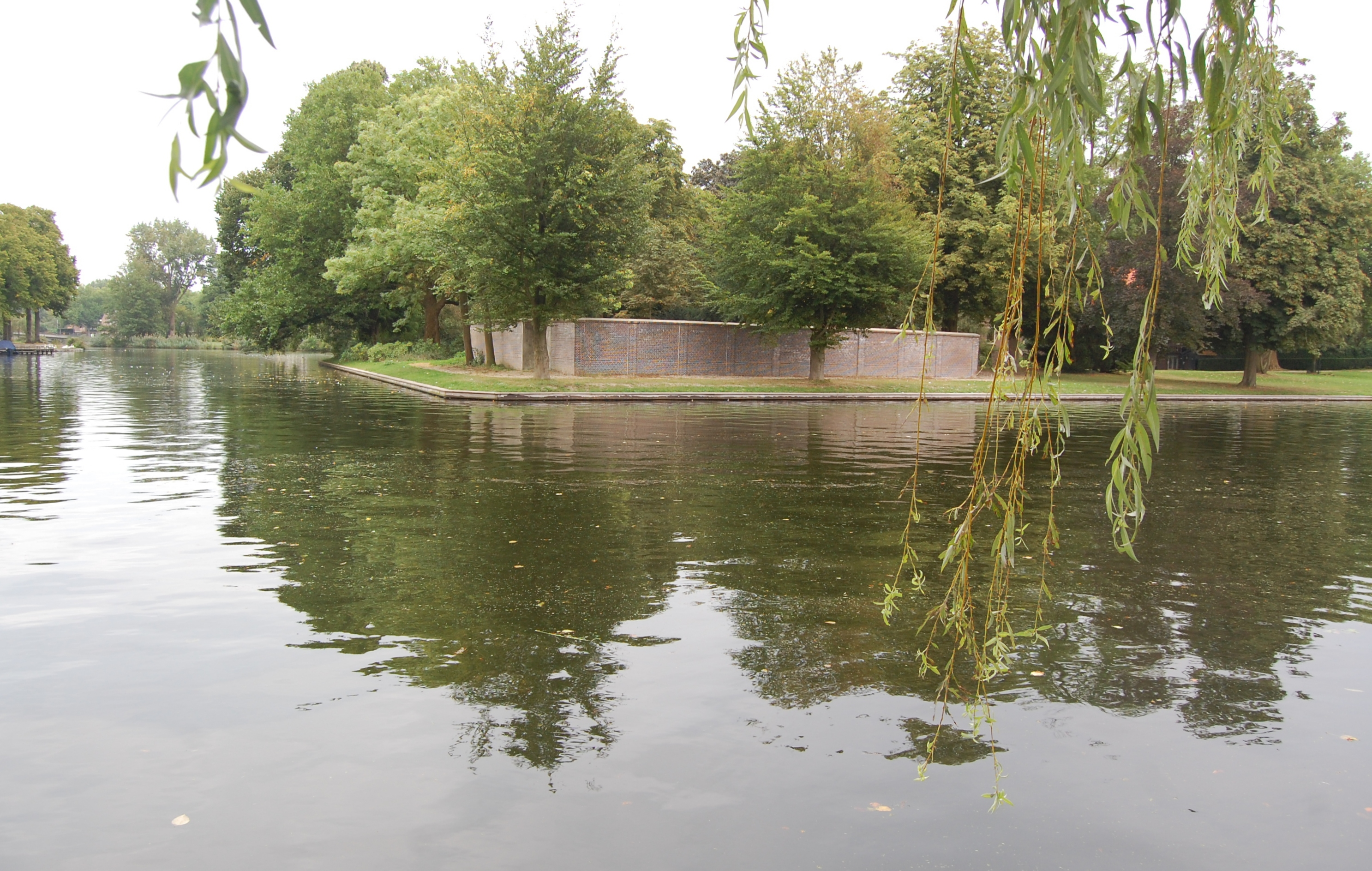
Een deel van de buitensingel van Woerden in 2016, met de muur van de joodse begraafplaats aan de overzijde

Omdat het in 1826 bij Koninklijk besluit verboden werd om overledenen binnen de stad te begraven, kwamen er twee begraafplaatsen op een oud bolwerk, een algemene en een Rooms-Katholieke. De joodse begraafplaats ligt bij de Westdam. In 1936 waren de begraafplaatsen op de oude bolwerken vol, en werd een nieuwe begraafplaats geopend aan de Meeuwenlaan. De aula is ontworpen in Amsterdamse stijl door de stadsarchitect H.W. van der Meij. Het ontwerp van de begraafplaats zelf is van de tuinarchitect Leonard Springer. In 1976, kwam er nog een begraafplaats bij, Rijnhof geheten, net buiten de stad, in Geestdorp. Daarnaast kent Woerden nog een privébegraafplaats van de familie Groeneveld, waar naast leden van de familie en enkele notabelen van Woerden ook de priester en activist Jan Derk Domela Nieuwenhuis Nyegaard (1870–1955) begraven is.

### Woningen

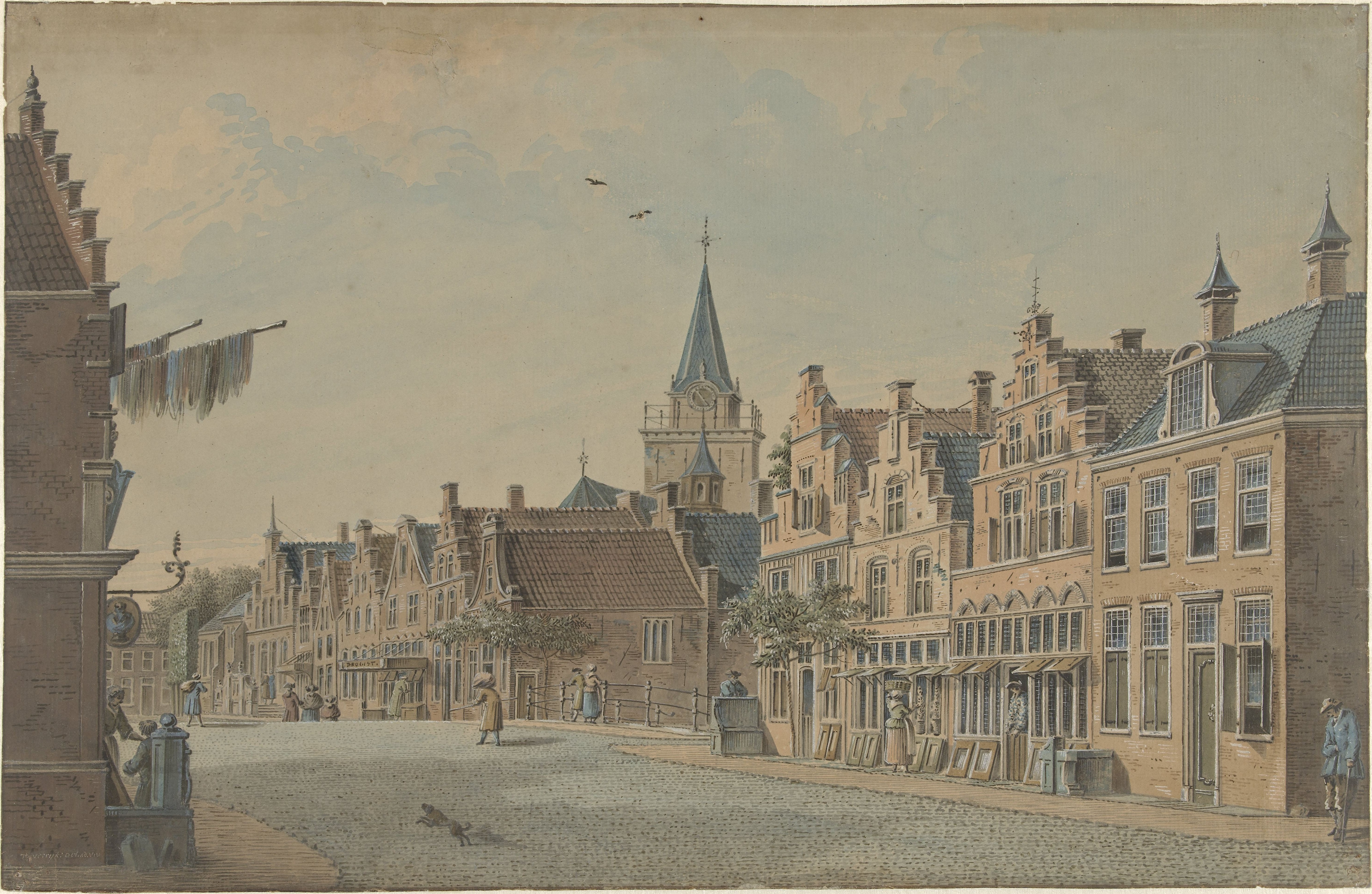
Stadswoningen bij de Visbrug over de Oude Rijn op een tekening door Dirk Verrijk. De straat is veel breder afgebeeld dan deze in werkelijkheid geweest is.

In het westen van Woerden lagen, rond de pannenbakkerijen, oorspronkelijk de woningen van de arbeiders. Ook rond de kerk in het centrum lagen woningen. Rond 1880 werd een rij deftige herenhuizen in neoclassicistische stijl gebouwd aan de Oostdam. Vanaf 1890 werden verschillende stadsuitbreidingen voor woningbouw gerealiseerd, achtereenvolgens aan de Westdam, de Nieuwstraat, bij de Kruittorenweg en de Wilhelminaweg.
Door de bevolkingsgroei werd het noodzakelijk de binnensingel vrijwel geheel te dempen. Omdat de bevolking bleef groeien werd het na de Eerste Wereldoorlog ook nodig om buiten de buitensingel woningen te gaan bouwen. Het gemeentebestuur liet de buitensingel echter intact, zodat de plattegrond van Woerden er nog steeds uitziet als de oude vesting.
Rond 1920 werden de herenhuizen gebouwd aan de Haven, een gevolg van economisch welvaren in deze periode. Tegelijkertijd verschenen de eerste woningwetwoningen, deels naar ontwerp van Jan Wils. Verdere uitbreidingen volgden rond de huidige Prinsenlaan, op de plaats van de inmiddels verdwenen pannenbakkerijen. Er werden nog meer uitbreidingen aan de westkant van Woerden toegevoegd, onder andere een wijk die nu bekend staat als de Bloemenbuurt. Ook in noordelijke richting kwamen uitbreidingen. Ten zuiden van de stad ontstond lintbebouwing langs de Van Bouwmanlaan en de Linschoterweg.
In de periode 2014–2019 wordt woningbouw gerealiseerd dicht bij de binnenstad, op het Defensie-eiland. In deze periode overweegt het gemeentebestuur ook om bedrijfsgebouwen te gaan transformeren naar woningen, te beginnen met het terrein van het voormalige FNV gebouw op het bedrijventerrein Middelland.

## Onderwijs en sport
Tot 1873 was er in Woerden naast een aantal lagere scholen alleen een ULO gevestigd. In dat jaar werd een ambachtstekenschool opgericht. Het was geen uitgebreide opleiding, eerder een avondschool voor jongens vanaf 12 jaar, waar vakken zoals bouwkundig tekenen, rekenen en boekhouden werden onderwezen. Omvorming naar een echte ambachtsschool vond plaats in 1941.
In 1881 kwam de eerste protestants-christelijke lagere school in Woerden, de school van de Vereniging voor Christelijk Schoolonderwijs. In 1885 werd Feike Kalsbeek (1857–1941) hoofdonderwijzer. In 1914 waren er zoveel leerlingen dat een tweede school werd gebouwd, die in 1917 werd geopend met de naam Julianaschool. Pas toen kreeg de oudere school de naam Wilhelminaschool. Kalsbeek bleef 37 jaar lang schoolhoofd, tot 1922.

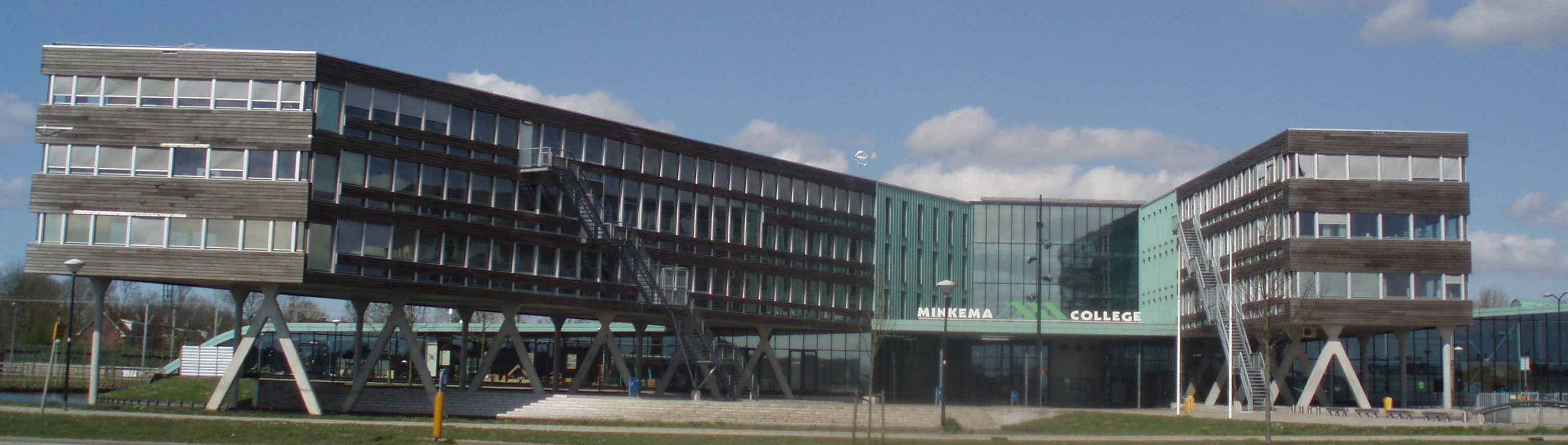
Het moderne gebouw van het Minkema college in 2008.

In 1919 kwam er een hbs in Woerden, die toegang gaf tot academische opleidingen. Deze school werd in 1961 omgevormd in een scholengemeenschap voor havo en vwo onder de naam F.A. Minkemaschool, in 2016 bekend als het Minkema College.
in 1930 werd er een landbouwschool, de Christelijke lagere Landbouwschool, in Woerden gevestigd. De school bleef relatief klein, want leerlingen konden ook terecht in Breukelen, Alphen en Gouda. In 1973 werd de school dan ook opgeheven.
Naast deze scholen hebben ook de Rooms-Katholieke Sint-Jozef-MAVO, de christelijke F. Kalsbeek Scholengemeenschap (genoemd naar de hiervoor genoemde Feike Kalsbeek) voor mavo, havo en vwo en de Christelijke school voor Lager Beroepsonderwijs Oversingel in Woerden bestaan. Deze scholen zijn inmiddels samengevoegd tot het Kalsbeek College waarbij enkele delen bij het Minkema College werden gevoegd.
De twee middelbare scholen ontvangen in de 21e eeuw ook veel leerlingen uit de dorpen rond Woerden.

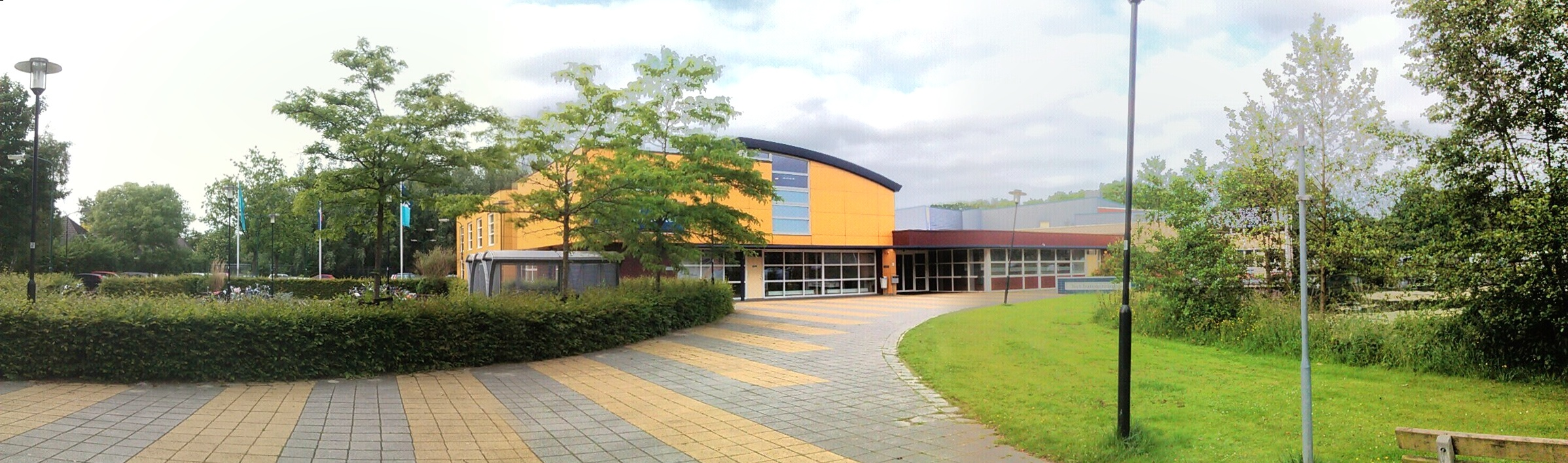
De ingang van het Batenstein bad in 2012

In 1928 bestond al de Woerdensche Zwem- en Poloclub, die zwom in de zandgaten aan de huidige Kerkhoflaan. Een tweede club, de Forel, werd in 1929 opgericht. Deze club zwom in de "Badinrichting aan het Plantsoen". De twee clubs fuseerden in 1950 en nam de naam "De Pinguins" aan. De eenheid duurde niet lang, en in 1953 werd de WZC in feite heropgericht. In 1965 fuseerden de clubs opnieuw. In 2013 volgde weer een fusie met de in 2006 opgerichte vereniging One Team Swimming en ontstond de Zwem en Poloclub Woerden. Inmiddels was er een overdekt zwembad gebouwd, het Batensteinbad, aan de noordoostkant van Woerden.

## Chronologie
Hieronder een chronologie van Woerden, vergeleken met een selectie van gebeurtenissen in de Lage Landen.
| jaar | gebeurtenis in Woerden                                        | gebeurtenis in Nederland                                 |
| ---- | ------------------------------------------------------------- | -------------------------------------------------------- |
| 28   |                                                               | Slag tussen Friezen en Romeinen                          |
| 47   |                                                               | Begin Romeinse Limes                                     |
| 49   | Eerste Romeins castellum Laurium                              |                                                          |
| 69   |                                                               | Bataafse Opstand                                         |
| 169  | Hout gekapt voor Schip Woerden 1                              |                                                          |
| 260  | Vertrek van de Romeinen                                       |                                                          |
| 300  |                                                               | Begin Grote Volksverhuizing                              |
| 476  |                                                               | Definitief verval West-Romeinse Rijk                     |
| 560  |                                                               | Begin oorlogen tussen Friezen en Franken                 |
| 630  |                                                               | Dagobert I verovert Traiectum                            |
| 696  |                                                               | Willibrord arriveert                                     |
| 700  | Woerden bij Frankische Rijk                                   |                                                          |
| 715  | Vroegste datum gevonden spatha                                |                                                          |
| 720  | Vermelding Wyrda door Liudger                                 |                                                          |
| 743  |                                                               | Pepijn de Korte eerste Frankische koning                 |
| 754  |                                                               | Bonifatius vermoord                                      |
| 800  |                                                               | Karel de Grote tot keizer gekroond                       |
| 834  |                                                               | Dorestad wordt geplunderd                                |
| 888  |                                                               | Frankische rijk geheel uiteengevallen                    |
| 900  | Woerden onderdeel van Bisdom 't Sticht                        |                                                          |
| 1000 | Begin Grote Ontginning                                        |                                                          |
| 1100 |                                                               | Hebban olla vogala                                       |
| 1122 | Afdamming van de Kromme Rijn bij Wijk bij Duurstede           |                                                          |
| 1160 | Bouw eerste kasteel                                           |                                                          |
| 1160 | Wateroverlast door verzanding Oude Rijn bij Katwijk           |                                                          |
| 1165 | Duitse Keizer gelast afbreken dam Oude Rijn bij Zwammerdam    |                                                          |
| 1189 |                                                               | Derde Kruistocht, waaraan Floris II van Holland meedoet  |
| 1226 | Overeenkomst met Het Sticht voor afvoer van water             |                                                          |
| 1280 | Woerden komt in handen van Floris V van Holland               |                                                          |
| 1296 | Floris V wordt onder andere door de heer van Woerden vermoord | Floris V van Holland vermoord                            |
| 1306 | Woerden wordt Hollands, Kamerik en Zegveld blijven Utrechts   |                                                          |
| 1322 | Oprichting Groot Waterschap                                   |                                                          |
| 1330 | Verhoging Rijndijk                                            |                                                          |
| 1337 |                                                               | Start Honderdjarige oorlog                               |
| 1356 |                                                               | Eerste Hanzesteden                                       |
| 1370 | Binnengracht met wallen                                       |                                                          |
| 1370 | Vermelding steenbakkerijen                                    |                                                          |
| 1372 | Woerden krijgt stadsrechten op 13 maart                       |                                                          |
| 1372 | Bouw Petruskerk.                                              |                                                          |
| 1401 | Recht om stadsbestuur te kiezen                               |                                                          |
| 1407 | Bouw huidige kasteel                                          | Eerste poldermolen in Nederland                          |
| 1410 | Recht op een jaarmarkt (Koeienmarkt)                          |                                                          |
| 1488 | Kasteel bezet door Montfoort                                  |                                                          |
| 1494 | Aanleg van de Grecht                                          | Filips de Schone landheer van Nederland                  |
| 1498 | Eerste molen in de stad Woerden                               |                                                          |
| 1469 |                                                               | Erasmus geboren                                          |
| 1501 | Bouw eerste stadhuis                                          | Nederlanden eenheid onder Karel V                        |
| 1514 | Eerste vermelding hennepproductie                             |                                                          |
| 1517 |                                                               | Reformatie begint met Maarten Luther                     |
| 1525 | Jan de Bakker ter dood gebracht                               |                                                          |
| 1533 | Eerste vermelding van het Wapen van Woerden                   |                                                          |
| 1566 |                                                               | Beeldenstorm                                             |
| 1568 |                                                               | Begin Tachtigjarige Oorlog                               |
| 1572 | Woerden bij prinsgezinden                                     |                                                          |
| 1575 | Beleg door Spaanse troepen                                    |                                                          |
| 1576 | Beleg beëindigd                                               |                                                          |
| 1583 |                                                               | Hugo de Groot geboren                                    |
| 1594 | Petruskerk calvinistisch                                      |                                                          |
| 1602 |                                                               | Vereenigde Oostindische Compagnie, begin Gouden Eeuw     |
| 1610 | Diplomatieke besprekingen in stadhuis                         |                                                          |
| 1611 | Lutheranen bovengronds                                        |                                                          |
| 1636 | Pestepidemie                                                  | Publicatie Statenbijbel                                  |
| 1646 | Lutherse kerk                                                 |                                                          |
| 1648 |                                                               | Einde Tachtigjarige Oorlog                               |
| 1663 | Aanleg jaagpad langs Oude Rijn                                |                                                          |
| 1672 | Slag bij Kruipin                                              | Rampjaar                                                 |
| 1702 | Uitbreiding verdedigingswerken                                | Einde Gouden Eeuw                                        |
| 1747 | Fort Oranje gebouwd                                           | Willem IV stadhouder alle gewesten                       |
| 1748 | Fort Kruipin gebouwd                                          |                                                          |
| 1762 | Bouw van het Arsenaal                                         |                                                          |
| 1780 |                                                               | Patriotten                                               |
| 1781 | Zuid-Hollandse Courant                                        |                                                          |
| 1791 | Bouw van de kazerne                                           |                                                          |
| 1795 |                                                               | Begin Franse tijd                                        |
| 1813 | Ramp van Woerden                                              | Einde Franse tijd                                        |
| 1817 | Ziekte bij koeien, ongansheid                                 |                                                          |
| 1832 | Cholera epidemie                                              |                                                          |
| 1839 |                                                               | Eerste spoorlijn                                         |
| 1842 | Van Teylingenweg opgeleverd                                   |                                                          |
| 1848 |                                                               | Grondwet van Thorbecke                                   |
| 1855 | Aanleg spoorlijn                                              |                                                          |
| 1856 | Gasfabriek                                                    |                                                          |
| 1859 |                                                               | Max Havelaar                                             |
| 1871 | Start vervanging poldermolens door gemalen                    |                                                          |
| 1871 | Kasteel wordt kledingmagazijn                                 |                                                          |
| 1874 | Stadspoorten gesloopt                                         |                                                          |
| 1880 | Herenhuizen Oostdam                                           |                                                          |
| 1885 | Eerste kaasmarkt                                              |                                                          |
| 1888 | Stadhuis Westdam                                              |                                                          |
| 1890 | Sloop vestingwerken voltooid                                  | Inauguratie koningin Wilhelmina                          |
| 1890 | Start Bouw RK Sint-Bonaventurakerk                            |                                                          |
| 1897 | Bouw klooster                                                 |                                                          |
| 1900 | Eerste stadsuitbreidingen                                     |                                                          |
| 1900 | Slopen van verdedigingswerken                                 |                                                          |
| 1907 | Drinkwaterbedrijf opgericht                                   |                                                          |
| 1913 | Woerden krijgt station                                        |                                                          |
| 1914 |                                                               | Begin Eerste Wereldoorlog                                |
| 1919 | Fruitveiling opgericht                                        | KLM opgericht                                            |
| 1919 | Aanleg elektriciteitsnet                                      |                                                          |
| 1920 | Eerste woningbouwverenigingen                                 | Nederland treedt toe tot Volkenbond                      |
| 1920 | Herenhuizen aan de haven                                      |                                                          |
| 1920 | Laatste deel binnengracht gedempt                             |                                                          |
| 1920 | Synagoge afgebroken                                           |                                                          |
| 1924 | Opstandingskerk                                               | Eerste KLM vlucht naar Nederlands-Indië                  |
| 1930 | Harmonie de Vriendschap                                       |                                                          |
| 1933 | Start aanleg A12                                              | Marinus van der Lubbe, vermeende stichter brand Rijksdag |
| 1940 |                                                               | Begin Tweede Wereldoorlog                                |
| 1948 |                                                               | Inauguratie Koningin Juliana                             |
| 1950 | Molukse kampen                                                | Kapitein Westerling bezet hoofdkwartier Indonesië.       |
| 1953 |                                                               | Watersnoodramp                                           |
| 1961 | Oude Rijn gedempt                                             |                                                          |
| 1962 | Treinramp bij Harmelen                                        | Mies Bouwman presenteert Open het Dorp                   |
| 1964 | Gemeente wordt uitgebreid met Barwoutswaarder en Rietveld     | Beatles in Nederland                                     |
| 1978 | Klooster verkocht aan gemeente                                |                                                          |
| 1980 | Hofpoortziekenhuis                                            | Inauguratie Koningin Beatrix                             |
| 1989 | Woerden gaat bij provincie Utrecht horen                      |                                                          |
| 1989 | Uitbreiding gemeente met Kamerik en Zegveld                   |                                                          |
| 1994 | Nieuw Stadhuis                                                | Kabinet-Kok I, eerste kabinet zonder confessionelen      |
| 1995 | Groot Waterschap opgeheven                                    | Val van Srebrenica                                       |
| 2001 | Uitbreiding gemeente met Harmelen                             | Eerste homohuwelijk                                      |
| 2008 | Bouw moskee                                                   | Kredietcrisis                                            |
| 2013 |                                                               | Inauguratie Koning Willem-Alexander                      |
| 2017 | Sluiting ziekenhuis. Er blijft dagbehandeling                 |                                                          |
| 2019 | Voltooiing woningbouw op Defensie-eiland                      |                                                          |